# المسجد الحرام
المَسْجِدُ الحَرَام هو أعظم مسجد في الإسلام ويقع في قلب مدينة مكة غرب المملكة العربية السعودية، تتوسطه الكعبة المشرفة التي هي أول بيت وضع للناس على وجه الأرض ليعبدوا الله فيه تبعاً للعقيدة الإسلامية، وهذه هي أعظم وأقدس بقعة على وجه الأرض عند المسلمين. والمسجد الحرام هو قبلة المسلمين في صلاتهم، وإليه يحجون. سمي بالمسجد الحرام لحرمة القتال فيه منذ دخول النبي محمد إلى مكة المكرمة منتصراً. ويؤمن المسلمون أن الصلاة فيه تعادل مئة ألف صلاة.
ذكر في القرآن: ﴿إِنَّ أَوَّلَ بَيْتٍ وُضِعَ لِلنَّاسِ لَلَّذِي بِبَكَّةَ مُبَارَكًا وَهُدًى لِلْعَالَمِينَ ۝٩٦﴾(1) (سورة آل عمران، الآية 96).
والمسجد الحرام هو أول المساجد الثلاثة التي تَشُدّ إليها الرحال. فقد قال النبي محمد: « لا تشدُّ الرحال إلا إلى ثلاثة مساجد: المسجد الحرام، ومسجدي هذا (المسجد النبوي)، والمسجد الأقصى ».

## المسجد الحرام عبر العصور

### مرحلة تشييد الكعبة
يبدأ تاريخ المسجد بتاريخ بناء الكعبة المشرفة، وقد بناها أول مرة الملائكة قبل آدم عليه السلام، وكانت من ياقوتة حمراء، ثم رفع ذلك البناء إلى السماء أيام الطوفان، وبعد الطوفان قام النبي إبراهيم مع ابنه إسماعيل عليهما السلام، بإعادة بناء الكعبة، بعد أن أوحى الله إلى إبراهيم عليه السلام بمكان البيت، قال تعالى: ﴿وَإِذْ بَوَّأْنَا لِإِبْرَاهِيمَ مَكَانَ الْبَيْتِ أَنْ لَا تُشْرِكْ بِي شَيْئًا وَطَهِّرْ بَيْتِيَ لِلطَّائِفِينَ وَالْقَائِمِينَ وَالرُّكَّعِ السُّجُودِ ۝٢٦﴾(2) (سورة الحج الآية 26).
وهـكذا أمر الله سبحانه وتعالى إبراهيم عليه السلام ببناء البيت الحرام. وذكر القرآن الكريم بناء سيدنا إبراهيم وابنه إسماعيل عليهما السلام للكعبة وتطهير المساحة المحيطة به، ولقد جاءه (أي إبراهيم عليه السلام) جبريل عليه السلام بالحجر الأسود، ولم يكن في بادئ الأمر أسود بل كان أَبْيَضَا يتلألأ من شدة البياض وذلك لقول الرسول ﷺ «الحجر الأسود من الجنة وكان أشد بياضا من الثلج حتى سودته خطايا أهل الشرك».
وبقيت على حالها إلى أن تم إعادة بنائها على يد قريش في الجاهلية، بعد عام الفيل بحوالي ثلاثين عاماً بعد أن حدث حريق كبير بالكعبة، نتج عن محاولة امرأة من قريش تبخير الكعبة فاشتعلت النار وضعف البناء، ثم جاء سيل حطم أجزاء الكعبة، فأعادت قريش بناء الكعبة، وقد حضره النبي، وكان يبلغ من العمر حينها 35 سنة وشارك بنفسه الشريفة أعمامه في العمل، ولما أرادت قريش في هذا البناء أن ترفع الحجر الأسود لتضعه في مكانه اختصمت فيما بينها، حتى كانت تقع الحرب، ثم اصطلحوا على أن يحكم بينهم أول رجل يخرج من عليهم من هذه السكة، فكان رسول الله أول من خرج فقضى بينهم أن يجعلوا الحجر الأسود في مرط (أي كساء) ثم يرفعه زعماء القبائل فرفعوه ثم ارتقى محمد عليه السلام فوضعه بيده الشريفة مكانه، ويجب أن نشير أيضا أن قصي بن كلاب وهو أحد أجداد الرسول محمد أول من سَقْف الكعبة، حيث قام بسقفها بخشب الدوم وجريد النخيل، وذلك قبل بناء قريش للكعبة بزمن طويل.

### المسجد في عهد النبي محمدﷺ

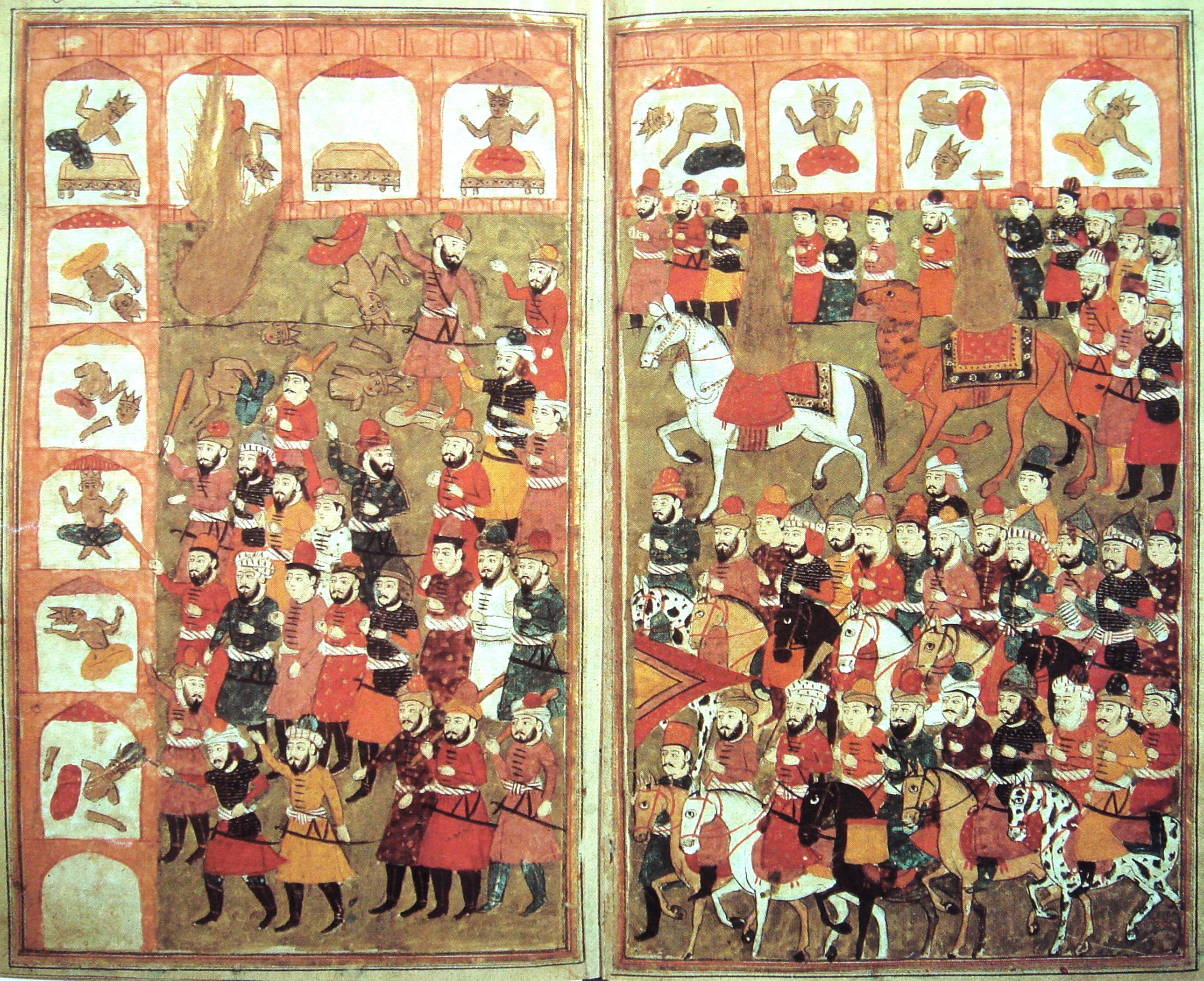
رسم يصور المسلمين بعد أن دخلوا مكة وبدأُوا بتكسير الأصنام

منذ أن بنى الخليل عليه السلام الكعبة المشرفة، ونادى في الخلق بالحج إليها، وهي محل تعظيم وإجلال واهتمام، وقد اعتنى بها سكان مكة بل وغير سكانها فكسوا الكعبة ورمموا بناءها، ولما جاء الإسلام زادها الله تعظيما وتشريفا، ولم تتح الفرصة للمسلمين لأداء الصلاة في المسجد الحرام قبل الهجرة إلا نادراً، وفي حالات خاصة سواء قبل الهجرة أو بعدها، فقد كانت قريش تمنعهم من الصلاة فيه عمومًا
وفي ذلك الوقت أسرى الرسول محمد أسرى من المسجد الحرام إلى بيت المسجد الأقصى حيث كان محمد مضطجعا في الحطيم فأتاه جبريل عليه السلام وأسرى به من هناك، وكانت الكعبة بصفة خاصة والمسجد الحرام عمومًا بيد قبيلة قريش كما أشرنا سابقا.
وفي شهر ذي القعدة سنة 6هـ الموافق 628م، أمر الرسولُ محمدٌ أتباعَه باتخاذ الاستعدادات لأداء العمرة في مكة، بعد أن رأى في منامه أنه دخل هو وأصحابُه المسجد الحرام وطافوا واعتمروا، فخرج من المدينة المنورة يوم الاثنين غرّة ذي القعدة سنة 6هـ، في نحو 1400 أو 1500 من المسلمين، ولم يخرج بسلاح إلا سلاح المسافر (السيوف في القرب)، وساق معه الهدي سبعينَ بدنةً. ولمّا علمت قريش بذلك، قررت منعه عن الكعبة، فأرسلوا مئتي فارسٍ بقيادة خالد بن الوليد للطريق الرئيسي إلى مكة، لكنَّ الرسولَ محمدًا اتخذ طريقًا أكثر صعوبة لتفادي مواجهتهم،
ثم أرسل الرسولُ محمدٌ عثمان بن عفان إلى قريش ليفاوضهم، فتأخر في مكة حتى سرت إشاعة أنه قد قُتل، فقرر الرسولُ أخذَ البيعة من المسلمين على أن لا يفرّوا، فيما عرف ببيعة الرضوان، فلم يتخلّف عن هذه البيعة أحد إلا جد بن قيس، ونزلت في ذلك آيات من القرآن: ﴿لَقَدْ رَضِيَ اللَّهُ عَنِ الْمُؤْمِنِينَ إِذْ يُبَايِعُونَكَ تَحْتَ الشَّجَرَةِ فَعَلِمَ مَا فِي قُلُوبِهِمْ فَأَنْزَلَ السَّكِينَةَ عَلَيْهِمْ وَأَثَابَهُمْ فَتْحًا قَرِيبًا ۝١٨﴾(3) (سورة الفتح، الآية: 18)، وخلال ذلك وصلت أنباء عن سلامة عثمان، وأرسلت قريشٌ سهيل بن عمرو لتوقيع اتفاق مصالحة عرف بصلح الحديبية، ونصّت بنوده على عدم أداء المسلمين للعمرة ذلك العام على أن يعودوا لأدائها العام التالي، كما نصّت على أن يَرُدَّ المسلمون أي شخص يذهب إليهم من مكة بدون إذن، في حين لا ترد قريش من يذهب إليهم من المدينة. واتفقوا أن تسري هذه المعاهدة لمدة عشر سنوات، وبإمكان أي قبيلة أخرى الدخول في حلف أحد الطرفين لتسري عليهم المعاهدة. فدخلت قبيلة خزاعة في حلف الرسولِ محمدٍ، ودخل بنو الدئل بن بكر بن عبد مناة بن كنانة في حلف قريش، ولمَّا فرغوا من الكتاب انطلق سهيل وأصحابه عائدين إلى مكة.

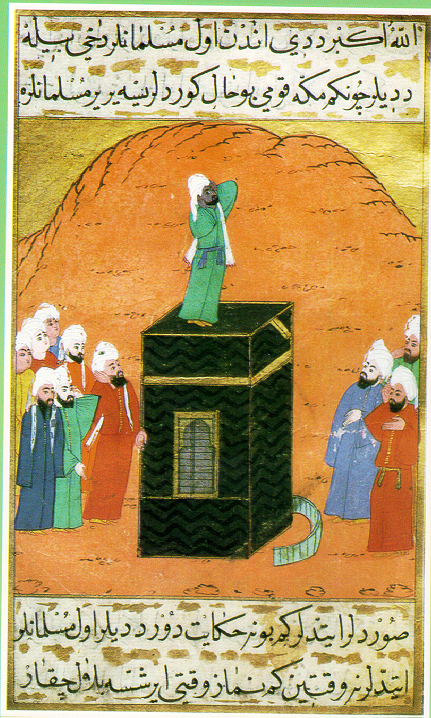
رسم فارسي لبلال بن رباح وهو يؤذن من على سطح الكعبة بعد فتح مكة عام 8هـ

وفي العشرين من رمضان في العام الثامن من الهجرة (الموافق 10 يناير 630م) استطاع المسلمون من خلالها فتحَ مدينة مكة وضمَّها إلى دولتهم الإسلامية وسميت تلك الغزوة بـغزوة الفتح وتسمى أيضا بـعام الفتح.
وسببُ الغزوة هو أن قبيلةَ قريشٍ انتهكت الهدنةَ التي كانت بينها وبين المسلمين، وذلك بإعانتها لحلفائها من بني الدئل بن بكرٍ بن عبد مناةٍ بن كنانة (تحديداً بطنٌ منهم يُقال لهم «بنو نفاثة») في الإغارة على قبيلة خزاعة، الذين هم حلفاءُ المسلمين، فنقضت بذلك عهدَها مع المسلمين الذي سمّي بصلح الحديبية. وردّاً على ذلك، جَهَّزَ الرسولُ محمدٌ جيشاً قوامه عشرة آلاف مقاتل لفتح مكة، وتحرَّك الجيشُ حتى وصل مكة، فدخلها سلماً بدون قتال، إلا ما كان من جهة القائد المسلم خالد بن الوليد، إذ حاول بعضُ رجال قريش بقيادة عكرمة بن أبي جهل التصديَ للمسلمين، فقاتلهم خالدٌ وقَتَلَ منهم اثني عشر رجلاً، وفرَّ الباقون منهم، وقُتل من المسلمين رجلان اثنان، ولمَّا نزل الرسولُ محمدٌ بمكة واطمأنَّ الناسُ، جاءَ الكعبة فطاف بها، وجعل يطعنُ الأصنامَ التي كانت حولها ويقول: ﴿وَقُلْ جَاءَ الْحَقُّ وَزَهَقَ الْبَاطِلُ إِنَّ الْبَاطِلَ كَانَ زَهُوقًا ۝٨١﴾ [الإسراء:81](4) (سورة الإٍسراء، الأية 81)، و﴿قُلْ جَاءَ الْحَقُّ وَمَا يُبْدِئُ الْبَاطِلُ وَمَا يُعِيدُ ۝٤٩﴾(5)  (سورة سبأ، الآية 49)، ورأى في الكعبة الصورَ والتماثيلَ فأمر بها فكسرت.
ولما قضى رسول الله طوافه يوم الفتح على الراحلة نزل فأخرجت الراحلة من المسجد الحرام فركع ركعتين ثم انصرف إلى زمزم فاطلع فيها، وكان يود أن ينزع بيده لكنه انصرف إلى ناحية المسجد قريبا من مقام إبراهيم، وكان المقام لاصقا بالكعبة المشرفة فأخره رسول الله، ودعا بسجل من ماء فشرب وتوضأ، والمسلمون يبتدرون وضوءه ويصبونه على وجوههم والمشركون ينظرون إليهم ويتعجبون ويقولون: ما رأينا ملكا قط بلغ هذا ولا سمعنا.
وطاف النبي محمد يوم الفتح بالبيت يوم الجمعة لعشر بقين من رمضان، وأراد فضالة بن عمير بن الملوح الليثي قتل النبي، فلما دنا منه قال محمد ﷺ: «أفضالة؟ قال: نعم يا رسول الله. قال: ماذا كنت تحدث نفسك؟ قال: لا شيء، كنت أذكر الله. فضحك النبي ثم قال: أستغفر الله، ثم وضع يده على صدره فسكن قلبه فكان يقول والله ما رفع يده عن صدري حتى ما خلق الله شيئا أحب إلي منه»،
بعدها دخل رسول الله الكعبة المشرفة وأمر بلالا أن يؤذن، وكان قد دخل معه، وكان أبو سفيان بن حرب وعتاب بن أسيد والحارث بن هشام جلوسا بفناء الكعبة فقال عتاب: «أكرم الله أسيدا أن لا يكون سمع هذا فيسمع منه ما يغيظه»، فقال الحارث: «أما والله لو أعلم أنه محق لاتبعته»، وقال أبو سفيان: «لا أقول شيئا، لو تكلمت لأخبرته عني هذه الحصاة». فخرج عليهم النبي فقال: «لقد علمت الذي قلتم»، ثم ذكر لهم ذلك، فقال الحارث وعتاب: «نشهد أنك رسول الله، والله ما اطلع على هذا أحد كان معنا فنقول أخبرك». وقد بلغت مساحة المسجد الحرام في عهد النبي 1490 مترا مربعا.

### في عهد الخلفاء الراشدين

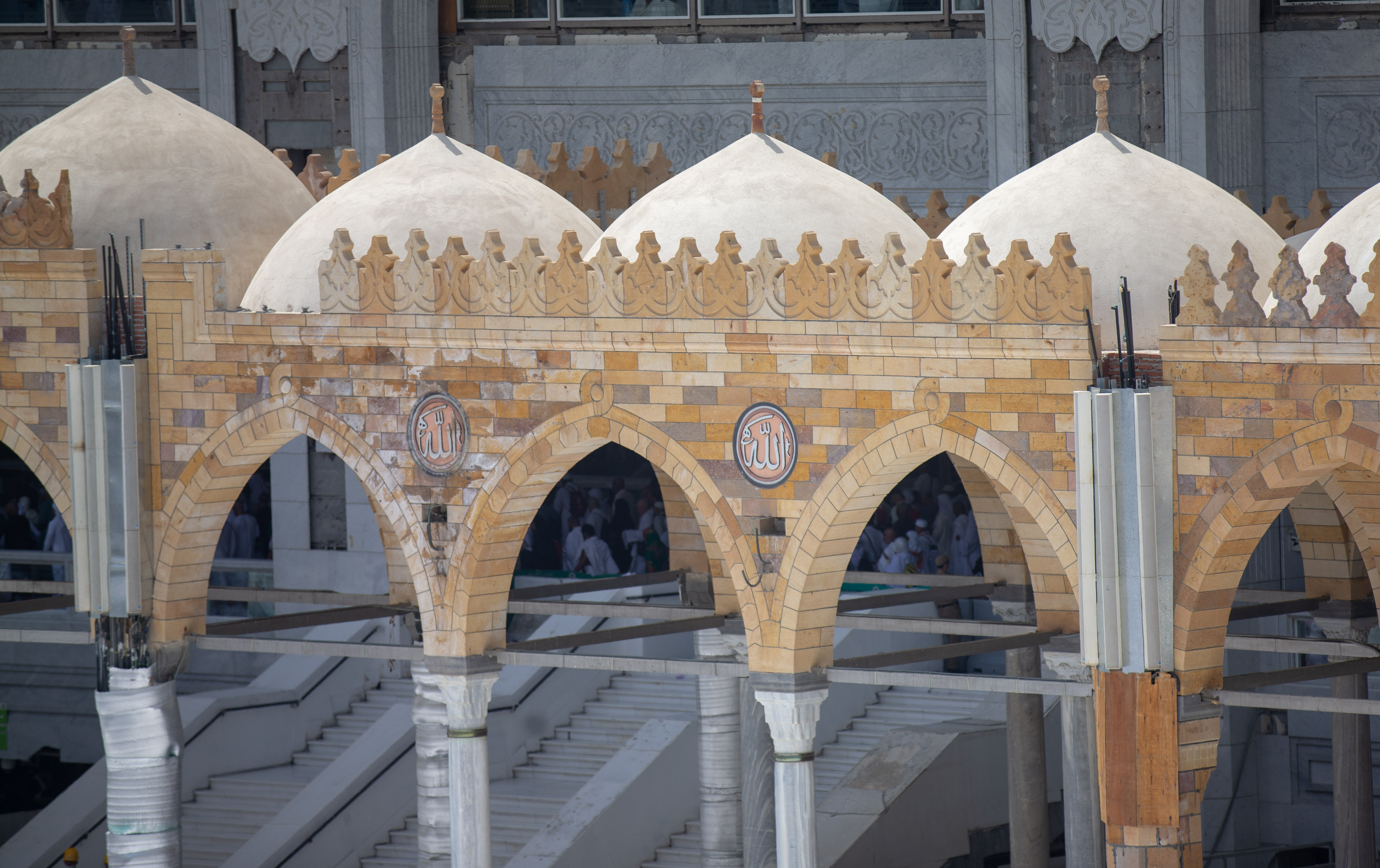
واجهة الرواق العثماني بني آبان توسعة الخليفة الراشد عثمان بن عفان.

وقد كان المسجد على عهد رسول الله بلا جدار يحيط به ولا باب يغلق عليه وبقي المسجد على حاله في خلافة أبي بكر الصديق، وفي عهد الخليفة عمر بن الخطاب وتحديدا سنة 17هـ بدأت أعمال التوسعة الأولى للمسجد الحرام، بعدما أفسد سيل أم نهشل مباني المسجد الحرام، فقد انحدر السيل من جانب المسعى وأحدث تلفاً عظيماً في المباني، ولضيق المسجد بالمصلين رغب عمر بتوسعة المسجد، فاشترى الدور الملاصقة للمسجد الحرام وضمها له، وأقام جداراً حوله، وجعل له أبواباً، ووضع عليه مصابيح كي تضيء بعد سدول الظلام، وعمل سداً لحجز ماء السيول عن الكعبة وتحويلها إلى وادي إبراهيم المجاور، وتعتبر أعمال عمر بن الخطاب، هي أول توسعة للمسجد الحرام في العصر الإسلامي.
واستمر المسجد الحرام على هذا الوضع إلى سنة 26 هجرية أي في عهد الخليفة عثمان بن عفان، حيث بدأت أعمال التوسعة الثانية للمسجد الحرام، وكانت بعد التوسعة الأولى بحوالي 10 سنوات، وذلك عندما رأى الخليفة عثمان بن عفان ازدياد السكان بمكة، وازدياد ضيوف الرحمن لانتشار الإسلام السريع، فقرر توسعة المسجد الحرام، وبدأت أعمال التوسعة في سنة 26 هـ، وذلك عن طريق شراء الدور الملاصقة للمسجد وضم أرضها، ومع هذه التوسعة جدد المسجد تجديداً شاملاً وجعل في المسجد أعمدة من الرخام، وأدخل الأروقة المسقوفة، فكان أول من اتخذ الأروقة وبذلك نُسب إليه الرواق العثماني.

### في عهد عبد الله بن الزبير والدولة الأموية
عهد عبد الله الزبير
أما التوسعة الثالثة فكانت إبان حكم عبد الله بن الزبير، وقد أعاد بناء الكعبة بعدما أصابها من الحريق الذي شب في الكعبة أثناء حصار يزيد لمكة في نزاعه مع عبد الله بن الزبير، وسبب الحصار هو أن عبد الله بن الزبير رفض مبايعة يزيد بن معاوية وثار الزبيريون معه في المدينة فأرسل يزيد جيشا إلى المدينة بقيادة مسلم بن عقبة، ودخلها ثم إتجه إلى مكة ولكنه توفي قبل أن يصل إليها، فخلفه في قيادة الجيش الحصين بن النمير الذي حاصر مكة لفترة، وبالفعل استطاع الحصين أن يسيطر على جبل أبي قبيس وجبل قعيقعان، ثم أخذ يرمي ابن الزبير وأتباعه الذين كانوا متحصنين داخل المسجد بالمنجنيق فأصيب المسجد، ولم يكتف الحصين بذلك بل رمى المسجد بالنار فاحترقت الكعبة، وضعف بنائها، ولكن الحصين عاد إلى الشام بعد أن توفي يزيد، وكان أمام عبد الله بن الزبير أمران: إما أن يرمم الكعبة أو أن يهدمها ثم يعيد بنائها، فقرر هدم الكعبة وأعاد بنائها على قواعد النبي إبراهيم، وكان ارتفاعها سبعة وعشرين ذراعا وعرض جدرانها ذراعين كما جعل لها بابين (شرقي للدخول وغربي للخروج)، كما قام ابن الزبير بتوسعة المسجد الحرام، وقد تمت هذه التوسعة في السنة الخامسة والستين للهجرة وضاعفت من مساحة المسجد وبلغت مساحته عشرة آلاف متر مربع

### عهد الدولة الأموية
وفي عهد عبد الملك بن مروان عهد إلى الحجاج بن يوسف الثقفي بالسير إلى مكة للقضاء على ابن الزبير فزحف (أي الحجاج) إلى مكة في موسم الحج ونصب المـجانيق، فتحصن ابن الزبير في المسجد وأخذت أحجار المنجنيق تتساقط على المسجد، وبسبب هذا القصف احترقت الكعبة، فاضطر ابن الزبير إلى الخروج للقتال مع جماعة من أتباعه حتى قتل جميع أتباعه وانتهى الأمر بقتل ابن الزبير، وبعد أن سيطر الحجاج على مكة كتب إلى الخليفة عبد الملك بن مروان أن ابن الزبير قد زاد في البيت ما ليس فيه وقد أحدث فيه باباً آخر، فكتب إليه عبد الملك: «أن سد بابها الغربي واهدم ما زاد فيها من الحجر»، فهدم الحجاج منها ستة أذرع وبناها على أساس قريش وسد الباب الغربي وسد ما تحت عتبة الباب الشرقي لارتفاع أربعة أذرع ووضع مصراعين يغلقان الباب.
وفي عهد الوليد بن عبد الملك كانت عمارة التوسعة الرابعة للمسجد وذلك في سنة 91 هجرية، وذلك بعد سيل جارف أصابها، وقد زاد من مساحة المسجد، وأجمع الكثير من المؤرخين على أن الوليد بن عبد الملك كان أول من استعمل الأعمدة التي جلبت من مصر والشام في بناء المسجد الحرام، وكان عمل الوليد عملاً محكمًا بأساطين الرخام، وقد سقفه بالساج، وجعل على رؤوس الأساطين الذهب وأزّر المسجد من داخله بالرخام، وجعل على وجــــوه الطيقـــان الفُسَيْفساء، وشيد الشرفات ليستظل بها المصلون من حرارة الشمس،  وقدرت زيادته بـ (2805) أمتار.

### عصر الدولة العباسية
لم يعمر أحد المسجد الحرام منذ توسعة الوليد من بقية خلفاء بني أمية أو بداية الخلافة العباسية، حتى جاء عهد الخليفة العباسي الثاني أبي جعفر المنصور الذي زاد في توسعة المسجد الحرام سنة 137 هجرية، فأضاف إلى مساحته من الشمال والغرب، وكانت زيادته ضعف الزيادة السابقة (أي توسعة الوليد بن عبد الملك). وقد أمر أبو جعفر المنصور بتشييد منارة بالركن الشمالي والغربي، كما أمر بتبليط حجر إسماعيل بالرخام وأمر بتغطية فوهة بئر زمزم بشباك لمنع السقوط بالبئر.
وعندما حج الخليفة العباسي الثالث محمد المهدي حجته الأولى سنة 160 هجرية، أمر بزيادة مساحة المسجد الحرام إلى ضعف مساحته التي كان عليها، وكانت التوسعة من الجانبين الشمالي والشرقي، ولكن بهذه الزيادة لم تبق الكعبة في الوسط، وحينما لاحظ محمد المهدي ذلك أثناء حجته الثانية سنة 164هـ أصدر أمره بتوسعة الجانب الجنوبي، وصعد محمد المهدي على جبل أبي قبيس ليتأكد من أن الكعبة في وسط الفناء، ولما كان وجود مجرى السيل في هذه الجهة عائقاً فنياً في سبيل التوسعة من الناحية الجنوبية، أمر محمد المهدي بتحويل مجرى السيل، وإكمال مشروع التوسعة من الجنوب، إلا أنه لم يعش ليرى إتمام عمله، فأكمله ابنه موسى الهادي في عام 167 هـ، وبهذه الزيادة تضاعفت مساحة المسجد الحرام تقريباً.
وبقي المسجد على حاله ولم تذكر كتب التاريخ أي توسعة منذ عهد موسى الهادي إلى سنة 281هـ أي في عهد المعتضد، حيث شهد المسجد الحرام بعض الترميمات والتوسعة، وأمر المعتضد بهدم دار الندوة وجعلت رواقاً من أروقة المسجد، وأدخل فيها من أبواب المسجد ستة أبواب كبيرة، وأقيمت فيه الأعمدة، وسقف بخشب الساج، كما عمل لها اثني عشر باباً من الداخل، وثلاثة أبواب من الخارج، وتمت الزيادة في ثلاث سنوات. وفي سنة 306هـ، أضاف المقتدر بالله مساحة دارين للسيدة زبيدة إلى مساحة المسجد، وجعل لها باباً كبيراً وهو المعروف باسم باب إبراهيم، وكانت هذه آخر زيادة في مساحة المسجد الحرام، ولم يشهد المسجد الحرام توسعة طيلة حكم الفاطميين، والأيوبيين، والمماليك، وإنما اقتصر العمل في المسجد خلال هذه الحقبة على الترميم والإصلاح.

### عصر سلطنة المماليك
وفي العصر المملوكي لم يشهد المسجد الحرام أي زيادة أو توسعة خلال هذا العصر، ولكنهم اهتموا بعمارته، حيث في سنة 727هـ-1423م جهز السلطان المملوكي الناصر محمد بن قلاوون المال والصنع والآلات لإصلاح سقوف المسجد الحرام التي تشعثت، كما تم ترميم عدة جدر هدت. وفي سنة 1369م، أمر السلطان الأشرف شعبان بعمارة مئذنة باب الحزورة التي كان بناها الخليفة العباسي محمد المهدي، والتي كانت قد سقطت بسبب أمطار غزيرة، وكان الانتهاء من عمارتها في سنة 772هـ-1370م، وتم تسجيل ذلك في نقش إنشائي على أسطوانة من أساطين الحرم باتجاه باب العمرة.
كما تم في عهد السلطان فرج بن برقوق تعمير المسجد الحرام عدة مرات حيث توجد ثلاثة نقوش مؤرخة في سنة 804هـ-1402م تثبت ذلك. وتعتبر أعمال فرج بن برقوق من أهم العمارات في هذا العصر وذلك ابتدأ من عام 802 هـ المعروف بعام الحريق، وذلك بعدما اجتاحت النيران من نفس السنة رباط رامشت الملاصق لـباب الحزورة بالجانب الغربي من المسجد، وانتقلت النيران لسقف المسجد، وعمت الجانب الغربي وأجزاء من الرواقين المقدمين من الجانب الشمالي، وكان هذا تخريب لحوالي ثلث المسجد ودمر 130 عمود، فقام السلطان فرج بن برقوق بإصلاح ما أفسدته النيران وترميم المسجد الحرام. وفي عهد السلطان الأشرف برسباي وتحديدا في سنة 825هـ-1421 تم تعمير باب الجنائز  وجعل له عقدان،  كما تم تعمير أماكن أخرى، حيث تم نصب أخشاب جوانب المسجد الحرام،  وقد أرخ لهذه العمارة بنقش إنشائي وضع بين عقدتي نافذتي باب النبي. وفي عهد السلطان الظاهر جقمق تم اصلاح ما خرب من مئذنة باب علي، كما تم تبييض مئذنة باب العمرة ومئذنة باب السلام، بالإضافة إلى إصلاح سقف المسجد الحرام وتمت هذه الأعمال على يد الأمير سودون المحمدي.
وفي 16 من شهر شوال سنة 846هـ-1442م شرع الأمير تنم بأمر من السلطان جقمق في هدم سقف الرواق الغربي من المسجد الحرام،  وسقف بعضه استكمالا لعمارة سودون المحمدي،  وفي 15 ربيع الأول سنة 848هـ-1444م، عمر الأمير تنم أيضا عدة مواضع من المسجد الحرام، حيث أكمل سقف المسجد الحرام من ناحية الصفا في نفس السنة وذلك في شهر جمادى الأولى، كما أكمل سقف الرواق الغربي من المسجد الحرام. وفي سنة 849هـ-1445م بني الجانب الشمالي والنصف الذي يليه من الجانب الغربي من المشعر الحرام وتم تبييضها أيضا، حيث أن هذه النواحي خربت من السنة السابقة (أي سنة 1444م)، وقد تمت العمارة على يد الأمير كزرل المعلم وهو أمير الأجناد بمكة المكرمة. أما في سنة 852هـ-1448م فقد عمر ناظر الحرم بيرم خجا قطعة من جدار الحرام في الجانب الشرقي منه، والذي يقع فيه باب رباط السدرة، كما جدد سبعة عقود في الرواق القبلي من الجانب الشمالي، إذ يوجد نقش مؤرخ في شهر رجب من سنة 852هـ-1448م يؤخ لهذه العمارة محفوظ في معرض عمارة الحرمين الشريفين بمكة المكرمة.
وفي عهد الأشرف قايتباي عمر المسجد الحرام عدة مرات، أولها في سنة 873هـ-1468م حيث ابتدأ الأمير شاهين في إصلاح المسجد من الجانب الشمالي، حيث تم إصلاح ما في سطح المسجد من الخرب بالخشب والجص، كما تم تبيض داخل المسجد وأبوابه والقبب الثلاث. وفي سنة 875هـ-1470م أمر الأشرف قايتباي أن يفرش المسجد الحرام بالبطحاء، كما أمر بترميم وعمارة وإصلاحات في المسجد الحرام شملت بئر زمزم ومقام إبراهيم وحجر إسماعيل ومواضع أخرى. أما في عهد السلطان قنصوه الغوري سنة 916هـ- 1510م تم تعمير الرواق الشمالي من المسجد الحرام على يد خاير بيك المعمار، أما في العام الموالي أي في سنة 917ه/1511م عمر الأمير خاير بك باب إبراهيم بعقد كبير،
وقد عمر أيضا حجر إسماعيل حيث هدمه جميعه وبناه مرة أخرى وعمله من الرخام من الداخل والخارج، ونقش في أعلى حجر إسماعيل اسم السلطان قنصوه الغوري وأسماء من عمروه قبله.

### عصر الدولة العثمانية

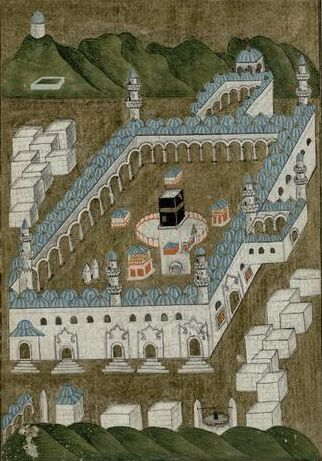
رسم يوضح حال المسجد الحرام في 1750م (1166هـ).

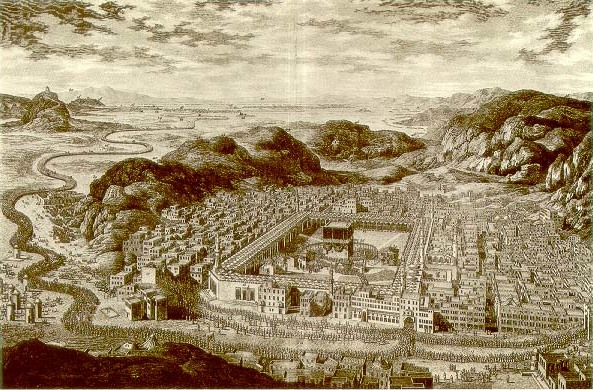
رسم يوضح حال المسجد الحرام في 1850م (1266هـ).

انتقلت السيادة على الحجاز إلى العثمانيين، وبالتالي رعاية الحرمين الشريفين بمكة المكرمة والمدينة المنورة، وأصبح السلطان العثماني يلقب بخادم الحرمين الشريفين، وعلى الرغم من السيادة العثمانية على كافة الأمصار إلا أن مصر كولاية عثمانية ظلت تتولى عمارة المسجد الحرام بأموال ومواد بناء ومهندسين وعمال مصريين، ويعتبر السلطان سليمان القانوني أول من قام بترميم المسجد الحرام، حيث أمر بترميم منارة باب علي بعد سقوطها.
وفي سنة 959هـ-1551م، تم ترميم أبواب المسجد الحرام، كما تم تجديد الأعمدة والأروقة وإعادة بناء الباب البحري وباب إبراهيم في الجهة الغربية، كما تم ترميم الرواق الشمالي لباب الندوة، وإعادة بناء ثلاثة مآذن وهي مئذنة الركن الشمالي الشرقي ومئذنة قايتباي في الجهة الشرقية ومئذنة باب العمرة.
وفي سنة 966هـ/1558م، أرسل السلطان سليمان القانوني منبرا جديدا هدية للمسجد وهو من المرمر الناصع البياض بدلا من منبره الخشبي السابق، ومنذ ذلك الوقت لم يعد يستخدم المنبر الخشبي، وفي سنة 972هـ-1564م، أمر السلطان سليمان في فرش المطاف حيث سُدت البلاطات بالنورة الرصاص وتسمرت بمسامير الحديد، واستمر فرش المطاف الشريف على هذا النمط إلى أن تم ذلك وفرشوا المسجد الحرام جميعه بالجص، كما تم عمل منارة جديدة عرفت باسم منارة سليمان القانوني، وكانت قبل ذلك تُعرف بمنارة الحكمة.

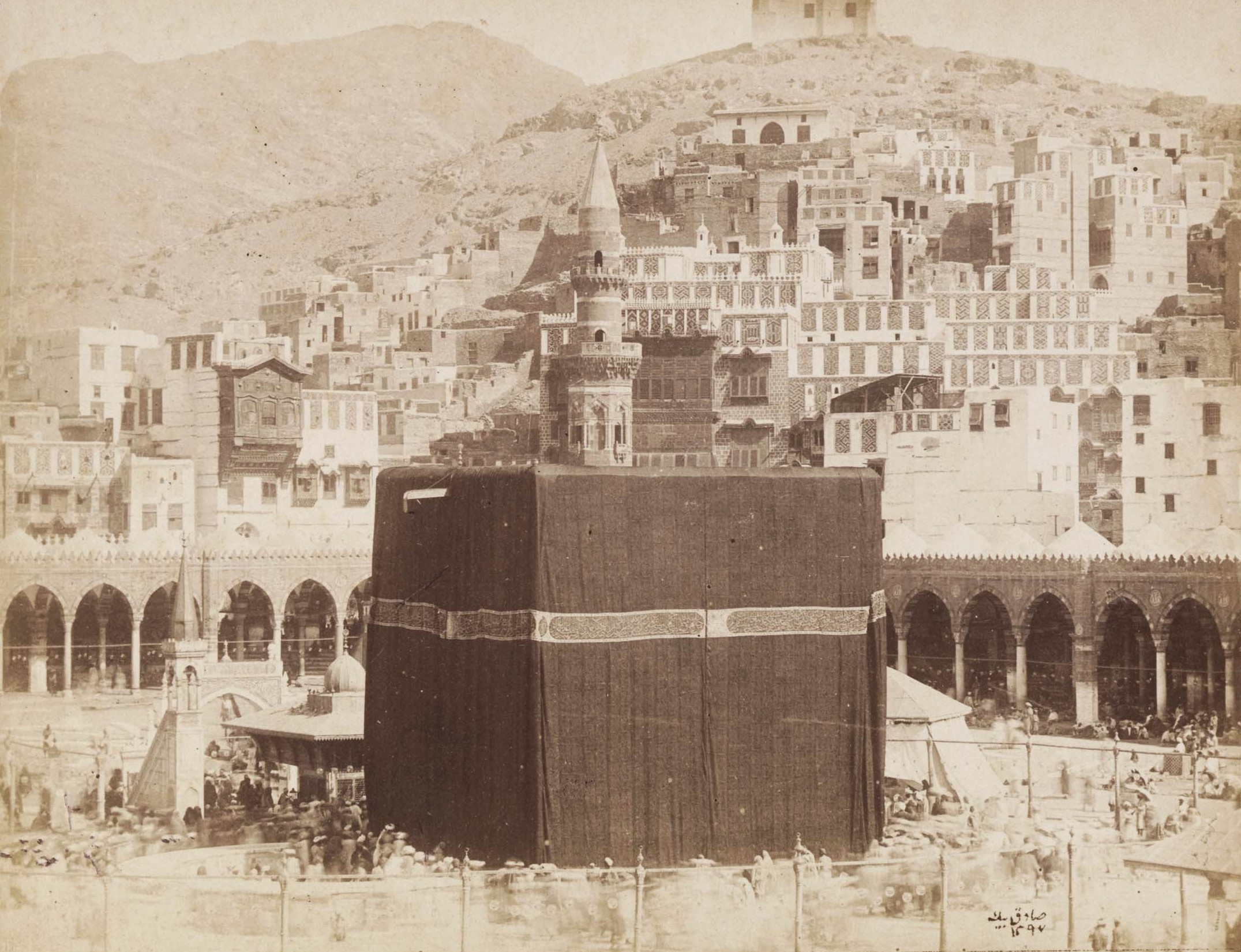
المسجد الحرام وتظهر الكعبة في 1880 م (1297 هـ).

وبعد تولي السلطان سليم الثاني الخلافة أجريت العمارة الأولى للمسجد الحرام بعد زوال دولة المماليك وذلك عام 979 هـ / 1571 م، حينما وصلت إليه الأخبار (أي سليم الثاني) بأن باب الرواق الشرقي من المسجد مال ميلا عظيما نحو الكعبة المشرفة بحيث برزت رؤوس خشب السقف منه عن محل تركيبها في جدار المسجد، حيث صدر أمر السلطان بسرعة عمارة المسجد الحَرَام، حيث جدد سقف الأروقة الأربعة للمسجد الحرام، كما تم عمل سقفه من القباب بدلا من السقف المسطح المصنوع من الخشب.
أما بالنسبة للأساطين قبل عمارة السلطان سليم الثاني فكانت مبنية على نسق واحد في جميع الأروقة ولكن ظهر لهم أن هذا الوضع المعماري لا يستطيع أن يقوى على تركيب القبب عليها بسبب قلة استحكامها وعدم قدرتها على تحمل القبب التي لا ترتكز إلا على أربعة أساطين قوية التحمل، لذلك فكروا في إدخال دعامات أخرى بين أساطين الرخام الأبيض، وفي عهد ابنه السلطان مراد الثالث أمر باستمرار العمل بعد وفاة والده، فاستمر العمل حتى تم الانتهاء من عمارة الجانبين الجنوبي والغربي من المسجد وذلك في سنة 984هـ/1576م، كما تم تبييض جميع الأروقة، حيث استغرقت عملية الهدم والبناء أربع سنوات، وبعد توسعة سليم الثاني وابنه مراد الثالث أصبحت مساحة المسجد الحرام 28003م2، حيث أصبح المسجد الحرام نزهة للناظرين كإرم ذات العماد التي لم يخلق مثلها في البلاد على حد قول النهروالي
وفي عهد السلطان أحمد الأول، حدث تصدع في جدران الكعبة وكذلك في جدار الحجر، وكان من رأي السلطان أحمد هدم بناء الكعبة وإعادة بنائها من جديد لكن علماء الروم (أي الأتراك) منعوه من ذلك، أما المهندسين فأشاروا عليه بدلا من ذلك بعمل نطاقين من النحاس الأصفر المطلي بالذهب واحد علوي وآخر سفلي،  ورغم ذلك لم تصمد الكعبة طويلا وتهدمت جدرانها عقب أمطار غزيرة عام 1039 هـ،  فأمر السلطان مراد الرابع بتجديدها على أيدي مهندسين مصريين عام 1040 هـ، حيث تم إصلاح وترميم المسجد بأكمله وفرشت أرضه بالحصى، وفي سنة 1045هـ/1635م تم فرش المسجد بالحصباء وأصلحت المماشي، أما في عهد السلطان محمد الرابع تم إصلاح وترميم المنائر السبع، كما أمر بزيادة مساحة حاشية المطاف وتم فرشها بالحجارة المنحوتة وذلك عام 1072هـ-1661م.

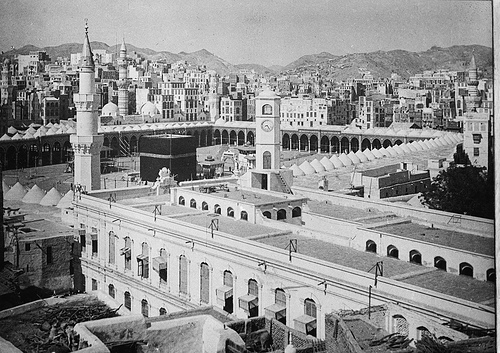
منظر يظهر فيه المسجد الحرام عام 1910 م.

وفي سنة 1112هـ-1700م أمر السلطان مصطفى الثاني بعمارة المسجد، حيث أجريت فيه ترميمات واسعة شملت أطراف المسجد، وعمرت المماشي، وطبطاب في باب الزيادة، والرفرف الذي على باب السلام فتم تجديده بأخشاب جديدة، ورممت المنارات، وفي عهد السلطان أحمد الثالث تم ترميم المسجد وفرش بعض نواحي باب السلام بالحجارة، وأزيل ما في المسجد من الطبطاب، وفرش بالحجارة المنحوتة وذلك سنة 1134هـ-1721م، أما في عهد السلطان عبد الحميد الأول فقد تم ترميم مئذنة باب العمرة، وأحدثت أرصفة تتخلل حصوات المسجد، تبدأ من صحن المطاف وتتجه إلى باب السلام، وباب علي، وباب الصفا، وباب إبراهيم، وباب العمرة حتى لا يسبب مرور القاصدين المطاف من هذه الأبواب أي تخط للمصلين في الحصوات، كما تم تجديد بعض القبب وقواعد الأعمدة في بعض أروقة المسجد.
وفي عهد السلطان محمود الثاني تم تعمير وترميم المسجد، حيث قام والي مصر محمد علي باشا سنة 1229هـ/1814م بإرسال المهمات والمواد اللازمة لعمارة المسجد الحرام، حيث تم ترميم وتجديد سطح المسجد، وفي سنة 1257هـ-1841م أمر السلطان عبد المجيد الأول بمجموعة من الإصلاحات بالمسجد، شملت بعض الأعمدة والمماشي، وزيادة ممشى باب الصفا، كما تم تبييض جميع المسجد الحَرَام. وفي سنة 1266هـ/1850م أمر السلطان عبد المجيد الأول بإجراء إصلاحات عامة في المسجد، وتم خلالها رصف الردهة الداخلية لباب السلام بالمرمر.
وفي سنة 1334هـ/1915م، أمر السلطان محمد الخامس بعمارة وإصلاح جميع الأضرار التي تعرض لها المسجد بسبب السيل المعروف باسم سيل الخديوي، نسبه إلى خديوي مصر عباس حلمي الثاني الذي حج في سنة 1327هـ-1909م وهي نفس السنة التي حدث فيها السيل. وبسبب الحرب العالمية الأولى وقيام الثورة العربية الكبرى تم وقف العمل بترميم المسجد الحرام.

### عصرالمملكة العربية السعودية

#### توسعة الملك عبد العزيز والملك سعود (التوسعة الأولى)

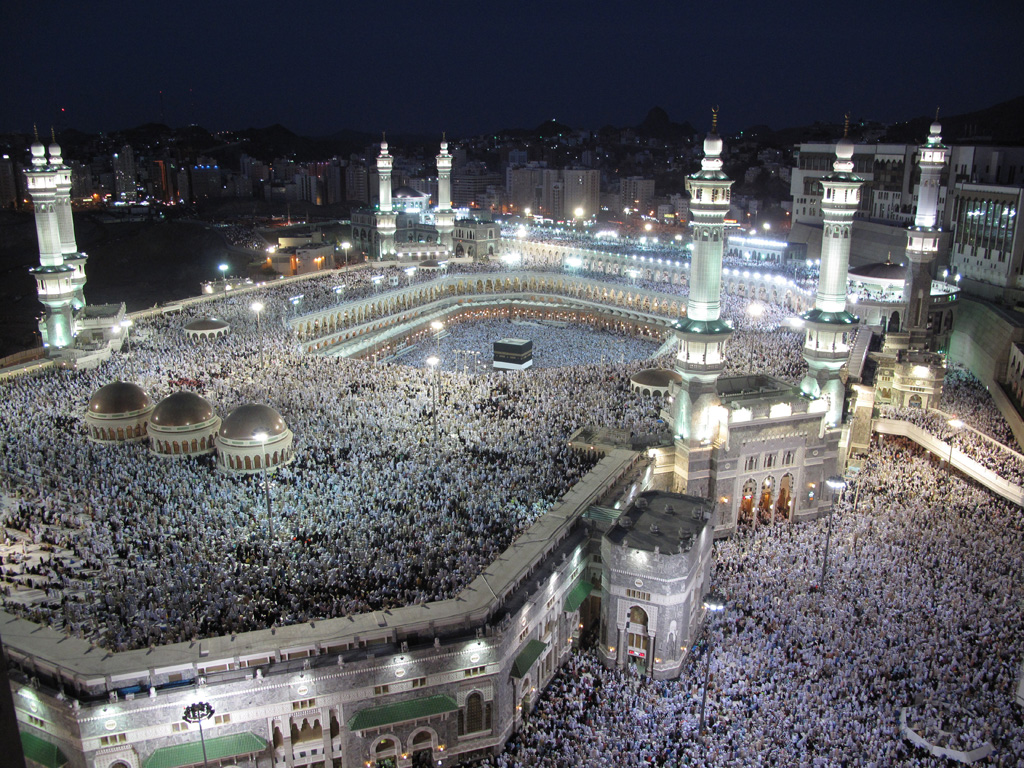
صورة شاملة للحرم المكي عام 2009 وتظهر التوسعة التي حصلت في عهد الملك فهد بن عبد العزيز.

بعد إقامة الدولة السعودية على يد الملك عبد العزيز بن عبد الرحمن وتسلمه الولاية العامة على أرض الحجاز عام 1344هـ، أمر بتشكيل إدارة خاصة سُميت مجلس إدارة الحرم كان من مهامها القيام بإدارة شؤون المسجد الحرام ومراقبة صيانته وخدمته بإجراء ترميمات وصيانة شاملة للحرم المكي بأسرع ما يكون الإنجاز، وقد نفذت أوامره في نفس تلك السنة قبل مجيء الحجاج، وفي عام 1346 هـ تم ترميم الأروقة وطلاء الجدران والأعمدة وإصلاح قبة زمزم، كما تم تركيب مظلات لوقاية المصلين من حرارة الشمس وتبليط ما بين الصفا والمروة بالحجر، وفي شعبان 1347هـ تم تجديد مصابيح الإنارة في المسجد الحرام وزيادتها حتى بلغت حوالي ألف مصباح، أما في 14 صفر 1373هـ فقد أدخلت الكهرباء إلى مكة المكرمة وأُنير المسجد الحرام كما تم وضع المراوح الكهربائية في المسجد الحرام، وتسمى هذه التوسعة: بالتوسعة السعودية الأولى.
وقد أصبحت مساحة المسجد الحرام بعد التوسعة الأولى تستوعب أكثر من ثلاثمئة ألف مُصَلٍّ في وقت واحد وفي صورة اعتيادية مريحة. وفي حالات الزحام تستوعب أكثر من 400.000 مصل.

##### توسعة الملك سعود
أما التوسعة السعودية الثانية فقد استمر العمل فيها بصورة متجددة من عام 1375هـ إلى عام 1396هـ على أربعة مراحل أربع في عهود ثلاثة وبتنفيذ المقاول محمد بن لادن والذي كان قد أنهى التوسعة السعودية الأولى في المسجد النبوي الشريف.
وكان كل عهد من العهود الثلاثة في هذه التوسعة يحمل تنفيذا متميزا عن الذي يليه، فمرحلة عهد سعود بن عبد العزيز تميزت بعمليات نزع ملكيات العقارات المجاورة للحرم ناحية المسعى وأجياد ثم هدمت العقارات المنزوعة، وتم بناء المسعى من طابقين، لاستيعاب أكبر عدد ممكن من المصلين، حيث بلغ طول المسعى من الداخل 5، 394 متراً، وعرضه 25 متراً، وبلغ ارتفاع الطابق الأرضي للمسعى 12 متراً، أما الطابق العلوي 9 أمتار، وأقيم في وسط المسعى حاجز يقسمه إلى قسمين طويلين، خصص أحدهما للسعي من الصفا إلى المروة، والآخر من المروة إلى الصفا، لتيسير السعي، ومنع التصادم بين الساعين ذهاباً وإياباً، وأنشئ للمسعى 16 باباً في الواجهة الشرقية، كما خصص للطابق العلوي مدخلان، أحدهما عند الصفا، والآخر عند المروة، وبني لهذا الطابق سلمان من داخل المسجد، أحدهما عند باب الصفا، والآخر عند باب السلام.
وقد أصبحت مساحة المسجد الحرام بعد هذه التوسعة 193 ألف متر مسطح، مما جعل الحرم يتسع لحوالي 400 ألف مُصَلٍّ، وشملت هذه التوسعة كذلك ترميم الكعبة المشرفة وتوسعة المطاف بتجديد مقام إبراهيم عليه السلام.

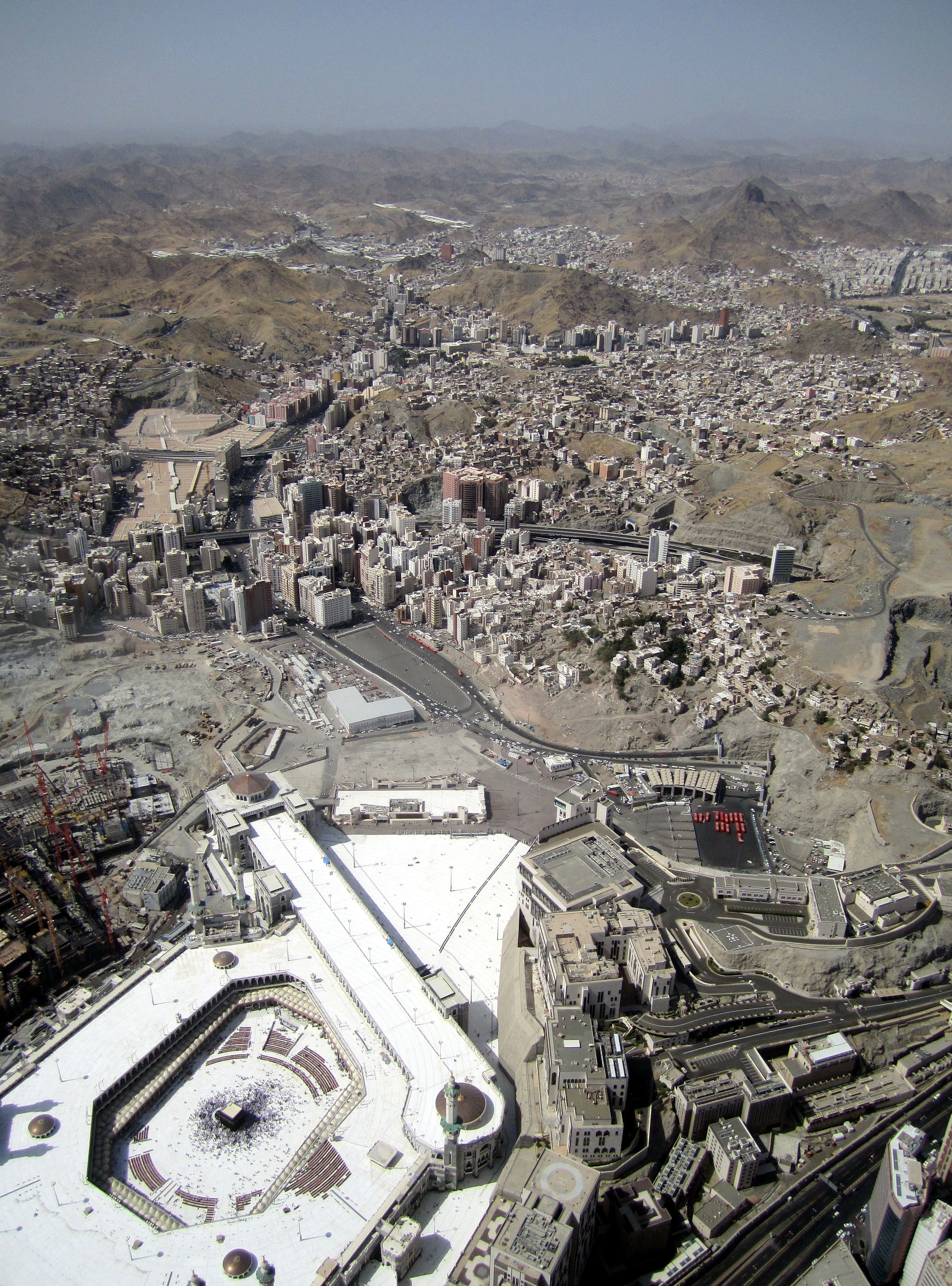
مكة المكرمة من ارتفاع 550 متراً وتظهر الكعبة المشرفة

أما في عهد فيصل بن عبد العزيز فقد تم عقد مؤتمر في مكة المكرمة ضم عددا كبيرا من المهندسين المعمارين المسلمين عام 1387هـ لطرح البدائل الممكنة لتطوير التصاميم، وقد أوصى المؤتمر بإزالة جزء كبير من المبنى العثماني، ولكن الملك فيصل عارض ذلك ورأى الإبقاء والاحتفاظ بالبناء العثماني القديم، وأن يتم عمل تصاميم العمارة الجديدة بأفضل أساليب الدمج التي تحقق أعلى مستوى من الانسجام بين القديم والجديد، وكان ما أراد.
وفي الخامس من صفر عام 1389هـ بدأت مرحلة أخرى نتج عنها إضافة جناحين إضافيين، وتجديد المبنى القديم للحرم، وشقت لهذه المرحلة الطرق المحيطة به، وأنشئت الميادين والمحلات التجارية وبلغت تكلفة المشروع حوالي 800 مليون ريال سعودي في ذلك الوقت.
كما أمر الملك فيصل بإعادة فتح مصنع الكسوة (الخاصة بكسوة الكعبة) بـمكة المكرمة عام 1382هـ، واستكملت أروقة الدور الثاني في عهد الملك خالد، كما تم عمل مشارب بئر زمزم إضافة إلى أعمال الترميمات والتجهيزات المستمرة، كما زاد الاهتمام بالطرق الموصلة للحرم الشريف، وتنفيذ مجموعة من الأنفاق عبر الجبال المحيطة بالحرم، وتم افتتاح مبنى مصنع الكسوة (بأم الجود) عام 1397هـ.

#### توسعة الملك فهد (التوسعة الثانية)

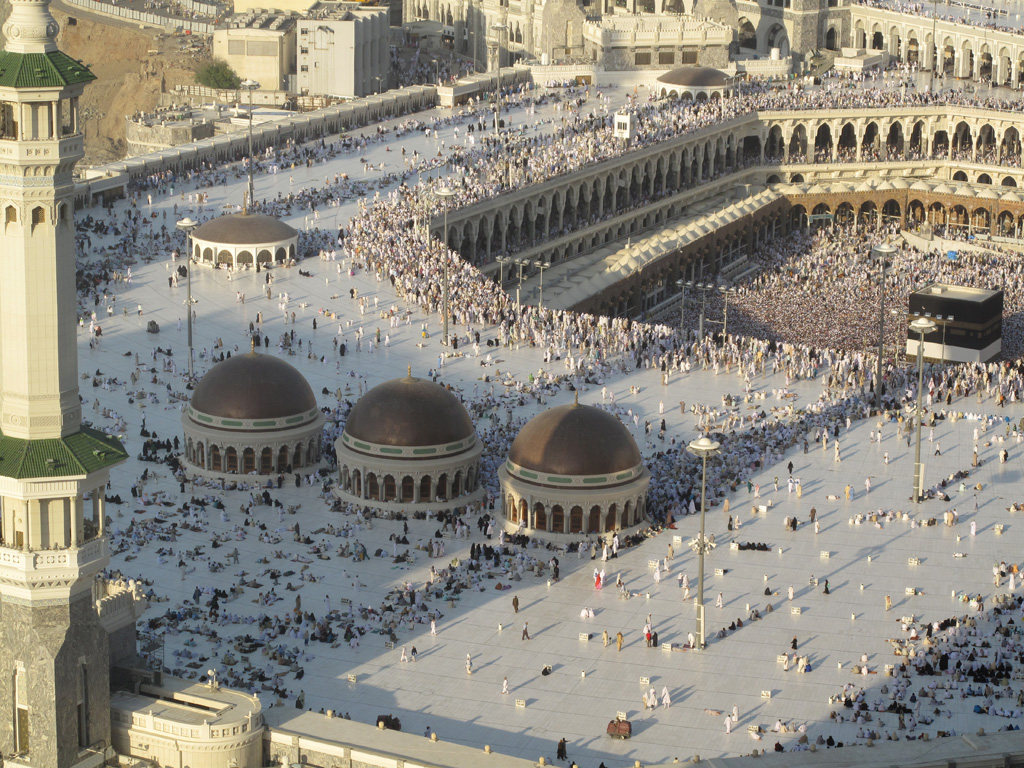
صورة تظهر توسعة الملك فهد ويظهر في الصورة السطح العلوي للتوسعة

وفي الثاني من شهر صفر عام 1409هـ، قام الملك فهد بوضع حجر الأساس لتوسعة المسجد الحرام، والتي تسمى بالتوسعة السعودية الثالثة، والتي كانت حتى ذلك الوقت أكبر توسعة للمسجد الحرام منذ أربعة عشر قرناً  وتضمنت التوسعة إضافة جزء جديد على مبنى المسجد الحالي من الناحية الغربية في منطقة السوق الصغير، بين باب العمرة وباب الملك، وتبلغ مساحة أدوار مبنى التوسعة 76,000 م2 موزعة على الدور الأرضي، والدور الأول، والقبو، والسطح، وتتسع لحوالي (152,000) مُصَلٍّ.
ويشمل المشروع تجهيز الساحات الخارجية، ومنها الساحة المتبقية من جهة السوق الصغير، والساحة الواقعة شرقي المسعى بمساحة إجمالية تبلغ 85.800 م2 تكفي لاستيعاب 195.000 مُصَلٍّ. وبذلك تصبح مساحة المسجد الحرام شاملة مبنى المسجد بعد توسعته والسطح وكامل الساحات حوالي 356,000 م2، تتسع لحوالي 773,000 مُصَلٍّ في الأيام العادية، أما في أوقات الحج، والعمرة، ورمضان فيزيد استيعاب الحرم ليصل إلى أكثر من مليون مُصَلٍّ، كما يضم مبنى التوسعة مدخلاً رئيسياً جديداً، و18 مدخلاً عادياً، بالإضافة إلى مداخل المسجد الحرام الحالية، والبالغ عددها 3 مداخل رئيسية، و27 مدخلاً عادياً، وقد روعي في التصميم إنشاء مدخلين جديدين للبدروم، إضافة إلى المداخل الأربعة الحالية، ويتضمن مبنى التوسعة أيضاً مئذنتين جديدتين بارتفاع 89 متراً، تتشابهان في تصميمهما المعماري مع المآذن البالغ عددها سبع مآذن.
ولتسهيل وصول أفواج المصلين إلى سطح التوسعة في المواسم تم إضافة مبنيين للسلالم المتحركة: أحدهما في شمالي مبنى التوسعة، والآخر في جنوبيه، ومساحة كل منهما 375 متراً مربعاً، ويحتوي كلاهما على مجموعتين من السلالم المتحركة، طاقة كل مجموعة 15.000 شخص في الساعة، كما تم إضافة مجموعتين من السلالم المتحركة داخل حدود المبنى على جانبي المدخل الرئيسي للتوسعة وقد صممت السلالم المتحركة بحيث تستطيع بالإضافة إلى وحدات الدرج الثابت التي تبلغ الثماني خدمة حركة الحجاج والمصلين في أوقات الذروة، لا سيما كبار السن منهم دون عناء، وبذلك يصبح إجمالي عدد مباني السلالم المتحركة 7، تنتشر حول محيط الحرم والتوسعة لخدمة رواد الدور الأول والسطح.
وقد بلغ عدد الأعمدة لكل طابق بالتوسعة 492 عموداً مكسوة جميعها بالرخام، وقد بلغت تكاليف مشروع خادم الحرمين الشريفين الملك فهد لتوسعة المسجد الحرم الشريف بمكة المكرمة بما في ذلك نزع الملكيات حولي 30,178.181.775 ريالاً سعودياً، حوالي 165، 818، 316، 11 دولار. واستمر العمل الجاد في هذه التوسعة حتى اكتملت بصورتها النهائية المبتغاة عام 1414 هـ.

#### توسعة الملك عبد الله (التوسعة الثالثة)

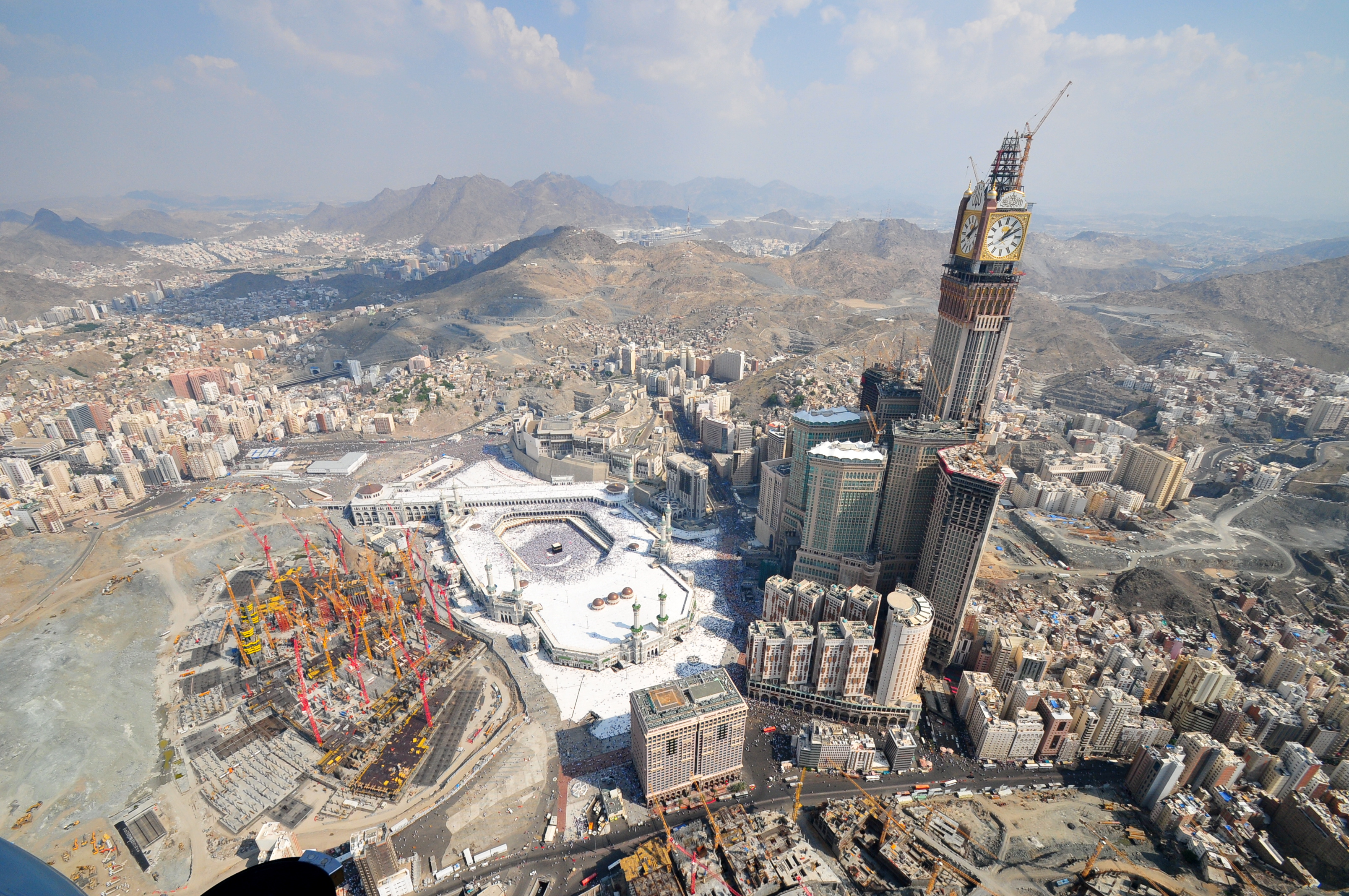
إنشاءات توسعة الملك عبد الله

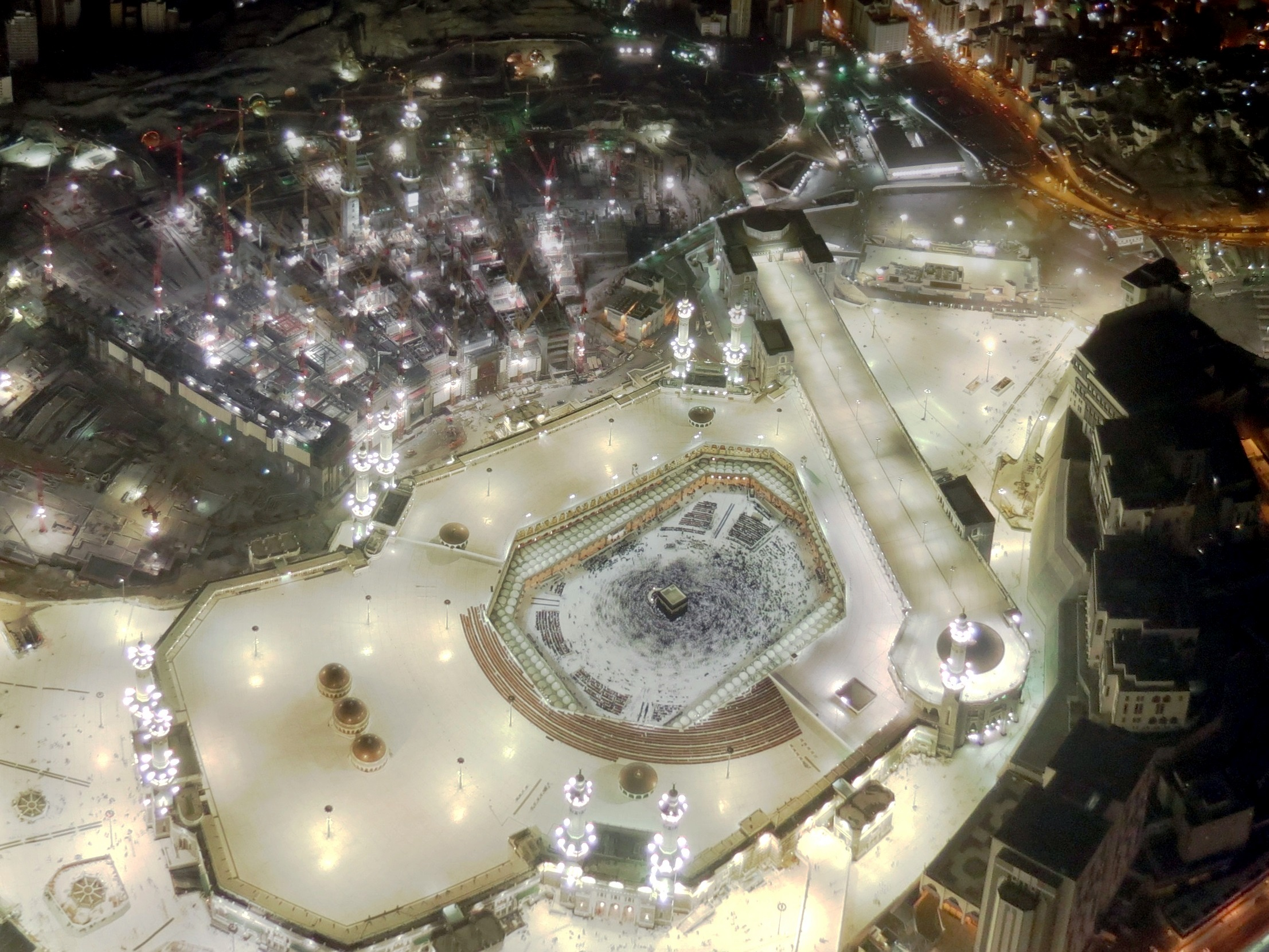
أعمال توسعة الملك عبد الله

يتم العمل حالياً على أكبر توسعة للمسجد الحرام والتي بدأت في عهد الملك عبد الله بن عبد العزيز واستكملها من بعده الملك سلمان بن عبد العزيز. تتم أعمال التوسعة من خلال ثلاثة محاور رئيسية، الأول هو توسعة الحرم المكي ليتسع لمليوني مُصَلٍّ، والثاني الساحات الخارجية، وهي تحوي دورات المياه والممرات والأنفاق والمرافق الأخرى المساندة والتي تعمل على انسيابية الحركة في الدخول والخروج للمصلين. أما الثالث فمنطقة الخدمات والتكييف ومحطات الكهرباء ومحطات المياه وغيرها، وتصل مساحة التوسعة إلى 750.000 متر مربع، ويشتمل المشروع على توسعة ساحات الحرم من جهة الشامية، تبدأ من باب المروة وتنتهي عند حارة الباب وجبل هندي بالشامية وعند طلعة الحفائر من جهة باب الملك فهد. وهذه التوسعة عبارة عن ساحات فقط ومقترح إنشاء 63 برجاً فندقياً عند آخر هذه الساحات. وتوسعة صحن المطاف بإزالة التوسعة العثمانية وإعادة أجزائها وتركيبها لاحقاً بما يتناسب مع التوسعة الجديدة وتوسيع الحرم من الجهات الثلاث وقوفاً عند المسعى، حيث أن المسعى ليس من الحرم وتوسيع الحرم من جهة أجياد، كما تتم تعلية أدوار الحرم لتصبح 4 أدوار مثل المسعى الجديد حالياً، ثم تعلية دورين مستقبلاً ليصبح إجمالي التعلية 6 أدوار، وتشمل توسعة الحرم من ناحية المسفلة بهدم فندق الإطلالة وفندق التوحيد إنتركونتيننتال.
بدأ العمل في إزالة جسر المطاف المؤقت في 25 جمادى الآخرة 1437هـ من الجهة الغربية من صحن المطاف ومن خلال ثماني مراحل كان الأولوية منها في إزالة الحلقة الرئيسية للجسر ومن ثم الجسور الأربعة المؤدية إليها، وانتهت أعمال الإزالة في 7 شعبان 1437هـ. تضمنت أعمال الإزالة تفكيك 84 عمود و416 كمرة رئيسية ونقلها خارج المسجد الحرام، وبما لا يؤثر على حركة سير الطائفين. بعد إزالة الجسر المؤقت ارتفعت الطاقة الاستيعابية لصحن المطاف من 19 ألف طائف بالساعة إلى 30 ألف طائف بالساعة، ليبلغ عدد الطائفين في جميع أداور الحرم إلى 107 آلاف طائف في الساعة، كما ظهر صحن المطاف ليتمكن فيه الطائفون من رؤية الكعبة المشرفة مباشرة دون أي عوائق بصرية.

## حدود الحرم
ذكر الأزرقي في كتابه أخبار مكة أن أول من نصب أعلام حدود الحرم هو سيدنا إبراهيم، فذكر الأزرقي عن حسين بن القاسم، قال سمعت بعض أهل العلم يقول: «ولما قال إبراهيم ربنا أرنا مناسكنا، نزل إليه جبريل فذهب به فأراه المناسك ووقفه على حدود الحرم، فكان إبراهيم يرضم الحجارة، وينصب الأعلام، ويحثي عليها التراب، وكان جبريل يقفه على الحدود.» ومن ثم جددت الأعلام في عهد رسول الله، فروى أبو نعيم عن ابن عباس «أن النبي ﷺ بعث تميم بن أسد الخزاعي يجدد أنصاب الحرم». وقال بعضهم أن «إن النبي ﷺ أمر يوم الفتح، تميم بن أسد الخزاعي جد عبد الرحمن بن المطلب بن تميم فجدّدها». ثم بعد ذلك جددت في عهد عمر بن الخطاب، ثم عثمان بن عفان، ثم معاوية بن أبي سفيان.
وبين النووي في كتابه المجموع شرح المهذب، حدود الحرم المكي:
فمن خلال هذ الوصف، يصبح حدود الحرم هي:
- حدوده شمالاً من جهة المدينة المنورة، عند التنعيم أو مسجد العمرة، وتقدر المسافة بنحو 7 كم.
- حدوده غربًا من جهة جدة، عند العلمين أو الحديبية، وتقدر المسافة المسافة بـ 18كم.
- حدوده شرقًا من جهة نجد، عند الجعرانة، وتقدر المسافة بـ 14.5 كم تقريبًا.
- حدوده جنوبًا من جهة عرفة، عند نمرة، والمسافة بينه وبين المسجد الحرام تقدر بنحو 20 كم.

## مرافق المسجد الحرام
مرافق الحرم هي عبارة عن رموز دينية داخل الحرم وهي الكعبة، وحجر إسماعيل، وبئر زمزم، ومقام إبراهيم، والصفا والمروة، والمطاف والمسعى، والحجر الأسود.

### الكعبة

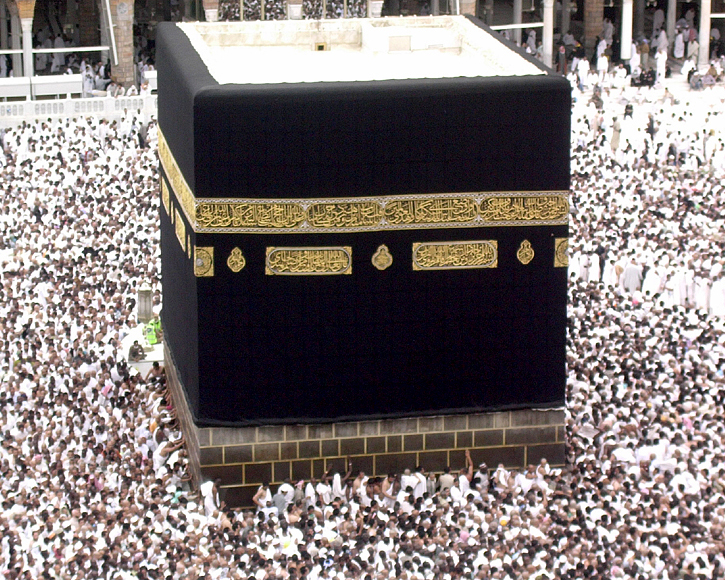
الكعبة عن قرب

الكعبة هي قبلة المسلمين في صلواتهم، وإليها يطوفون في الحج، وتهوى أفئدتهم وتتطلع الوصول إليها من كل أرجاء العالم، كما أنها أول بيت يوضع في الأرض، ولا يمكننا ذكر المسجد الحرام بدون ذكر الكعبة، ويبدأ تاريخ المسجد بتاريخ بناء الكعبة المشرفة، وقد بناها أول مرة الملائكة عليهم السلام قبل آدم عليه السلام، ومن مسمياتها أيضاً البيت الحرام، وسميت بذلك لأن الله حرم القتال بها، ويعتبرها المسلمون أقدس مكان على وجه الأرض.
وتقع الكعبة وسط المسجد الحرام تقريباً على شكل حجرة كبيرة مرتفعة البناء مربعة الشكل ويبلغ ارتفاعها خمسة عشر مترا، ويبلغ طول ضلعها الذي به بابها 12 متراً، وكذلك يكون الذي يقابله، وأما الضلع الذي به الميزاب والذي يقابله، فطولهما عشرة أمتار، ولم تكن كذلك في عهد إسماعيل بل كان ارتفاعها تسعة أذرع، وكانت دون سقف، ولها باب ملتصق بالأرض، حتى جاء تبع فصنع لها سقفاً، ثم جاء من بعده عبد المطلب وصنع لها باباً من حديد وحلاّه بالذهب، وقد كان بذلك أول من حلىّ الكعبة بالذهب.
ومن المعروف أن أركان الكعبة أربعة وهي: الركن الأسود والركن الشامي والركن اليماني والركن العراقي، وفي أعلى الجدار الشمالي يوجد الميزاب وهو مصنوع من الذهب الخالص ومطل على حجر إسماعيل.

### حجر إسماعيل
يعتبر حجر إسماعيل، أو ما يسمى بـ «الحطيم» جزءا أساسيا من الكعبة، حتى جاء عهد قريش حيث سمي بالحجر لأن قريش في بنائها تركت من أساس إبراهيم عليه السلام جزءا لقلة المال الحلال الخالص لديهم، وحجرت على الموضع ليعلم الناس أنه من الكعبة المشرفة،  وتذكر الكتب التاريخية أنه في عصر الجاهلية كانت تطرح في موضع الحجر ما طافت به من الثياب فيبقى حتى يتحطم بطول الزمان، فسمي الحجر بالحطيم، وكانوا يتحالفون ويحلفون عنده.

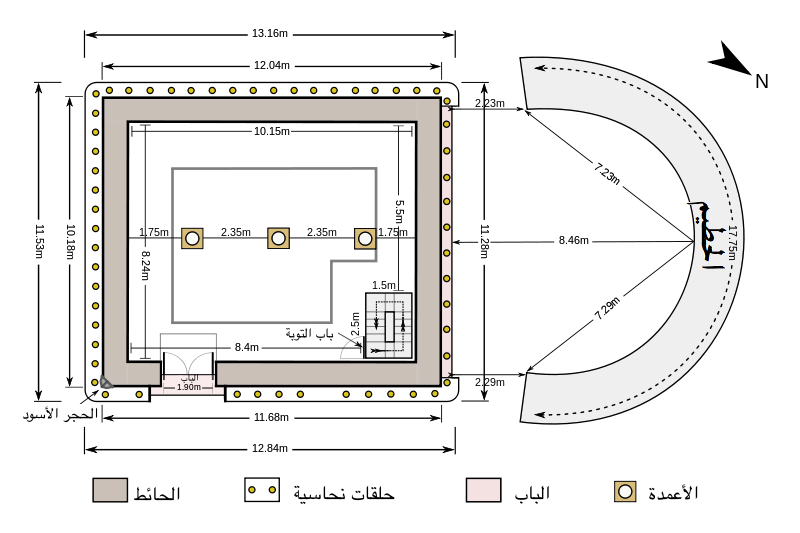
صورة للحطيم على اليمين، المتخذ شكل قوس

وحجر إسماعيل هو بناء مستدير على شكل نصف دائرة، أحد طرفيه محاذ للركن الشمالي والآخر محاذ للركن الغربي، ويقع شمال الكعبة المشرفة ويبلغ ارتفاعه قرابة 1,30 متر، واعتبر منزلا لإسماعيل وأمه عليهما السلام، وقد ذكرت بعض الأخبار أن إسماعيل عليه السلام وأمه هاجر مدفونان في هذا المكان لهذا سمى بحجر إسماعيل، وقال الشيخ ابن عثيمين:

ويبدو من القراءات التاريخية أن الحجر كان محل اهتمام من الخلفاء والملوك والأمراء سواء كانوا على الحجاز ومكة، أو على الدول العربية والإسلامية؛ ونذكر على سبيل المثال ما حدث في عهد أبو جعفر المنصور حيث أن الحجر كانت حجارته بادية، وكان أبو جعفر يحج فرآها، فقال: 
فدعا العمال فعملوه على السرج قبل أن يصبح، وجدد رخامه الخليفة العباسي المهدي، وكان تبطين البلاط بالرخام عام 161هـ، وكان رخامًا أبيضا وأخضرا وأحمرا وكان مداخلاً بعضه في بعض أحسن من هذا العمل، ثم لما تكسر جدده أبو العباس عبد الله بن داود بن عيسى أمير مكة 241هـ، ثم جدد بعد ذلك في خلافة المتوكل سنة 283هـ، كما قام بتجديده وتعميره الخليفة الناصر العباسي سنة 576هـ، وجدد مرة أخرى في خلافة المستنصر العباسي سنة 631هـ، والملك المظفر صاحب اليمن سنة 659هـ، والملك محمد بن قلاوون سنة 720هـ، والملك علي بن الأشرف شعبان سنة 781هـ، والملك الظاهر برقوق سنة 801هـ، ثم جرت إصلاحات مختلفة فيه سنة 822هـ، والسلطان قايتباي سنة 888هـ، وعمّره الملك قانصوه الغوري 916هـ، والسلطان عبد المجيد خان 1260هـ/1844 م.
في عام 1346هـ أمر الملك عبد العزيز بستة شمعدانات على جدار حجر إسماعيل من النحاس الأصفر، وكل واحد منها له ثلاثة رؤوس على كل رأس منها مصباح كهربائي واحد، ولا زالت فكرتها باقية إلى يومنا هذا، في صورة ثلاثة مصابيح موزعة على نصف الدائرة، الأول عند الطرف المحاذي للركن الشمالي والثاني عند الطرف المحاذي للركن الغربي والثالث على رأس الحطيم.

### بئر زمزم
هي تلك البئر المباركة التي فجرها جبريل عليه السلام بعقبه لإسماعيل وأمه عليهما السلام حيث تركهما نبي الله وخليله إبراهيم عليه السلام في ذلك الوادي القفر الذي لا زرع فيه ولا ماء وذلك حين نفد ما معهما من زاد وماء، وجهدت هاجر وأتعبها البحث ساعية بين الصفا والمروة ناظرة في الأفق البعيد علها تجد مغيثًا يغيثها، حتى كان مشيها بينهما سبع مرات، ثم رجعت إلى ابنها فسمعت صوتًا؛ فقالت: أسمع صوتك فأغثني إن كان عندك خير، فضرب جبريل الأرض؛ فظهر الماء، فحاضته أم إسماعيل برمل ترده خشية أن يفوتها، قبل أن تأتي بالوعاء؛ فشربت ودرت على ابنها» وقد روى البخاري هذه الواقعة مطولة جدًا في صحيحه.

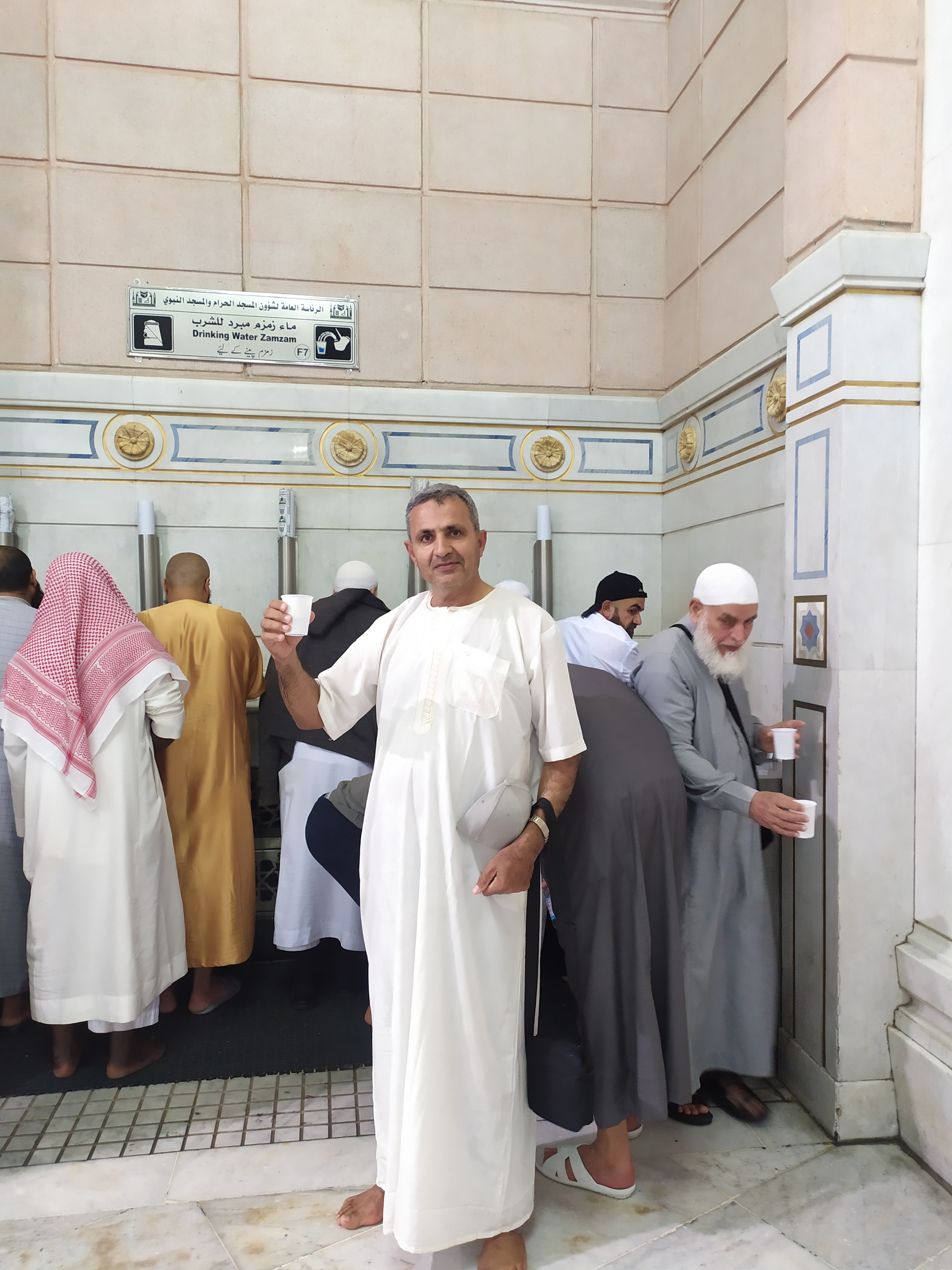
ماء زمزم مبرد للشرب في المسجد الحرام بمكة

ويعتبر بئر زمزم من العناصر المهمة داخل المسجد الحرام، وهو أشهر بئر على وجه الأرض لمكانته الروحية المتميزة وارتباطه في وجدان المسلمين عامة، والمؤدين لشعائر الحج والعمرة خاصة.
وقد ظلت زمزم فترة طويلة عبارة عن حوضين الأول بينها وبين الركن يشرب منه الماء، والثاني من الخلف للوضوء، له سرب يذهب فيه الماء ولم يكن عليها شباك حينئذ، وكانت مجرد بئر محاطة بسور من الحجارة بسيط البناء، وظل الحال كذلك حتى عصر أبو جعفر المنصور الخليفة العباسي الذي يعد أول من شيد قبة فوق زمزم وكان ذلك سنة 145 هـ، كما يعتبر أبو جعفر أول من عمل الرخام على زمزم وعلى الشباك وفرش أرضها، ثم عملها أبو عبد الله محمد المهدي في خلافته، حيث سقفت حجرة زمزم بالساج على يد عمر بن فرج، كما كُسِيت القبة الصغيرة بالفسيفساء وجددت عمارة زمزم، وأُقيم فوق حجرة الشراب قبة كبيرة من الساج بدلاً من القبة الصغيرة التي تعلو البئر، وكان ذلك في عهد الخليفة المهدي سنة 160هـ، كما جددت بئر زمزم وكسيت بالرخام، وجددت قبتها في عهد الخليفة العباسي المعتصم سنة 220هـ.

### مقام إبراهيم

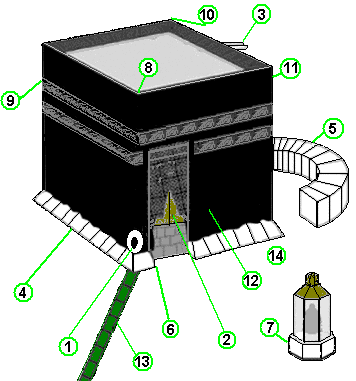
7. رسم يوضح موقع مقام إبراهيم.

مقام إبراهيم هو ذلك الحجر الأثري الذي قام عليه إبراهيم عليه السلام عند بناء الكعبة المشرفة لما ارتفع البناء، وشق عليه تناول الحجارة فكان يقوم عليه ويبني، وهو الحجر الذي قام عليه بالأذان والنداء للحج بين الناس، وفي هذا الحجر أثر قدمي إبراهيم عليه السلام، بعدما غاصت فيه قدماه، وهو الحجر التي تعرفه الناس اليوم عن عند الكعبة المشرفة، ويصلون خلفه ركعتي الطواف. فعند البخاري عن ابن عباس قال: 
وكما قال أبي طالب في لاميته المشهورة:
وكما قال العجاج ذاكراً مقام إبراهيم والأثر الذي فيه:
لكن آثار قدمي نبي الله إبراهيم محيت بمرور الزمن وذلك يرجع إلى تمسح الناس به، فقال ابن كثير: وكانت آثار قدميه ظاهرة فيه ولم يزل هذا معروفا تعرفه العرب في جاهليتها، وقد أدرك المسلمون ذلك فيه أيضا»، وروى ابن جرير عن قتادة أنه قال:
ولمقام إبراهيم فضائل عديدة، فهو من يواقيت الجنة فقد اخرج الحاكم عن عبد الله بن عمرو بن العاص قال: قال رسول الله: «الركن والمقام ياقوتتان من الجنة طمس الله نورهما ولولا ذلك لأضاءتا مابين المشرق والمغرب». وأن الله تعالى نوه بذكره من جملة آياته البينات في سورة آل عمران بقوله ﴿فِيهِ آيَاتٌ بَيِّنَاتٌ مَّقَامُ إِبْرَاهِيمَ﴾(7) (سورة آل عمران، آية: 97)، وقد فسرها ابن جرير بقوله «إن أول بيت وضع للناس مباركاً وهدى للعالمين للذي ببكة، فيه علامات بينات من قدر الله وآثار خليله إبراهيم، منهن أثر قدم خليله إبراهيم - عليه السلام - في الحَجَر الذي قام عليه». ومن فضائله أن إبراهيم عليه السلام وقف عليه كما أمره الله عز وجل وأذن في الناس بالحج، ففي كتاب أخبار مكة، روي عن ابن عباس عن رسول الله أنه قال: «لما فرغ إبراهيم عليه السلام من بناء البيت أمره الله عز وجل أن ينادي في الحج، فقام على المقام، فقال: يا أيها الناس إن ربكم قد بنى بيتًا فحجوه، وأجيبوا الله عز وجل، فأجابوه في أصلاب الرجال وأرحام النساء: أجبناك، أجبناك، أجبناك، اللهم لبيك، قال: فكل من حج اليوم فهو ممن أجاب إبراهيم على قدر ما لبى».
وقد أمر الله تعالى المسلمين باتخاذه مُصَلّى في الحج والعمرة وذلك في قوله ﴿وَاتَّخِذُوا مِن مَّقَامِ إِبْرَاهِيمَ مُصَلًّى﴾(8)(سورة البقرة، آية: 125)، فكان اتخاذ مقام إبراهيم مُصَلّى موافقاً لقول عمر بن الخطاب، فعن أنس بن مالك أن عمر بن الخطاب قال: «وافقت ربي في ثلاث، فقلت يا رسول الله لو اتخذنا من مقام إبراهيم مُصَلّى، فنزلت ﴿فِيهِ آيَاتٌ بَيِّنَاتٌ مَّقَامُ إِبْرَاهِيمَ﴾، وآية الحجاب قلت يا رسول الله لو أمرت نساءك أن يحتجبن فإنه يكلمهن البر والفاجر، فنزلت آية الحجاب ﴿يَا أَيُّهَا النَّبِيُّ قُل لِّأَزْوَاجِكَ وَبَنَاتِكَ وَنِسَاءِ الْمُؤْمِنِينَ يُدْنِينَ عَلَيْهِنَّ مِن جَلَابِيبِهِنَّ﴾، واجتمع نساء النبي في الغيرة عليه فقلت لهن عسى ربه إن طلقكن أن يبدله أزواجا خيرا منكن فنزلت ﴿عَسَىٰ رَبُّهُ إِن طَلَّقَكُنَّ أَن يُبْدِلَهُ أَزْوَاجًا خَيْرًا مِّنكُنَّ﴾».

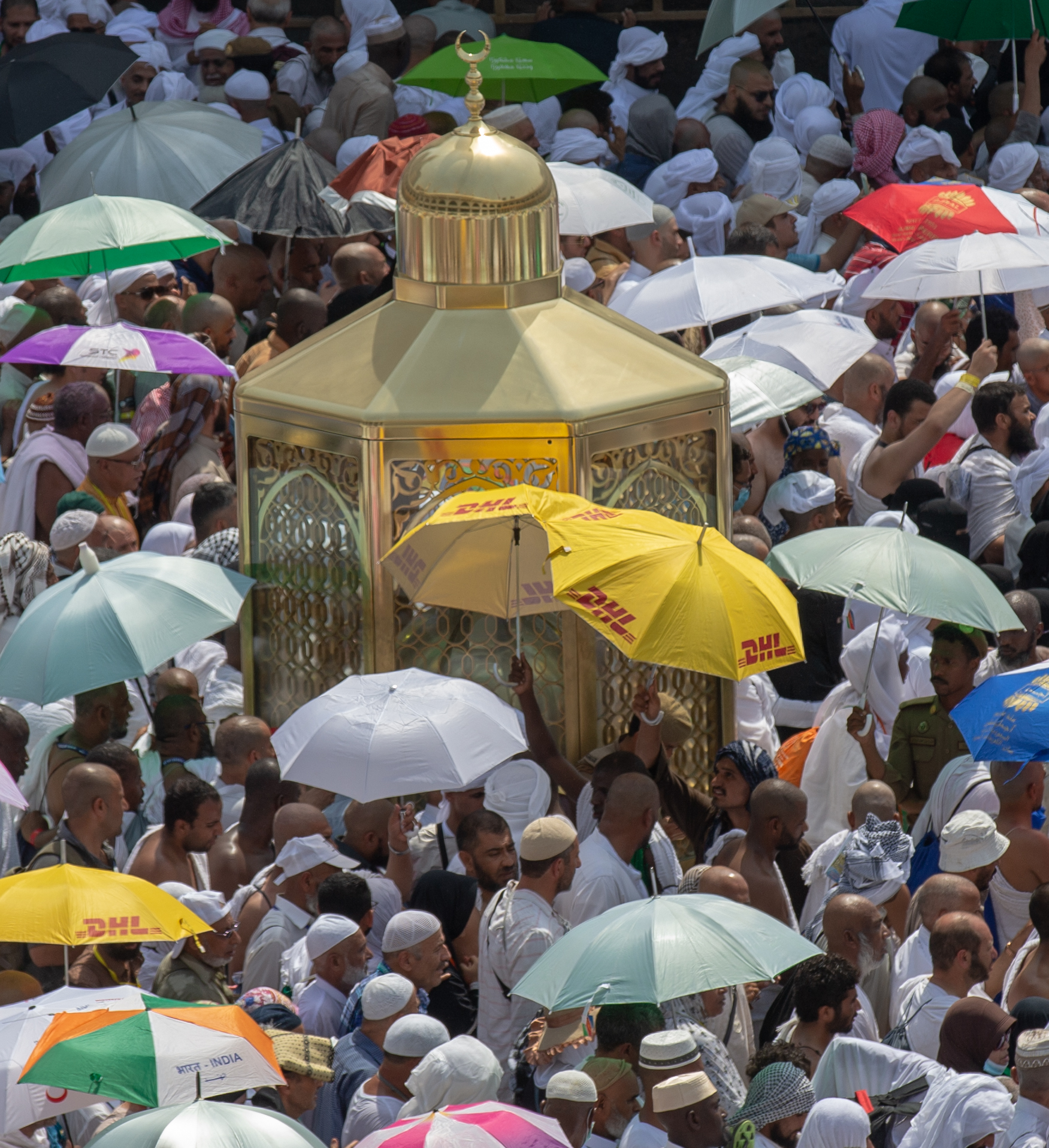
مقام إبراهيم في 2018

ويعتبر الخليفة المهدي العباسي؛ أول من حلَّى المقام لما خشي عليه أن يتفتت فهو من حجر رخو، فبعث بألف دينار، فضببوا بها المقام من أسفله إلى أعلاه، وفي خلافة المتوكل زيد في تحليته بالذهب، وجعل ذلك فوق الحلية الأولى، وذلك في سنة 236هـ، ولم تزل حلية المهدي على المقام حتى قلعت عنه في سنة 256هـ لأجل إصلاحه فجدد وصب عليه حتى يشتد، وزيد في الذهب والفضة على حليته الأولى، وكان الذي شده بيده في هذه السنة بشر الخادم في عهد الخليفة المعتمد العباسي، وحمل المقام بعد اشتداده، وتركيب الحلية إلى موضعه وذلك عام 256هـ.

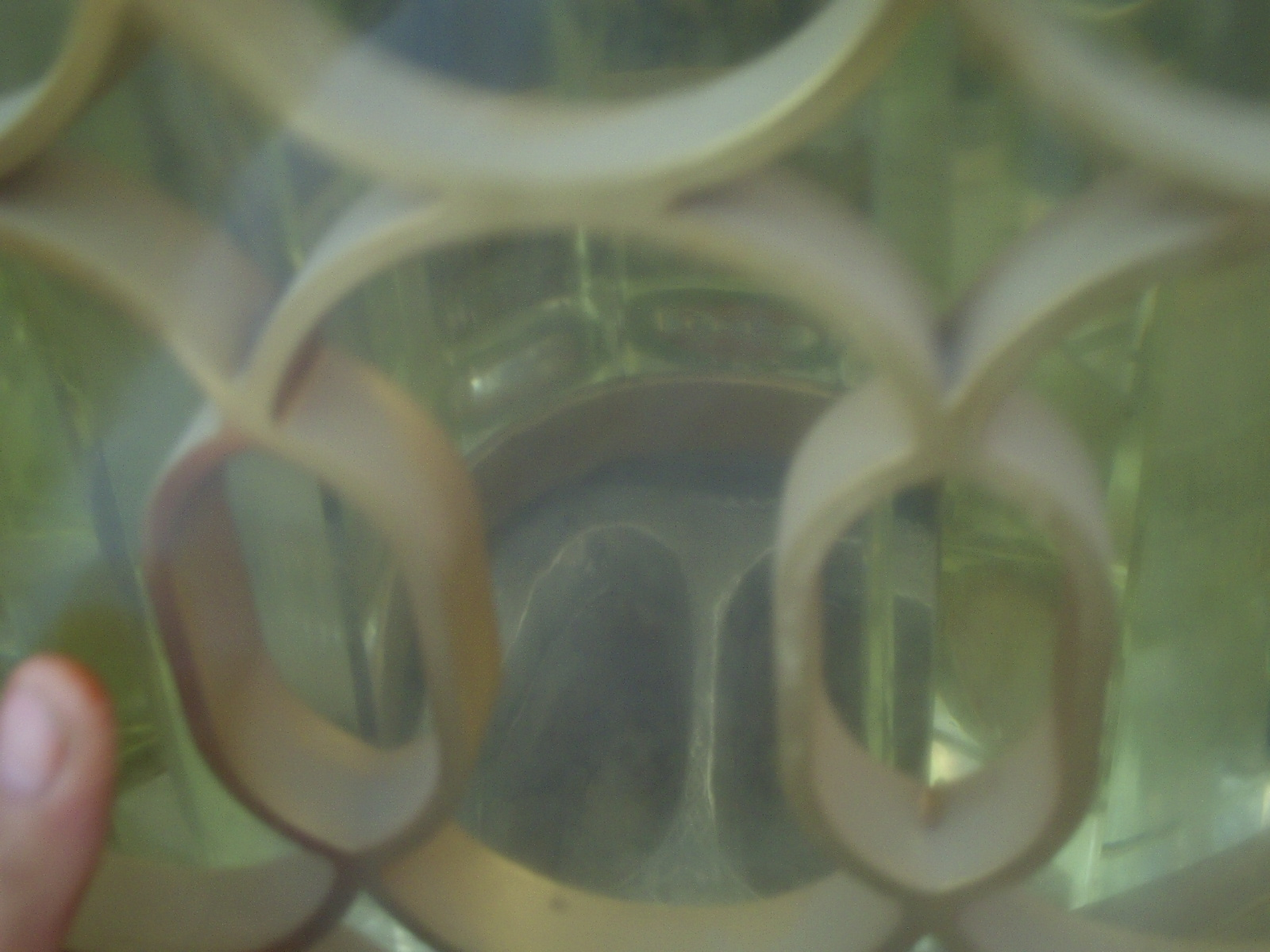
صورة من خارج القبة الزجاجية تظهر المقام من الداخل

وفي 25 من ذي الحجة 1384هـ أمرت هيئة رابطة العالم الإسلامي بإزالة جميع الزوائد الموجـودة حول المقام، وإبقـاء المقام في مكانه على أن يُجعل عليه صندوق من بلوري سميك قوي على قدر الحاجة وبارتفاع مناسب يمنع تعثر الطائفين ويتسنى معه رؤية المقام، ووافق فيصل بن عبد العزيز ملك المملكة العربية السعودية وأصدر أمره بتنفيذ ذلك،  فعمل له غطاء من البلور الممتاز، وأحيط هذا الغطاء بحاجز حديدي، وعملت له قاعدة من الرخام نصبت حول المقام لا تزيد مساحتها عن 180 في 130 سنتمترا بارتفاع 75 سنتمترا، وتم ذلك في رجب 1387هـ؛ حيث جرى رفع الستار عن الغطاء البلوري في حفل إسلامي، واتسعت رقعة المطاف وتسنى للطائفين أن يؤدوا مناسك الطواف في راحة ويسر، وخفت وطأة الزحام كثيرا.
أما في عام 1998م، في عهد فهد بن عبد العزيز ملك المملكة العربية السعودية، فقد تم تجديد غطاء مقام إبراهيم عليه السلام من النحاس المغطى بشرائح الذهب والكريستال والزجاج المزخرف، وتم وضع غطاء من الزجاج البلوري القوي الجميل المقاوم للحرارة والكسر، أما عن شكل المقام حاليا فهو مثل القبة نصف الكرة، ووزنه 1.750 كجم، وارتفاعـه 1.30 م، وقطره من الأسفل 40 سم، وسمكه 20 سم من كل الجهات، وقطره من الخارج من أسفله 80 سم، ومحيط دائرته من أسفله 2.51م.

### الصفا والمروة

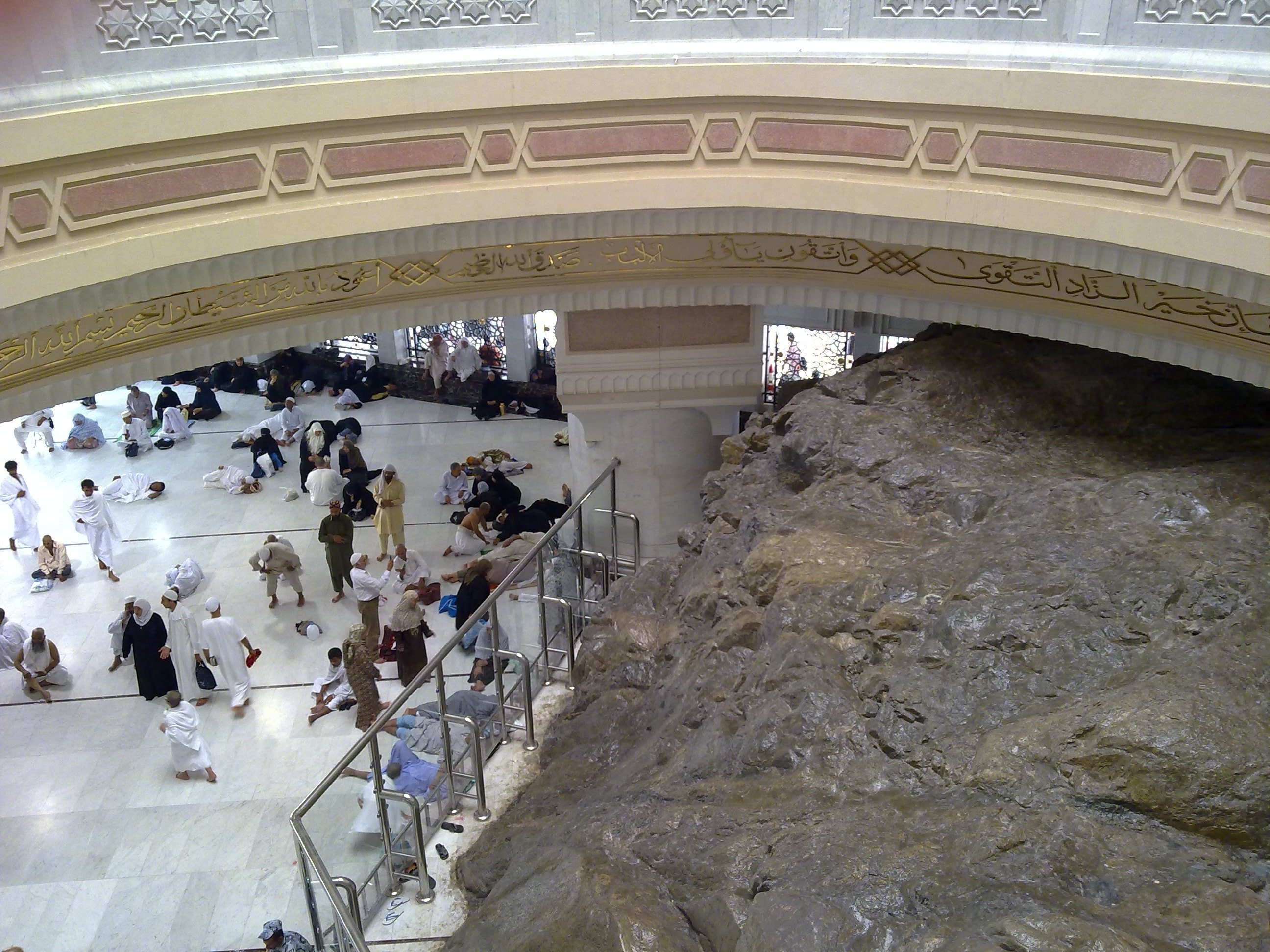
جبل الصفا

الصفا والمروة هما جبلان صغيران متقابلين يقعان في المسجد الحرام، ويتم السعي بين الصفا والمروة كركن أساسي من أركان الحج والعمرة عند المسلمين، حيث يتم البدء من الصفا وينتهي بالمروة سبع مرات.
وجبل الصفا هو الجبل الذي يبدأ منه السعي، ويقع في الجهة الجنوبية مائلا إلى الشرق، ويبعد نحو 130 متر من الكعبة المشرفة، والمراد به هنا هو مكان عالٍ في أصل جبل أبي قبيس جنوب المسجد المسجد بالقرب من باب الصفا، أما جبل المروى فهو الجبل الذي ينتهي عنده السعي

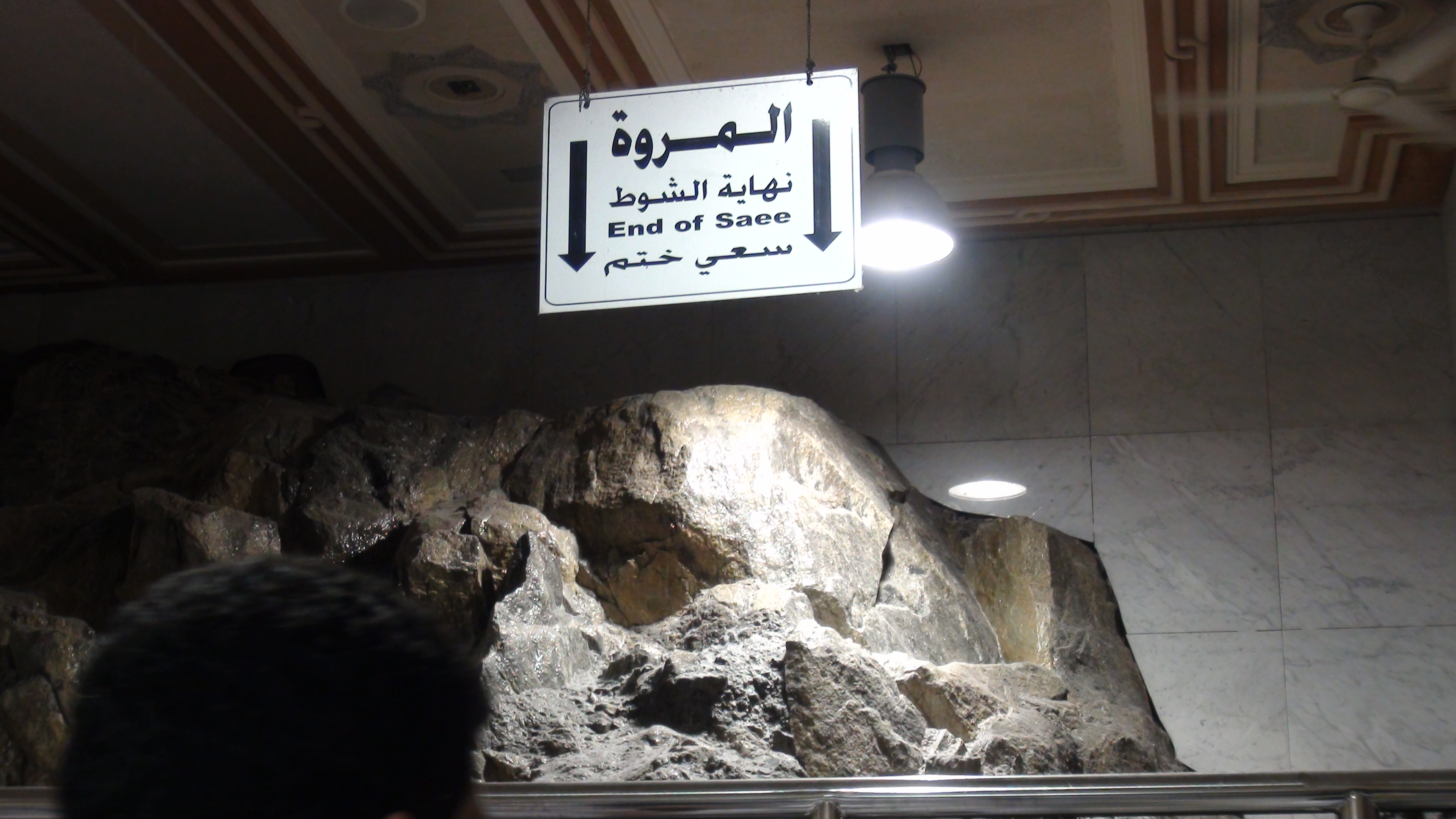
جبل المروة

وللصفا والمروة أهمية عظيمة في نفوس العرب ومكانة كبيرة في تاريخ المسلمين وتاريخ البشرية كلها، فهما من الآثار العظيمة والمشاعر المقدسة، والذكريات التاريخية التي خلدها الإسلام في القرآن حيث يقول الله تعالى في كتابه العزيز بقوله ﴿إِنَّ الصَّفَا وَالْمَرْوَةَ مِنْ شَعَائِرِ اللَّهِ فَمَنْ حَجَّ الْبَيْتَ أَوِ اعْتَمَرَ فَلَا جُنَاحَ عَلَيْهِ أَنْ يَطَّوَّفَ بِهِمَا وَمَنْ تَطَوَّعَ خَيْرًا فَإِنَّ اللَّهَ شَاكِرٌ عَلِيمٌ ۝١٥٨﴾، (9) (سورة البقرة: آية:158). كما أن الإسلام حبب الوقوف فيهما تخليدا لذكرى وقوف آدم وحواء عليهما السلام، كما جاء في بعض المصادر التاريخية، وقام الإسلام أيضا بجعل السعي بينهما كركن أساسي من أركان الحج والعمرة تخلييدا وشكراً لنعمة الله تعالى على هاجر وابنها إسماعيل عليهما السلام وعلى البشرية من بعدهما، عندما نبع ماء زمزم لهاجر بعد سعيها سبع مرات بين الصفا والمروة بحثا عن طعام أو شراب لإبنها إسماعيل عليه السلام.

### المطاف والمسعى

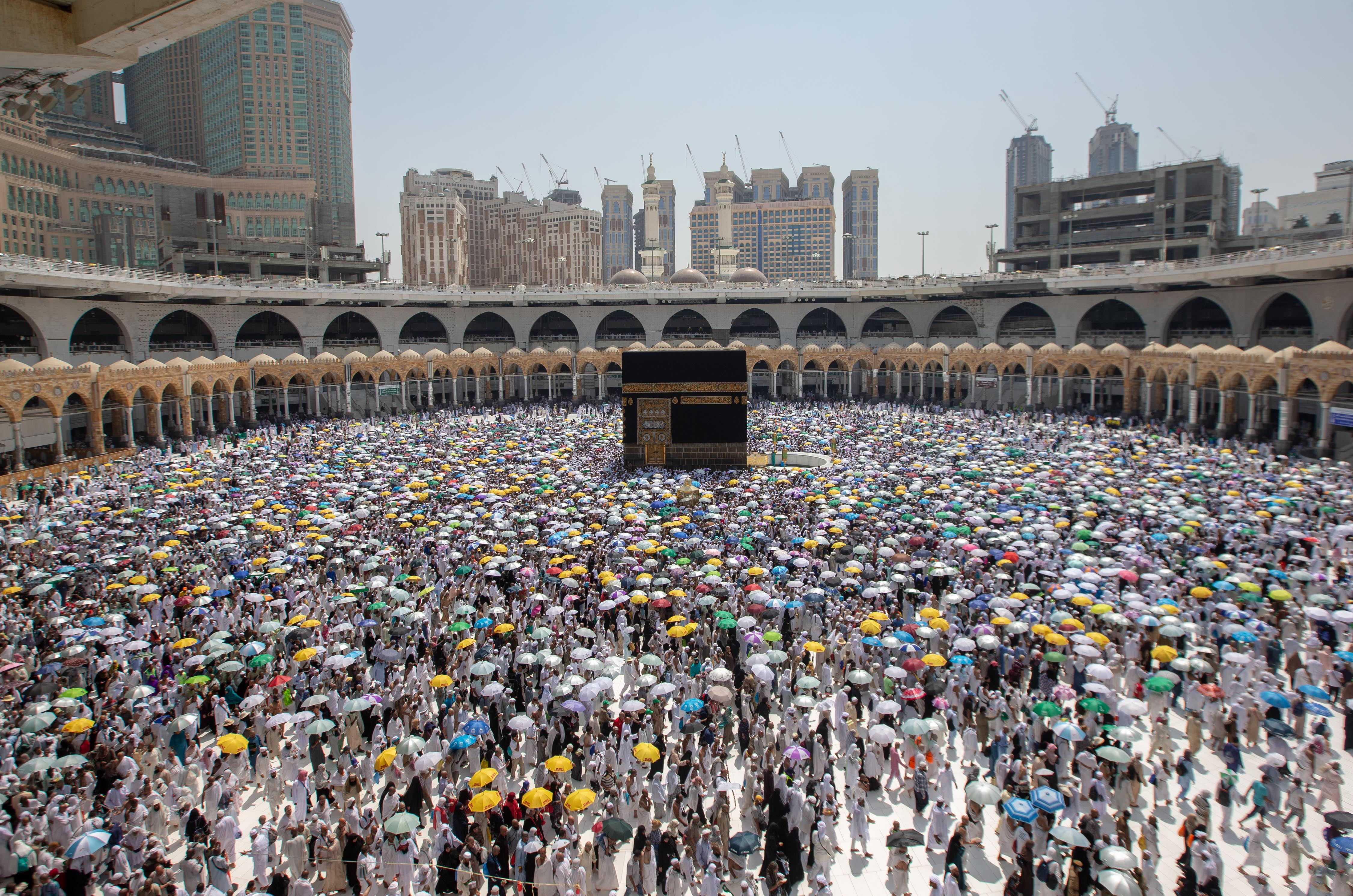
صورة يظهر فيها صحن المطاف ممتلئًا

يقصد بالمطاف هو صحن الكعبة المشرفة، وهي المساحة الخالية حول الكعبة وسميت بالمطاف لأن المسلمين يطوفون أي يدورون فيها حول الكعبة ممتثلين بأمر الله ﴿ثُمَّ لْيَقْضُوا تَفَثَهُمْ وَلْيُوفُوا نُذُورَهُمْ وَلْيَطَّوَّفُوا بِالْبَيْتِ الْعَتِيقِ ۝٢٩﴾، (10) (سورة الحج، الآية 29)، والطواف هو أن يجعل الكعبة المشرفة على يسار الطائف ويدور فيها مبتدئاً من الحجر الأسود وينتهى الشوط عنده، ويعتبر الطواف هو ركن أحد أركان الحج والعمرة.
أما المسعى فهو المساحة التي تربط بين جبلي الصفا والمروة، وتعتبر هاجر عليها السلام زوجة نبي الله إبراهيم أول من قام بالسعي بينهما حيث أنها سعت بينهما حينما كانت تلتمس الماء لابنها إسماعيل عليه السلام حيث صعدت على جبل الصفا ثم نزلت حتى وصلت جبل المروة وكررت ذلك إلى سبعة أشواط، فلما جاء الإسلام جعل ذلك من مناسك الحج والعمرة تكرمة لتلك المرأة ولصبرها واحتسابها ولما اعتمر النبي سعى بين الصفا والمروة سبع أشواط يبدئ من الصفا وينتهى في المروة.
ويقع المسعى في الجزء الشرقي من المسجد الحرام، ويبلغ طوله 375 متراً  ويبلغ عرضه 40 متر، وقد زاد الاهتمام بالمسعى خلال العصر الحديث؛ نتيجة لزيادة أعداد الحجاج والمعتمرين، حيث تم رصف المسعى بحجر الصوان في عام 1925م أي خلال عهد الملك عبد العزيز، حمايةً للحجاج والمعتمرين من الغبار والأتربة، كما تم تجديد سقفه، حمايةً لزوار بيت الله من وهج الشمس وحرارتها، كما أعيد طلاء وترميم الأبواب المطلة على المسعى، وفي عهد الملك سعود تم بناء الطابقين الأول والثاني من المسعى؛ أما في عهد الملك فهد، فقد وسعت منطقة الصفا في الطابق الأول، كما أضيفت أبواب جديدة في الطابقين الأرضي والأول، للدخول والخروج من جهة المروة.

### الحجر الأسود

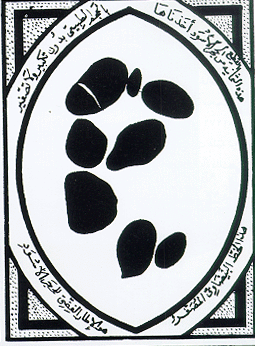
رسم يدوي للحجر من قبل الكردي، بعد أن وضع ورقة على الحجر ورسمها بنفس حجمها الصحيح، غرة ربيع الأول 1376 هـ.

الحجر الأسود هو حجر ثقيل بيضاوي الشكل أسود اللون مائل إلى الحمرة وقطره 30 سم، ويوجد في الركن الجنوبي الشرقي للكعبة من الخارج، وهو مبدأ الطواف ومنتهاه، ويرتفع عن الأرض مترًا ونصفًا، وهو محاط بإطار من الفضة الخالصة صونًا له، ويظهر مكان الحجر بيضاويًا. أما سواد لونه، فيرجع إلى ذنوب التي ارتكبها البشر. حيث روى ابن عباس عن النبي محمد أنه قال:
أما عن سواد الحجر فإنه في ظاهر الحجر، أما بقية جرمه فهو على ما هو عليه من البياض حيث وصفه محمد بن خزاعة حين رد القرامطة الحجر سنة 339هـ وعاينه قبل وضعه وقال: «تأملت الحجر الأسود وهو مقلوع، فإذا السواد في رأسه فقط، وسائره أبيض، وطوله قدر ذراع».
ويعتبر الحجر الأسود من حجارة الجنة، حيث قال النبي محمد: «الحجر الأسود من حجارة الجنة»، فهو ياقوته من ياقوت الجنة حيث قال النبي محمد:
وقد روي عن عمر بن الخطاب أنه كان يقبل الحجر الأسود ويقول: «إني لأعلم أنك حجر لا تضر ولا تنفع، ولولا أني رأيت رسول الله ﷺ يقبلك ما قبلتك». وروى الحافظ ابن حجر عن الطبري أنه قال: «إنما قال ذلك عمر، لأن الناس كانوا حديثي عهد بعبادة الأصنام، فخشي عمر أن يظن الجهال أن استلام الحجر تعظيم بعض الأحجار، كما كانت العرب تفعل في الجاهلية، فأراد عمر أن يعلم الناس أن استلامه إتباع لفعل رسول الله، لا لأن الحجر يضر وينفع بذاته، كما كانت تعتقده في الأوثان.»
وقد جاء في كتب السيرة أن محمد بن عبد الله، حين كان في الخامسة والثلاثين من عمره (أي قبل البعثة)، أرادت قريش إعادة بناء الكعبة، فحصل خلاف أيُّهم يكون له فخر وضع الحجر الأسود في مكانه، حتى كادت الحرب تنشب بينهم بسبب من ذلك. وأخيراً جاء الإتفاق على أن يحكّموا في ما بينهم أول من يدخل من باب الصَّفا، فلما رأوا محمداً أول من دخل قالوا: «هذا الأمين رضينا بحكمه». ثم إنهم قصّوا عليه قصَّتهم فقال: «هلمَّ إليّ ثوباً» فأُتي به، فنشره، وأخذ الحجر فوضعه بيده فيه ثم قال: «ليأخذ كبير كل قبيلة بطرف من أطراف هذا الثوب»، ففعلوا وحملوه جميعاً إلى ما يحاذي موضع الحجر من البناء، ثم تناول محمد عليه السلام الحجرَ ووضعه في موضعه، وبذلك انحسم الخلاف.
وقد تعرض الحجر الأسود لحوادث سرقة عديدة ولعل أهمها حادثة القرامطة الذين أخذوا الحجر وغيبوه 22 سنة، وردّ إلى موضعه سنة 339هـ. ففي سنة 317 هـ وتحديدا يوم يوم التروية، قام أبو طاهر القرمطي، ملك البحرين وزعيم القرامطة، بغارة على مكة والناس محرمون، واقتلع الحجر الأسود، وأرسله إلى هَجَر وقتل عدد كبير من الحجاج. وحاولوا اخذ الميزاب ولكن تصدت لهم قبيلة هذيل ومنعتهم من الاضرار بالكعبة وميزابها. وفي 318هـ تقريبا سن الحج إلى الجش بالأحساء بعدما وضع الحجر الأسود في بيت كبير، وأمر القرامطة سكان منطقة القطيف بالحج إلى ذلك المكان، ولكن الأهالي رفضوا تلك الأوامر، فقتل القرامطة أناساً كثيرين من أهل القطيف، قيل: بلغ قتلاه في مكة ثلاثين ألفاً.

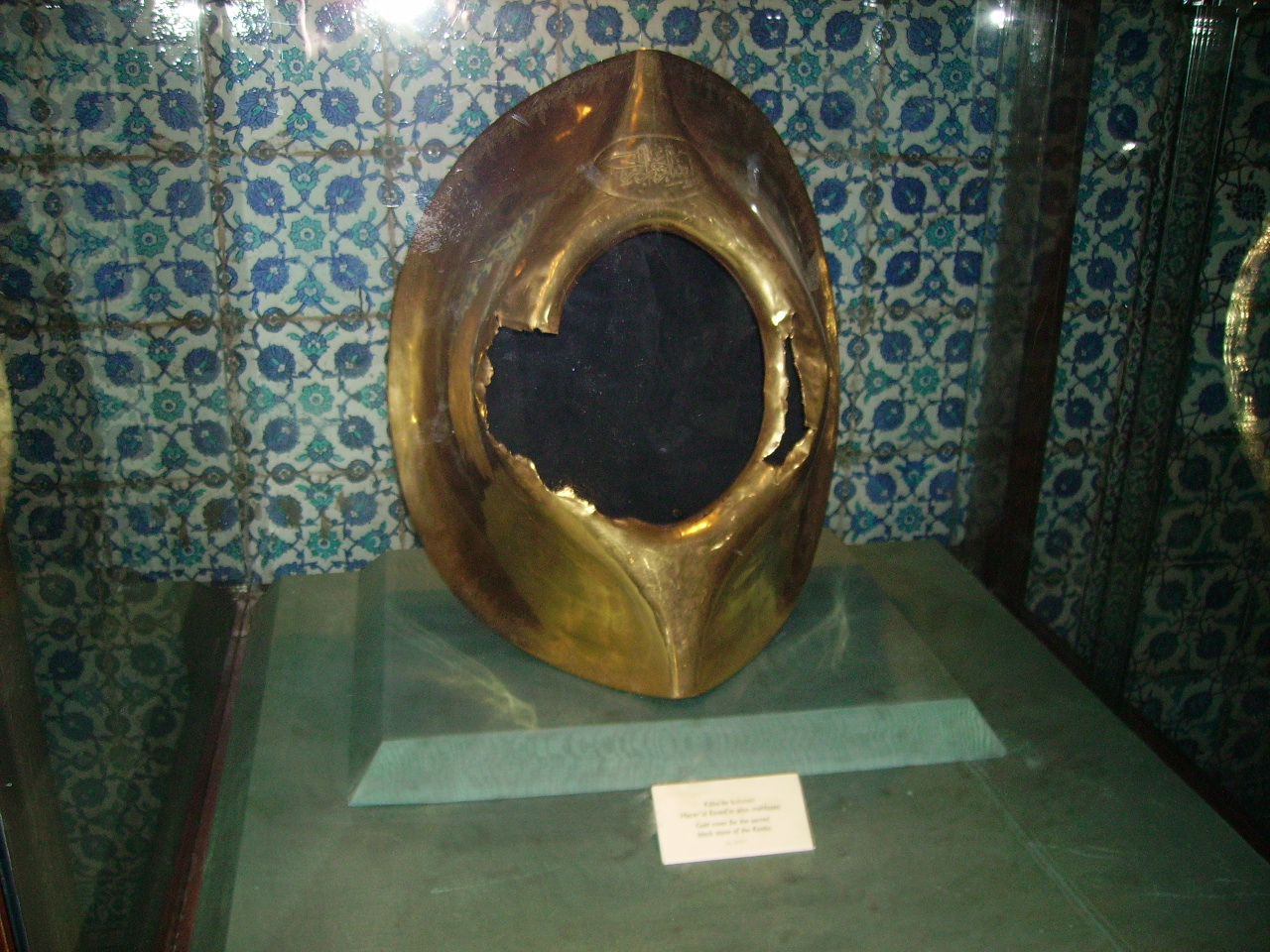
إطار قديم للحجر الأسود، في سراي طوپ قاپي.

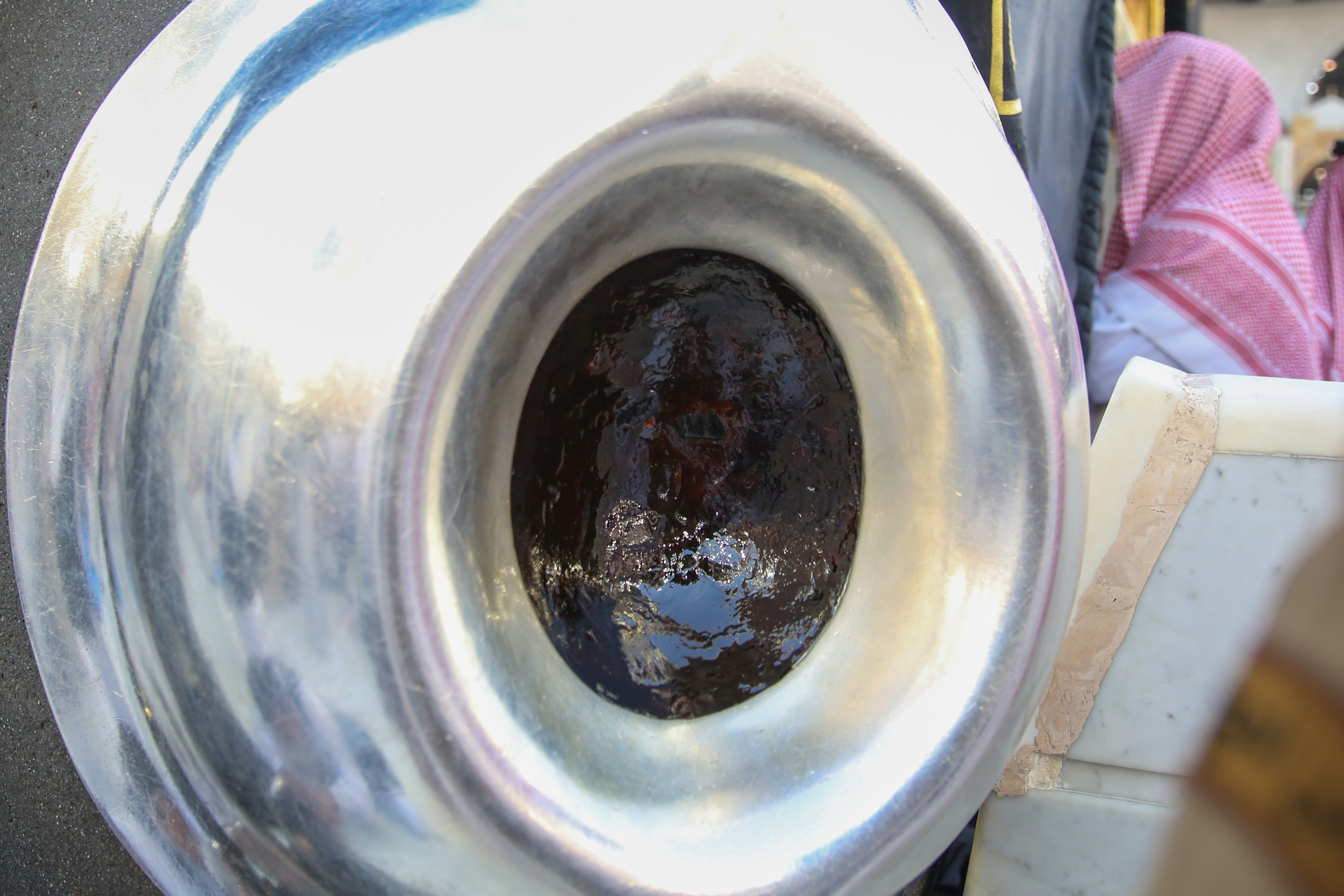
طوق الحجر الأسود المصنوع من الفضة

ويقول ابن كثير عن إسترجاع الحجر إلى مكانه الأصلي:
ويعتبر عبد الله بن الزبير أول من ربط الحجر الأسود بالفضة حينما تصدع من الأحداث التي جرت عام 64 هـ، حيث احترقت الكعبة بسبب الحرب بين ابن الزبير الذي تحصَّن داخلها وجيش يزيد بن معاوية، وتكررت الفعلة سنة 73 هـ على يد الحجاج بن يوسف الثقفي، ثم أضاف إليه الخليفة العباسي هارون الرشيد تنقيبه بالماس وأفرغ عليه الفضة،، وفي سنة 1331هـ أهدى السلطان محمد رشاد خان إطاراً من الفضة الخالصة للحجر الأسود، وفي شعبان 1375 هـ وضع الملك سعود بن عبد العزيز طوقاً جديداً من الفضة وقد تم ترميمه في عهد الملك فهد بن عبد العزيز في 1422 هـ.

## العمارة

### الأبواب

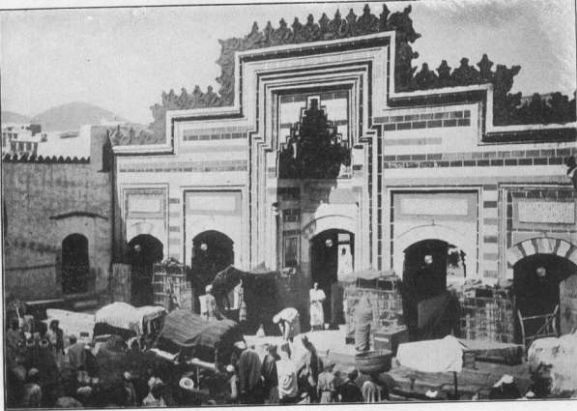
باب الصفا في عام 1325 هـ.

قديماً قبل الإسلام وقبل إنشاء المسجد الحرام أطلق لفظ الأبواب على المداخل الواقعة في نهايات الطرق المؤدية لفناء الكعبة ولم يكن لها هيئة معمارية واضحة، وقد عرفت مداخلها بالفجاج. وفي عصر النبوة استمرت أبواب الحرم المكي الشريف على صفتها وتسميتها التي كانت عليها في العصر الجاهلي، وقد ورد ضمن أحداث السيرة النبوية ذكر أسماء بعض تلك الأبواب مثل: باب المسجد (باب بني عبد شمس، وعرف باسم باب بني شيبة والباب الأعظم)، وباب بني مخزوم، وباب بني جمح، وباب بني سهم، وباب الحناطين (الخياطين). يقدر بعض الباحثين عدد أبواب المسجد الحرام في تلك الفترة بسبعة أبواب اثنان منها في الجهة الشرقية، وثلاثة في الجهة الغربية، وواحد في كل من الشمال والجنوب، وقد اكتسب بعضها في عهد النبي محمد صفة خاصة لارتباطه بالنسك.
في عهد عمر بن الخطاب أصبح للأبواب هيئة معمارية محددة، بعد ما أمر سنة 17 هـ - 638 م بإحاطة المطاف بجدار قصير يبلغ ارتفاعه دون القامة، فُتح فيه أبواب في محاذاة الأبواب التي كانت من قبل بين الدور. وفي عهد عثمان بن عفان وتحديداً في سنة 26 هـ - 646 م شهدت أبواب الحرم المكي تطوراً معمارياً حيث زيدت مساحته وأضيفت إليه الأروقة، فاقتضى بدوره أن يبني للمسجد الحرام أبواباً يتوافر لها عضادتان وعلو مسقوف. بعد عهد الخلفاء الراشدين شهد المسجد الحرام أكثر من توسعة، أولها عمارة عبد الله بن الزبير سنة 65 هـ - 684 م. وقد جرى فيها زيادة كبيرة في مساحة المسجد الحرام، ترتب عنها بناء أبواب جديدة بدلاً من الأبواب القديمة، تبع ذلك عدد من التوسعات في العهد الأموي والعباسي والعثماني إلى العهد السعودي الحديث، وقد ترتب على هذه التوسعات أن تعرضت أبواب المسجد الحرام لتغيرات في أعدادها ومواقعها.
حالياً يصل عدد أبواب المسجد الحرام إلى 179 باباً تؤدي إلى المسجد الحرام وسطحه وقبوه، مصنوعة من أجود أنواع الخشب، وكسيت بمعدن مصقول ضبط بحليات نحاسية، وقد زودت بلوحات رقمية إرشادية تضيء باللون الأخضر حال وجود إمكانية لدخول المصلين وتضيء باللون الأحمر حال اكتمال الطاقة الاستيعابية للمسجد الحرام.
الأبواب الرئيسة الخمسة للمسجد الحرام
1. باب الملك عبد العزيز، رقم (1) في الساحة الغربية.
2. باب الصفا، رقم (11) في جهة المسعى.
3. باب الفتح، رقم (45) في الساحة الشمالية.
4. باب العمرة، رقم (62) في الساحة الشمالية.
5. باب الملك فهد، رقم (79) في الساحة الغربية.[283]

ومن الأبواب المهمة في المسجد الحرام
- في الناحية اليسرى لباب الملك فهد: (64، 70، 72، 74).
- في الساحة الشرقية: (باب السلام، باب علي، باب المروة).
- في الساحة الشمالية: (باب الحديبية، باب المدينة، باب القدس، باب الفاروق).[283]

وقد تم تخصيص عشرين باباً من إجمالي أبواب المسجد الحرام لذوي الاحتياجات الخاصة منها باب الملك عبد العزيز وباب أجياد الجديد وباب حنين وباب الصفا وباب المروة وباب القرارة وباب الفتح وباب المدينة وباب العمرة وباب (64) وباب (74) وباب (84) وباب (94)، بالإضافة إلى عدد من السلالم والجسور.

### المآذن
يعود بناء أول منارة في المسجد الحرام للخليفة العباسي أبو جعفر المنصور، حيث أنشأ منارة بباب العمرة أثناء عمارة المسجد في عهده سنة 139 هـ، وجددها وزير صاحب الموصل سنة 551 هـ، وأصلحت في سنة 843 هـ في ولاية السلطان جقمق، وفي سنة 931 هـ أعيد بناؤها في عهد السلطان سليمان حيث كانت تغطيها قبة، فلما أعاد سليمان بناءها جعل رأسها على نمط منابر الروم.
تلى ذلك إنشاء ثلاث منارات في عهد الخليفة محمد المهدي سنة 168 هـ إحداها على باب السلام وقد كانت بدورين، ثم هدمت في زمن الناصر فرج بن برقوق سنة 810 هـ، والثانية على باب علي وقد هدمها السلطان سليمان، وأعاد بناءها من الحجر الأصفر المنحوت، وجعل لها رأساً على نمط منابر الروم، والثالثة على باب الوداع (منارة حزورة) ثم أعيد بناؤها زمن الأشرف شعبان صاحب مصر عقب سقوطها سنة 771 هـ فعمرت في السنة التالية وجددت سنة 1072 هـ على الطراز العثماني، وعرفت في العصر العثماني باسم مئذنة باب الوداع.
ثم أنشأ المعتضد بالله منارة خامسة منارة باب الزيادة سنة 284 هـ وتقع في باب دار الندوة بين باب الزيادة وباب القطبي، ثم سقطت وبناها الأشرف برسباي سنة 826 هـ على الطراز المملوكي. ثم منارة سادسة في عهد السلطان قايتباي منارة مدرسة قايتباي بين باب النبي وباب السلام بثلاثة أدوار، تعلوها قمة مصرية، وقد بنيت سنة 883 هـ مع المدرسة. ثم أنشأ السلطان سليمان منارة سابعة في إحدى المدارس الأربع بين باب السلام وباب الزيادة، وهي منارة حجرية عالية من الحجر الأصفر، رأسها على أسلوب منابر الروم.
في العهد السعودي وفي التوسعة الأولى التي بدأ العمل بها عام 1375 هـ فقد تمت إعادة بناء المنارات وأصبحت بارتفاع 89 متر مقسمة إلى خمسة أجزاء وهي القاعدة، والشرفة الأولى، وعصب المئذنة، والشرفة الثانية، والغطاء. حيث أنها بنيت على الطراز الحديث لتتلاءم مع العمارة الحديثة للمسجد، بعد ذلك تمت إضافة منارتين على باب الملك فهد لتصبح تسع منارات، ويجري حالياً العمل على أربع منارات إضافية لتصبح بذلك 13 مئذنة موزعة على الأبواب الرئيسية للحرم المكي حيث تظهر كأكتاف بارزة لها، إضافة لبعض الأبواب الأخرى والأركان.

#### مآذن المداخل الرئيسية
- مئذنتان على باب الملك عبد العزيز.
- مئذنتان على باب الملك فهد.
- مئذنتان على باب العمرة.
- مئذنتان على باب الفتح.
- مئذنة على باب الصفاء.

#### مآذن التوسعة الحديثة
- مئذنتان على باب الملك عبد الله.
- مئذنة في الركن الشمالي الشرقي.
- مئذنة في الركن الشمالي الغربي.

## الرئاسة العامة لشؤون المسجد الحرام والمسجد النبوي
الرئاسة العامة لشؤون المسجد الحرام والمسجد النبوي هو جهاز حكومي يرتبط مباشرة برئيس مجلس الوزراء وهو القائم على مهمة الإشراف الديني والإداري والفني والخدمي للحرمين الشريفين بجميع مرافقهما، ويرأس الجهاز حالياً الشيخ عبد الرحمن السديس بمرتبة وزير. يقع مقر الجهاز في مكة المكرمة قرب المسجد الحرام ويتبعه وكالة للإشراف على المسجد النبوي الشريف مقرها المدينة المنورة. يعود تاريخ إنشاء الجاهز إلى عام 1384هـ تحت مسمى الرئاسة العامة للإشراف الديني بالمسجد الحرام، وفي عام 1397هـ صدر الأمر بإنشاء الرئاسة العامة لشؤون الحرمين الشريفين، وفي عام 1407هـ صدر الأمر بتغيير مسمى الجاهز إلى الرئاسة العامة لشؤون المسجد الحرام والمسجد النبوي.

### معهد وكلية الحرم المكي الشريف
تم افتتاح معهد الحرم المكي الشريف بمراحله الثلاث: المتوسطة، الثانوية، والجامعية (العالي) عام 1385هـ، فكان «القسم العالي» هو نواة كلية الحرم المكي الشريف حيث تم افتتاحه عام 1423هـ ليحصل خريجوه على شهادة البكالوريوس في تخصص الشريعة. وفي عام 1435هـ افتتح قسمي القرآن وعلومه، والسنة وعلومها، ثم في عام 1436هـ صدر قرار بإطلاق مسمى كلية الحرم المكي الشريف على القسم العالي بمعهد الحرم المكي الشريف. وتتخذ الكلية من توسعة الملك فهد بالمسجد الحرام مقراً لها عبر سلسلة من الحلقات العلمية التي أعدت لها مناهج متوافقة ومتطابقة مع مثيلاتها من كليات الشريعة في جامعات المملكة العربية السعودية، بالإضافة إلى اعتمادها طريقة المستويات الثمانية في نظامها التعليمي.

### المكتبة
مكتبة الحرم المكي الشريف هي مكتبة من المكتبات المهمة في التاريخ الإسلامي، والتي تعد من أقدم المكتبات في العالم الإسلامي. يعود إنشاء مكتبة الحرم المكي الشريف إلى القرن الثاني الهجري في عهد الخليفة العباسي الخليفة المهدي عام 160 هـ، ويرجع تسميتها بمكتبة الحرم المكي الشريف إلى الملك عبد العزيز، فقد شكل لجنة من علماء مكة المكرمة لدراسة أوضاعها وتنظيمها بما يتفق مع مكانتها وأهميتها وأسست في عهد الملك عبد العزيز عام 1357 هـ، كانت نواة مكتبة الحرم المكي إحدى قباب الحرم التي خصصت في ذلك الوقت لحفظ المصاحف التي ترد إلى الحرم المكي وبمرور الأيام نمت مجموعاتها حتى انتقلت إلى خارج الحرم. وتعد المرة الأولى التي تنقل فيها إلى خارج الحرم عام 1375هـ وكانت تابعة لوزارة الحج حتى عام 1385هـ بعدها انضمت إلى الرئاسة العامة للإشراف الديني بالمسجد الحرام حتى تغير اسمها الرئاسة العامة لشؤون المسجد الحرام والمسجد النبوي وأصبحت مكتبة عامة تقدم خدماتها لطلاب وطالبات العلم.
بلغ رصيد المكتبة من المطبوعات أكثر من نصف مليون كتاب، ومن الصحف أكثر من ثلاثة آلاف مجلة، كما بلغ عدد المخطوطات أكثر من ثمانية آلاف مخطوط أصلي ومصور، في حين يضم قسم الميكروفيلم أكثر من 4000 فيلم لأهم المخطوطات، ويضم قسم المكتبة الصوتية أكثر من 40 ألف شريط لخطب ودروس المسجد الحرام. تنقلت المكتبة في عدة مواقع فمن موقع مستأجر بحي جرول بعد توسعة الحرم المكي إلى موقع حديث خاص بها أمام باب الملك عبد العزيز، غير أن توسعة الحرم المكي الشريف أدت إلى إزالة المبنى فتم نقلها إلى جرول، ثم استؤجر لها بشارع المنصور ومن ثم استقر بها المقام حاليا بمبنى ضخم في العزيزية بمكة المكرمة. وتضم مكتبة الحرم المكي الشريف عدة مكتبات خاصة أوقفها أصحابها على مكتبة الحرم المكي الشريف.

### مصنع كسوة الكعبة المشرفة

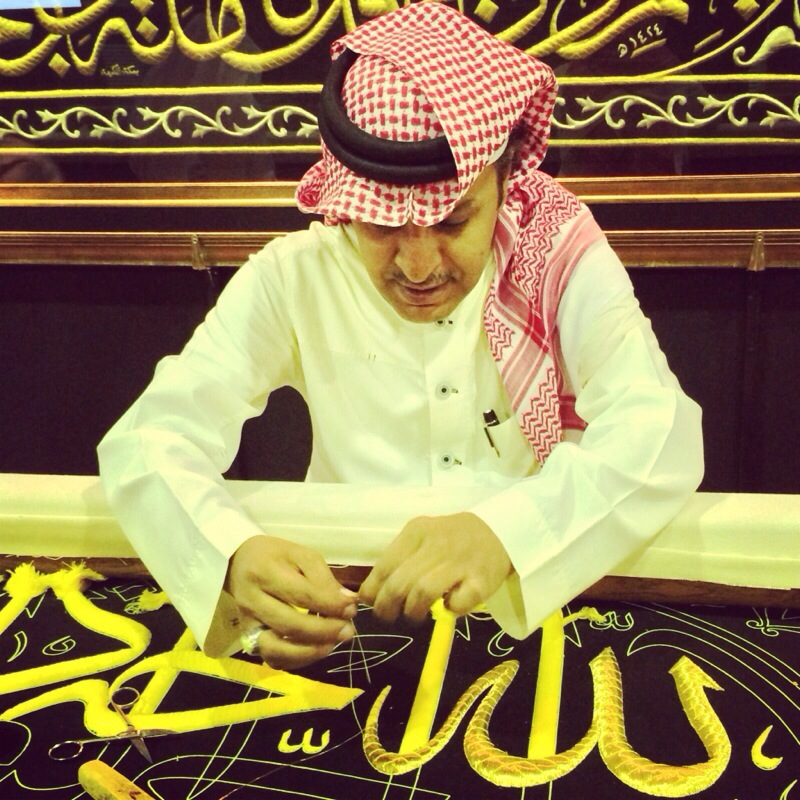
تطريز كسوة الكعبة بالأسلاك الفضية والذهبية.

ظلت كسوة الكعبة ترسل من مصر عبر القرون، باستثناء فترات زمنية قصيرة، إلى أن توقف إرسالها نهائياً من مصر سنة 1381هـ. حيث اختصت المملكة العربية السعودية بصناعة كسوة الكعبة المشرفة إلى يومنا هذا. ويعود اهتمام المملكة بصناعة الكسوة منذ عام 1345هـ، وذلك حين توقفت مصر عن إرسال الكسوة بعد حادثة المحمل الشهيرة في العام السابق 1344هـ، فأمر الملك عبد العزيز آل سعود بعمل كسوة للكعبة المشرفة، فصنعت من الجوخ الأسود الفاخر مبطنة بالقلع القوي، وفي مستهل شهر محرم 1346هـ أصدر الملك عبد العزيز أوامره بإنشاء دار خاصة بصناعة الكسوة، وأنشئت تلك الدار بمحلة أجياد أمام دار وزارة المالية العمومية بمكة المكرمة، تمت عمارتها من طابق واحد في نحو الستة الأشهر الأولى من عام 1346هـ، فكانت هذه الدار أول مؤسسة خصصت لحياكة كسوة الكعبة المشرفة بالحجاز منذ كسيت الكعبة في العصر الجاهلي إلى العصر الحالي. وفي نهاية شهر ذي القعدة عام 1346هـ تم الانتهاء من صنع الكسوة على غرار الكسوة المصرية مع استثناءات بسيطة، وكسيت الكعبة المشرفة في ذلك العام بهذه الكسوة التي تعتبر أول كسوة للكعبة تصنع في مكة المكرمة.

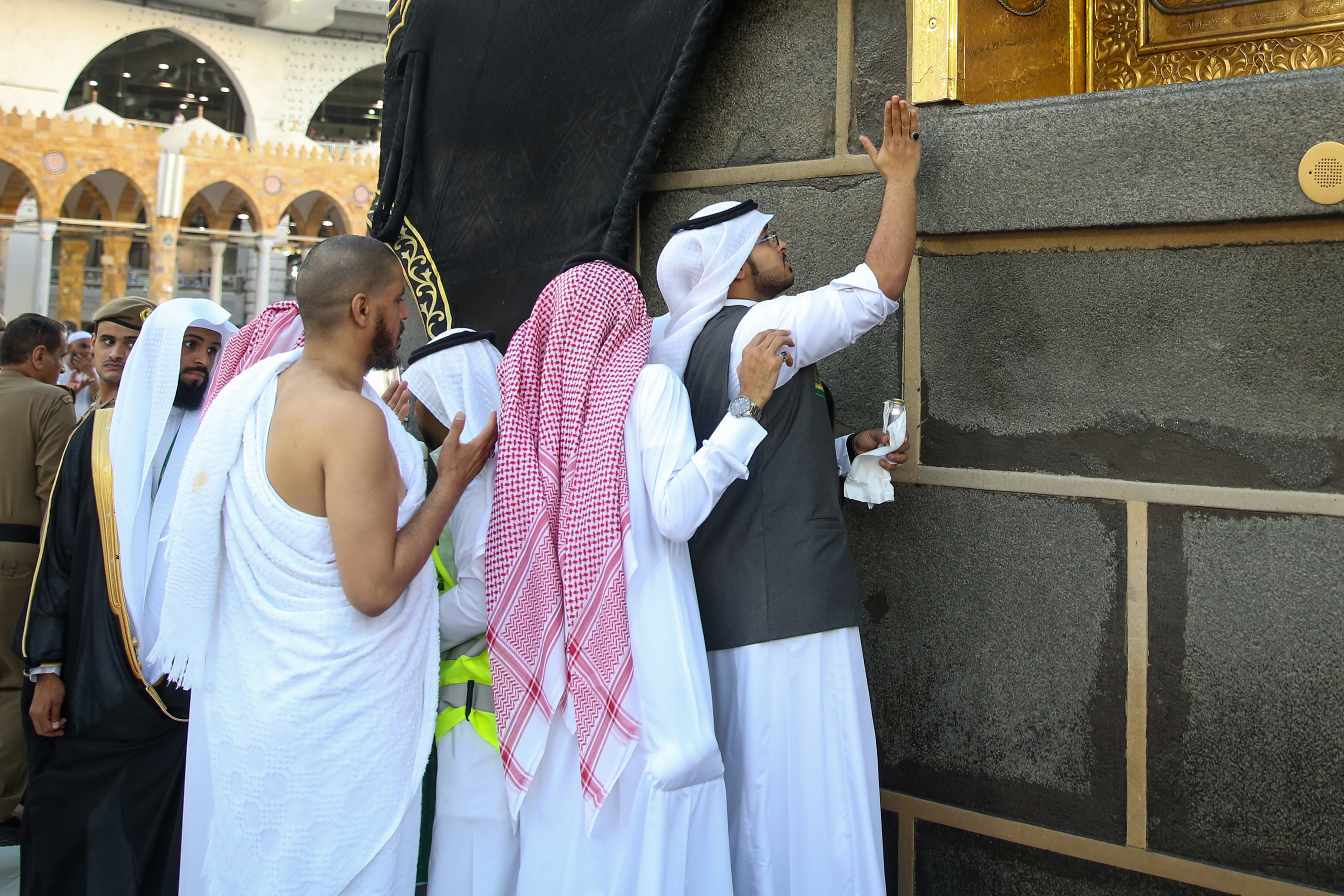
جانب من أعمال تطييب الكعبة

ظلت دار الكسوة بأجياد تقوم بصناعة الكسوة الشريفة منذ تشغيلها في عام 1346هـ، واستمرت في صناعتها حتى عام 1358هـ. ثم أغلقت الدار وعادت مصر بعد الاتفاق مع الحكومة السعودية إلى فتح أبواب صناعة الكسوة بالقاهرة سنة 1358هـ، وأخذت ترسل الكسوة إلى مكة المكرمة سنوياً حتى عام 1381هـ. ولاختلاف وجهات النظر السياسية بين مصر والدولة السعودية، توقفت مصر عن إرسال الكسوة الشريفة منذ ذلك التاريخ. وقامت الدولة السعودية بإعادة فتح وتشغيل مبنى تابع لوزارة المالية بحي جرول، يقع أمام وزارة الحج والأوقاف سابقاً، والذي أسندت إليه إدارة المصنع، ولم يكن لديها وقت لبناء مصنع حديث. وقد ظل هذا المصنع يقوم بصنع الكسوة الشريفة إلى عام 1397هـ. حيث نقل العمل في الكسوة إلى المصنع الجديد، الذي تم بناؤه في أم الجود بمكة المكرمة، ولازالت الكسوة الشريفة تصنع به إلى يومنا هذا. وفي عام 1414هـ صدر الأمر بضم مصنع كسوة الكعبة المشرفة إلى الرئاسة العامة لشؤون المسجد الحرام والمسجد النبوي.

### وحدة الطيب والبخور
هي وحدة تتبع الرئاسة العامة لشؤون المسجد الحرام والمسجد النبوي، تعنى بتطييب المسجد الحرام وأروقته والكعبة المشرفة واستقبال الزوار بالطيب والبخور يوميا، مستخدمة في ذلك العود المعتق والسيوفي وبخور كلمتان وبخور موركي دبل سوبر، بواقع 20 تولة مخصصة للحجر الأسود والملتزم والركن اليماني أي ما يعادل 12 غرام من الطيب، و60 كيلو من العود لتطييب أروقة الحرم ومرافقه.

## النظام الصوتي
يحتوي المسجد الحرام قرابة 7500 سماعة منتشرة في أدواره وساحاته وأروقته والشوارع المحيطة بالحرم المكي، حيث يعد النظام الصوتي في المسجد من أكبر وأضخم أنظمة الصوت على مستوى العالم. تعمل من خلال لواقط متطورة بحساسية تتناسب مع احتياج المكان، وفِي حال حدوث عطل في النظام الأساسي، يجري الانتقال إلى النظام الاحتياطي، ويتم توصيل كامل النظام الصوتي بأجهزة (UPS) ذات قدرة عالية لضمان عدم انقطاع الكهرباء عن الأجهزة لجميع مواقع الصوت، حسب الترتيب المعمول به دون الشعور بذلك لحين إصلاح النظام الأساسي مرة أخرى.

## فضائل وأحكام المسجد الحرام

### فضائله

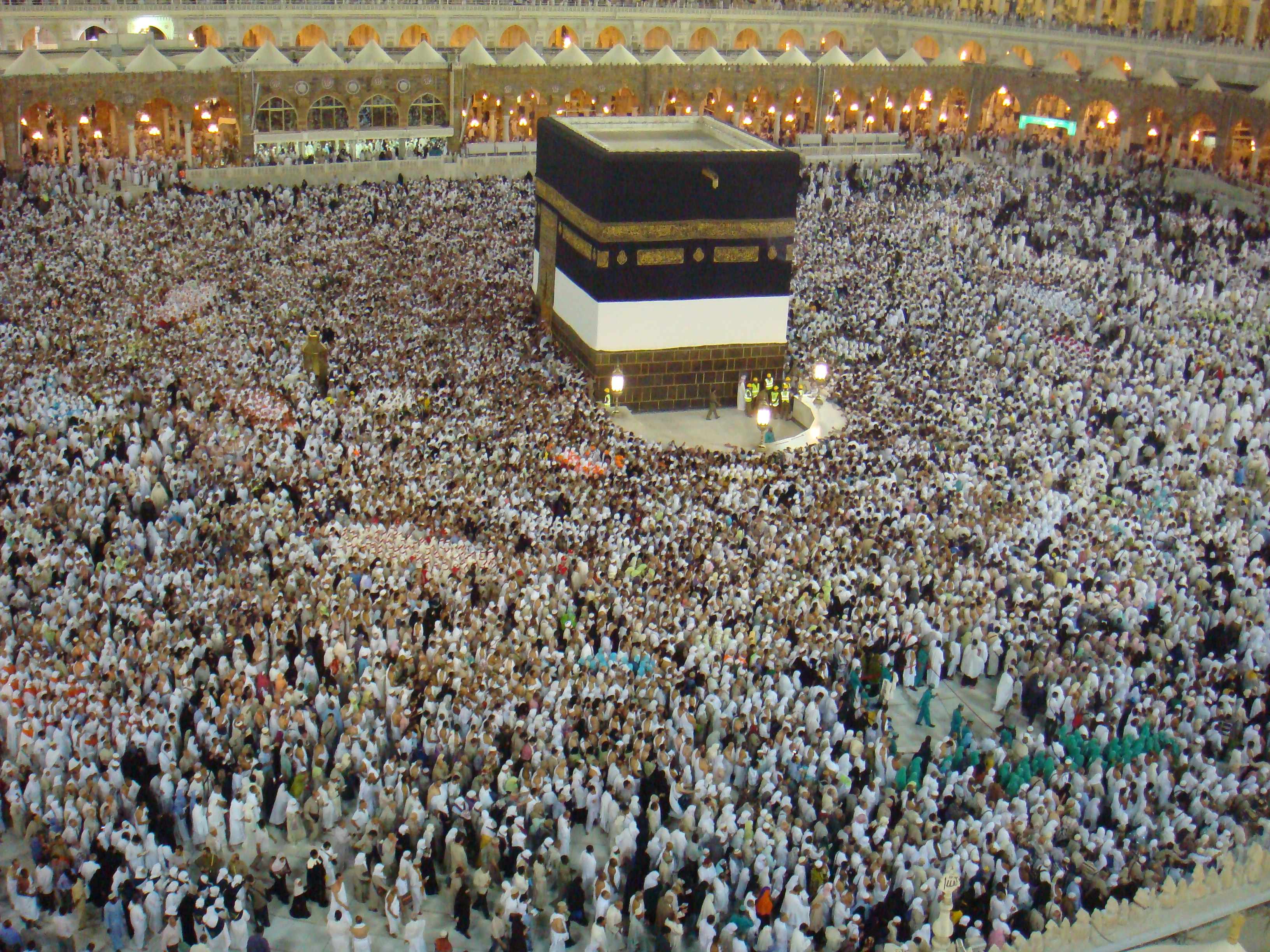
الجمع الغفير في الحج

ورد لدى المسلمين في القرآن، وفي أحاديث النبي محمد العديد من فضائل المسجد الحرام، منها:
- أنه أول بيت وضع للناس، ففي سورة آل عمران ذكر الله تعالى ﴿إنَّ أَوَّلَ بَيْتٍ وَضِعَ لِلنَّاسِ لَلَّذِي بِبَكَّةَ مُبَارَكاً وَهُدًى لِّلْعَالَمِينَ﴾(11) (سورة آل عمران، آية: 96).
- هو مقصد المسلمين في الحج، فقد أمر الله المسلمين بحج بيته، ففي سورة آل عمران قال تعالى ﴿وَلِلَّهِ عَلَى النَّاسِ حِجُّ البَيْتِ مَنِ اسْتَطَاعَ إِلَيْهِ سَبِيلاً﴾.(12) (سورة آل عمران، آية: 97).

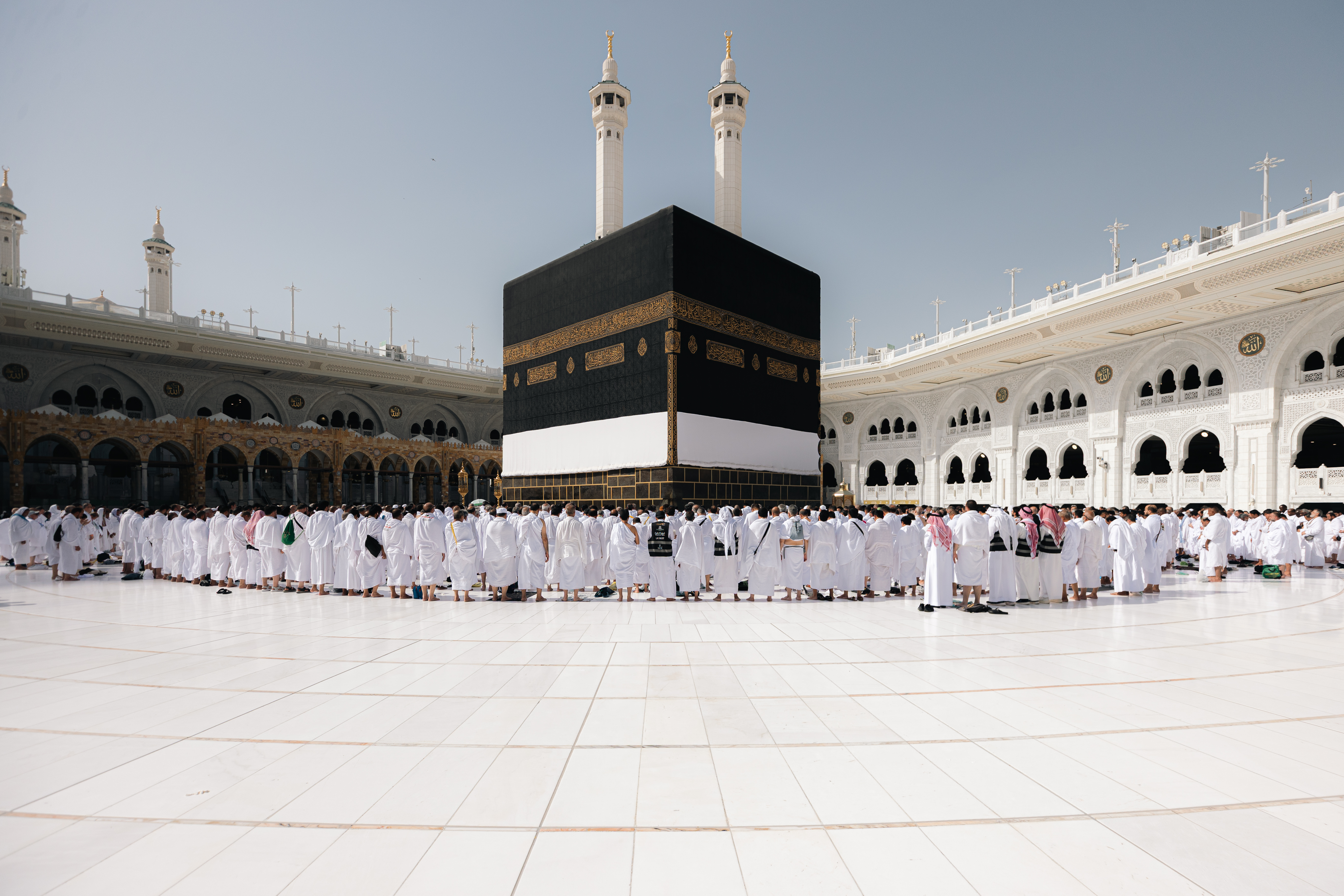
أداء الصلاة في المسجد الحرام سنة 1446هـ.

- أداء الصلاة في المسجد الحرام سنة 1446هـ.أن الكعبة المشرفة هي قبلة المسلمين في صلاتهم، فقد روى البراء بن عازب أنه قال: «لما قَدِمَ النَّبيُ المدينةَ صلِّى نَحوَ بيتِ المقدسِ سِتةَ عَشرَ شهراً أو سبعةَ عَشرَ شهراً، وكان يحبُ أنْ يُوَجِّهِ إلى الكَعبةِ، فأنزل اللّه تعالى ﴿قَدْ نَرَى تَقَلُّبَ وَجْهِكَ فِي السَّمَاءِ فَلَنُوَلِّيَنَّكَ قِبْلَةً تَرْضَاهَا فَوَلِّ وَجْهَكَ شَطْرَ الْمَسْجِدِ الْحَرَامِ وَحَيْثُ مَا كُنْتُمْ فَوَلُّوا وُجُوهَكُمْ شَطْرَهُ﴾».[301][302][303]
- أول مسجد وضع في الأرض. فعن أبي ذر أنه قال: «قلت: يا رسول الله! أي مسجد وضع في الأرض أول؟ قال: المسجد الحرام. قلت: ثم أي؟ قال: المسجد الأقصى. قلت: كم بينهما؟ قال: أربعون سنة».[304]
- يعتبر المسجد الحرام من الثلاثة المساجد الذي تشد إليها الرحال، فعن أبي سعيد الخدري، عن النبي محمد أنه قال: «لا تُشَدُّ الرحالُ إلا إلى ثلاثةِ مساجدَ: مسجدِ الحرام، ومسجدِ الأقصَى، ومسجدي هذا».[305]
- فيه الصلاة عن مئة ألف صلاة، فعن جابر بن عبد الله، عن النبي محمد أنه قال: «صلاةٌ في المسجدِ الحرامِ مئةُ ألفِ صلاةٍ، وصلاةٌ في مسجدِي ألفُ صلاةٍ، وفي بيتِ المقدسِ خمسمئةِ صلاةٍ».[306]
- أمان لكل خائف، وأن من دخله كان آمناً علي نفسه ففي القرآن الكريم قال تعالى ﴿ أَوَلَمْ يَرَوْا أَنَّا جَعَلْنَا حَرَمًا آمِنًا وَيُتَخَطَّف النَّاس مِنْ حَوْلهمْ﴾(13) (سورة العنكبوت، آية: 67).
- أنها أحب أرض الله، فعن عبد الله بن عدي بن حمراء، عن النبي محمد أنه وقف على الْحَزْوَرَةِ وقال: «والله إنك لخير أرض الله وأحب أرضٍ إليَّ ولولا أن أهلك أخرجوني منك ما خرجت منك».[307]
- من قصد اليبت الحج أو معتمراً رجع طاهراً من الذنوب والخطايا. فعن أبي هريرة، عن النبي محمد أنه قال: «من أتى هذا البيت فلم يرفث ولم يفسق رجع من ذنوبه كيوم ولدته أمه».[308]
- لا يدخله المسيح الدجال فهي محمية من قبل الملائكة. فعن أنس بن مالك، عن النبي محمد أنه قال: «ليس من بلد إلا سيطؤه الدجال إلا مكة والمدينة ليس له من نقابها نقب إلا عليه الملائكة صافين يحرسونها».[309]
- حمى الله تعالى المسجد الحرام من هجوم جيش أصحاب الفيل بقيادة أبرهة الحبشي. قال تعالى ﴿أَلَمْ تَرَ كَيْفَ فَعَلَ رَبُّكَ بِأَصْحَابِ الْفِيلِ﴾.(14) (سورة الفيل، آية: 1).

### أحكامه

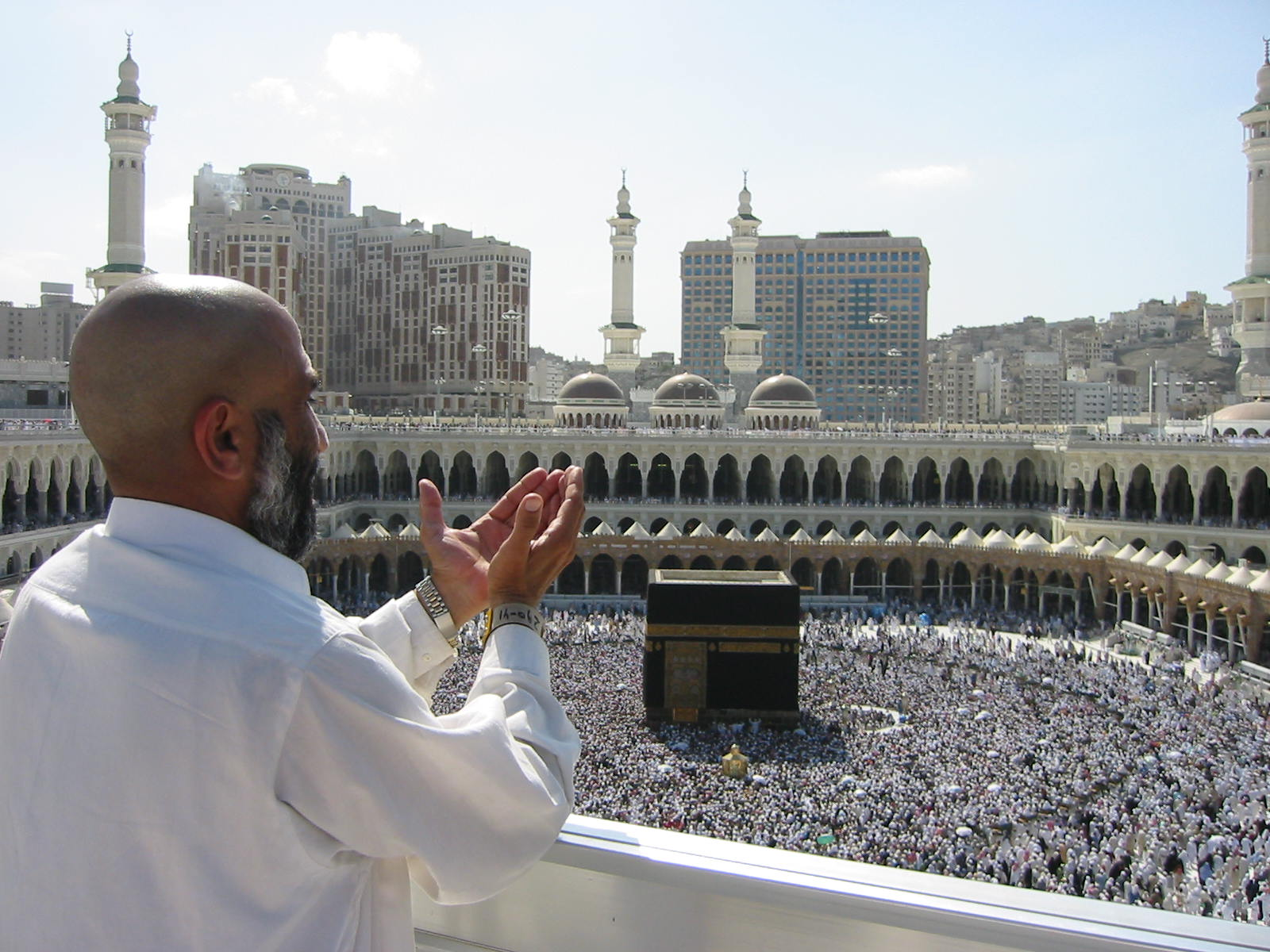
مسلم يدعو ربه

- يُحرم دخول غير المسلمين لمكة المكرمة وخصوصاً لبيت الله الحرام. قال تعالى ﴿إِنَّمَا الْمُشْرِكُونَ نَجَسٌ فَلَا يَقْرَبُوا الْمَسْجِدَ الْحَرَامَ بَعْدَ عَامِهِمْ﴾.[310][311]
- أن الله حرم القتال في الحرم منذ خلق الله السماوات والأرض إلى يوم القيامة. فقد روى ابن عباس، عن النبي محمد في عام الفتح أنه قال: «إن هذا البلد حرمه الله يوم خلق السماوات والأرض، فهو حرام بحرمة الله إلى يوم القيامة، وإنه لم يحل القتال فيه لأحد قبلي ولم يحل لي إلا ساعة من نهار فهو حرام بحرمة الله إلى يوم القيامة».[312]
- لا يجوز قتل الصيد، فكل حيوان بري مباح أكله، وينفر من الإنس بطبعه مثل الغزال والحمام والجراد، فإنه لا يجوز صيده ولا تنفيره. فقد روى ابن عباس، عن النبي محمد في عام الفتح أنه قال: «ولا ينفر صيدها».[313]
- لا يجوز قطع شجر الحرم والنبات الرطب منه ولا أخذ شيء من ورقه إلا الإذخر. فقد روى أبي هريرة، عن النبي محمد في عام الفتح أنه قال: «لا يختلى شوكها، ولا يعضد شجرها».[314][315]
- يحرم أخذ لقطة الحرم. فقد روى ابن عباس، عن النبي محمد في عام الفتح أنه قال: «لا يلتقط لقطتها إلا من عرفها».[316]

## الحوادث
في 20 نوفمبر 1979 وقعت حادثة اقتحام الحرم المكي من قبل 200 مسلح، مدعين ظهور المهدي المنتظر، وذلك إبان عهد الملك خالد بن عبد العزيز. حاصرت القوات السعودية المقتحمين لمدة أسبوعين وفي 4 ديسمبر 1979، بدأ الهجوم على المسلحين وتمكنت القوات السعودية من الاستيلاء على الموقع وتحرير الرهائن في معركة تركت وراءها نحو 28 قتيلاً من الإرهابيين وقرابة 17 جريح من قوات الأمن والمصلين.
في 10 يوليو 1989 وقع اعتداء مزدوج على مشارف المسجد الحرام، حيث حدث انفجارين الأول في أحد الطرق المؤدية للحرم المكي والآخر فوق الجسر المجاور للحرم المكي. أسفر الحادث عن مقتل شخص واحد و16 جريحا.
في 11 سبتمبر 2015 سقطت آلة رافعة في الحرم المكي مساء يوم الجمعة كانت تعمل بمشروع توسعة المسجد الحرام بسبب الأحوال الجوية السيئة، حيث تعرّضت المنطقة لعواصف رملية ورياح عاتية وأمطار شديدة. وتزامنت هذه الحادثة مع بداية موسم الحج في مكة المكرمة فضلاً عن وجود عدد كبير من المعتمرين الذين يتوافدون بكثافة أيام الجُمَع. خلفت هذه الحادثة 108 شهيداً وحوالي 238 جريحًا حسب ما أعلن عنه الدفاع المدني السعودي.

## أئمة الحرم والمؤذنون
| المؤذنون السابقون - أحمد بن محمد بن أمين العباس - محمد حسن بن أحمد العباس - إبراهيم بن محمد حسن العباس - عبد العزيز أسعد ريس - عبد الحفيظ خوج - عبد الرحمن شاكر - أحمد حسن شحات - حسان زبيدي - عبد الله بصنوي - حسن شحات - أحمد بصنوي - محمد رمل - محمد سراج معروف | المؤذنون الحاليون - على أحمد ملا - محمد علي شاكر - محمد يوسف شاكر - ماجد بن إبراهيم بن محمد حسن العباس - فاروق عبد الرحمن حضراوي - نايف فيده - أحمد عبد الله بصنوي - توفيق خوج - أحمد يونس خوجه - سعيد عمر فلاته - حمد بن أحمد الدغريري - محمد مغربي - سهيل عبد الملك حافظ - سامي عبد الرحيم ريس - محمد باسعد | الأئمة السابقون - عبد الله الخليفي - علي عبد الله جابر - محمد بن عبد الله السبيل - عمر بن محمد السبيل - عبد الله الحميد - عبد الله الحرازي - عبد الله خياط - علي بن عبد الرحمن الحذيفي - صلاح البدير - عادل الكلباني - عبد الباري الثبيتي - صالح آل طالب - خالد الغامدي - سعود الشريم | الأئمة الحاليون - ياسر الدوسري - عبد الرحمن السديس - عبد الله عواد الجهني - ماهر المعيقلي - صالح بن حميد - أسامة خياط - فيصل غزاوي - بندر بليلة - بدر التركي - الوليد الشمسان |

## معرض صور

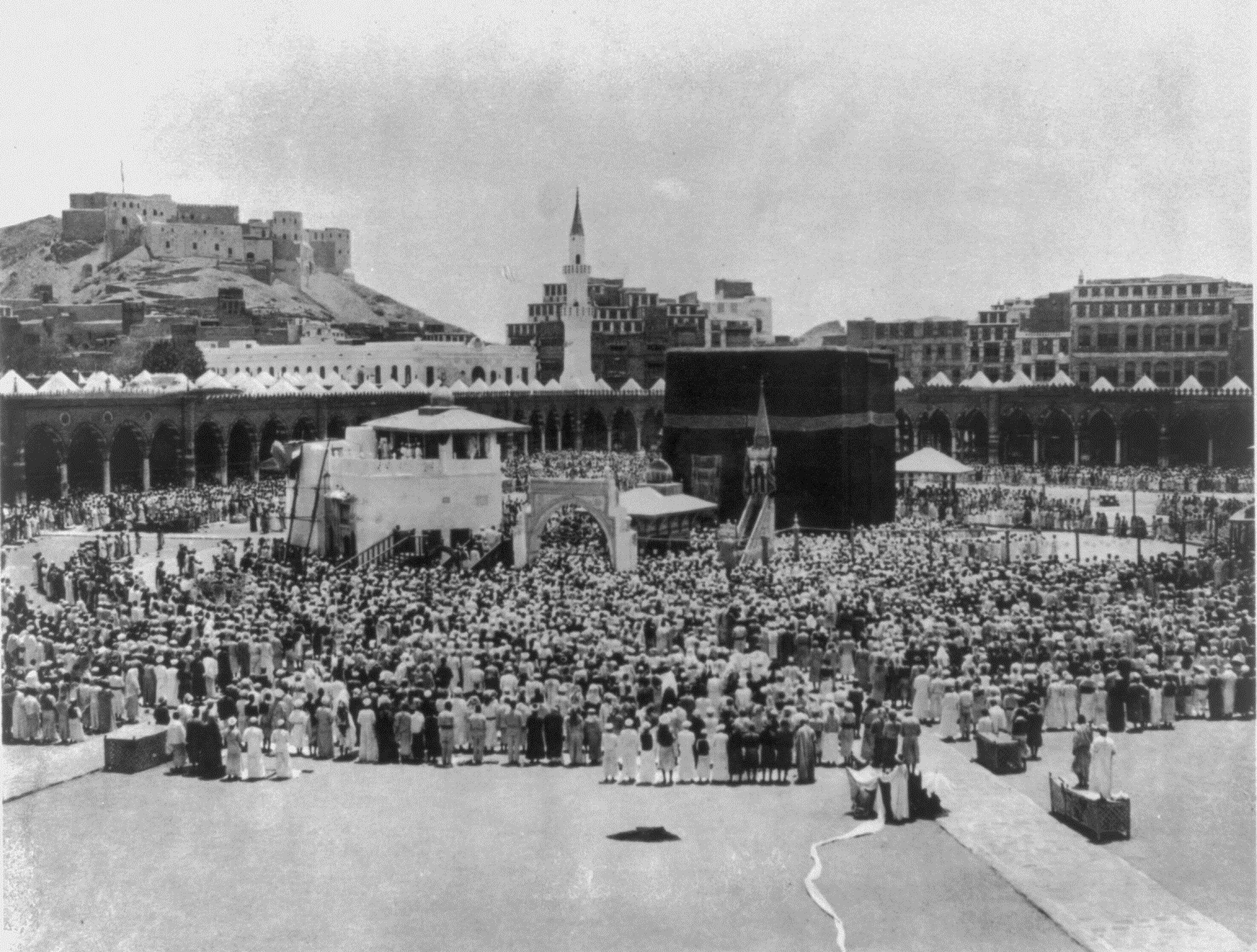
الصلاة في الحرم عام 1889
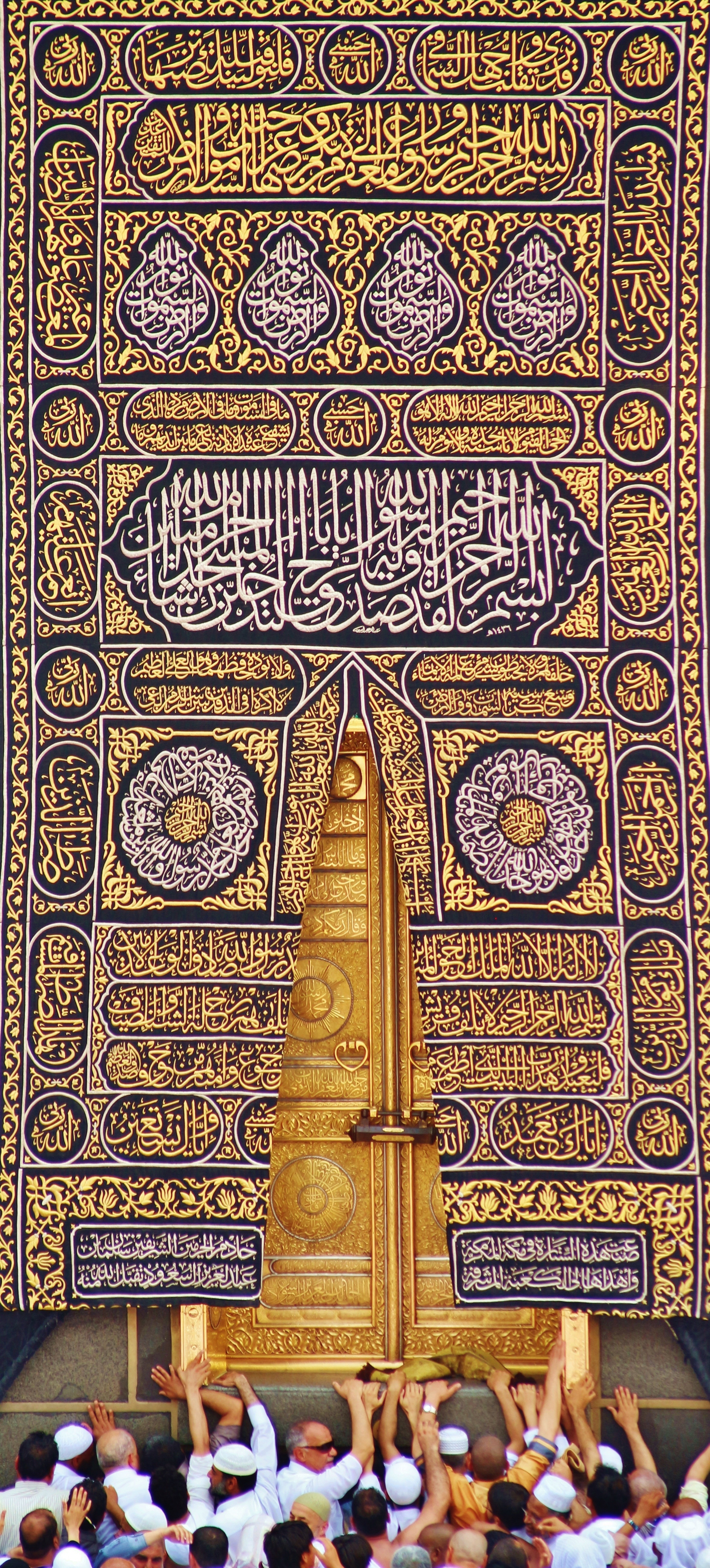
كسوة الكعبة.
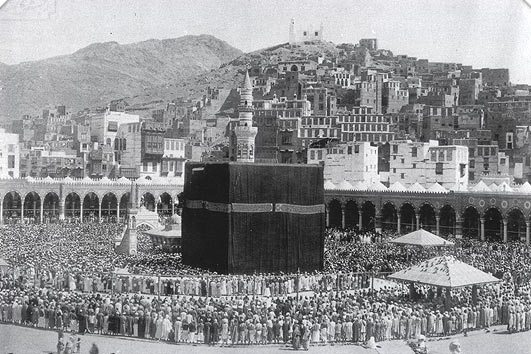
المسجد الحرام عام 1907
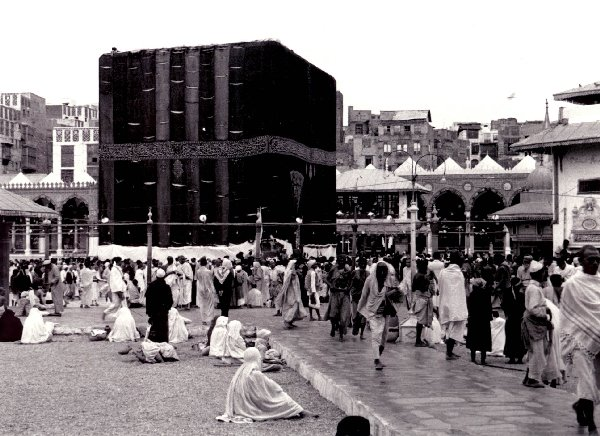
الكعبة في عام 1937 م
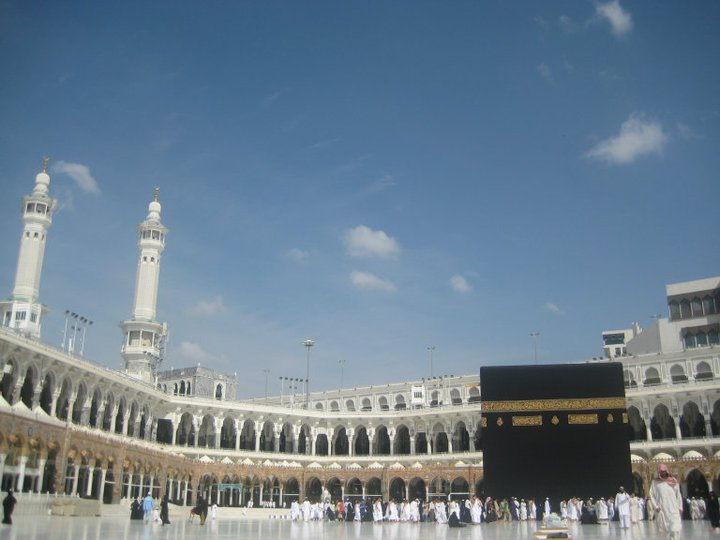
منظر لباحة المسجد الحرام تتوسطه الكعبة الشريفة
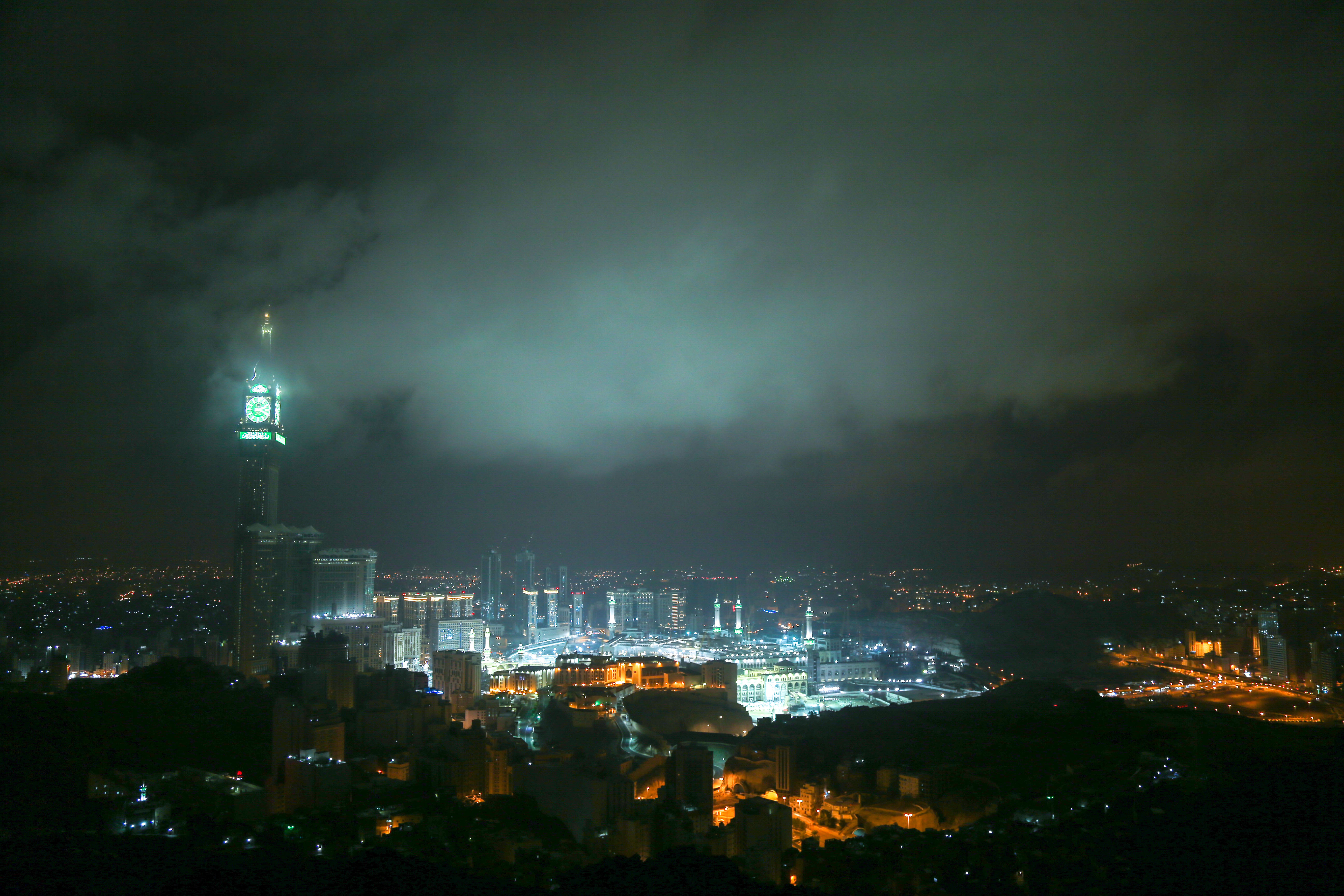
صورة جوية للمنطقة المحيطة بالحرم المكي
صورة نادرة للكعبة من الداخل
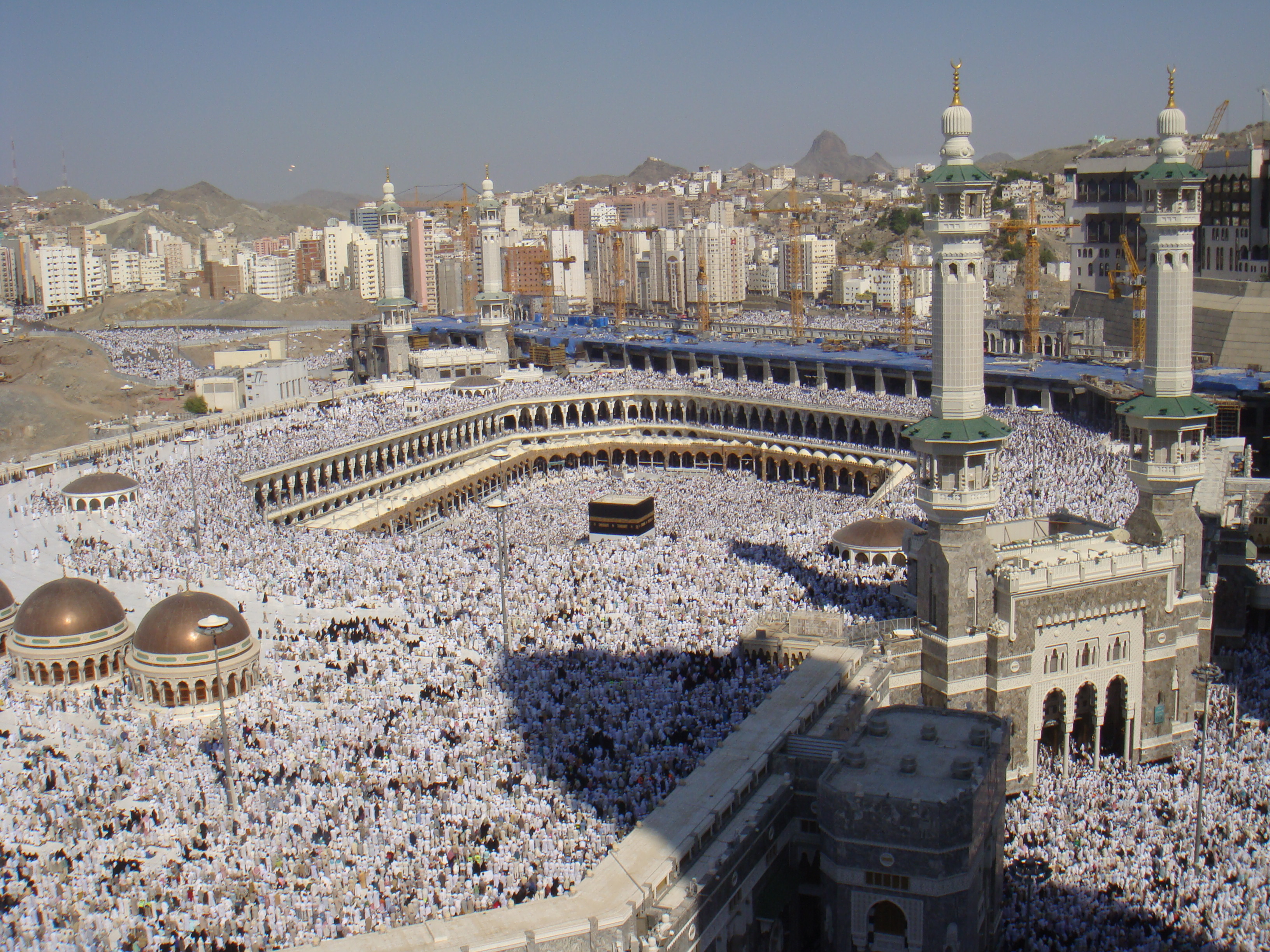
صورة عالية للمسجد الحرام
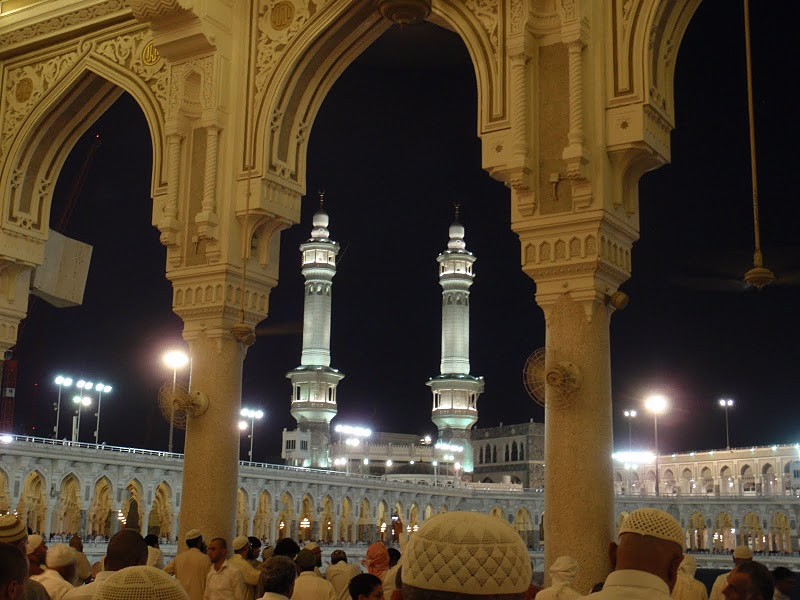
الحرم في المساء
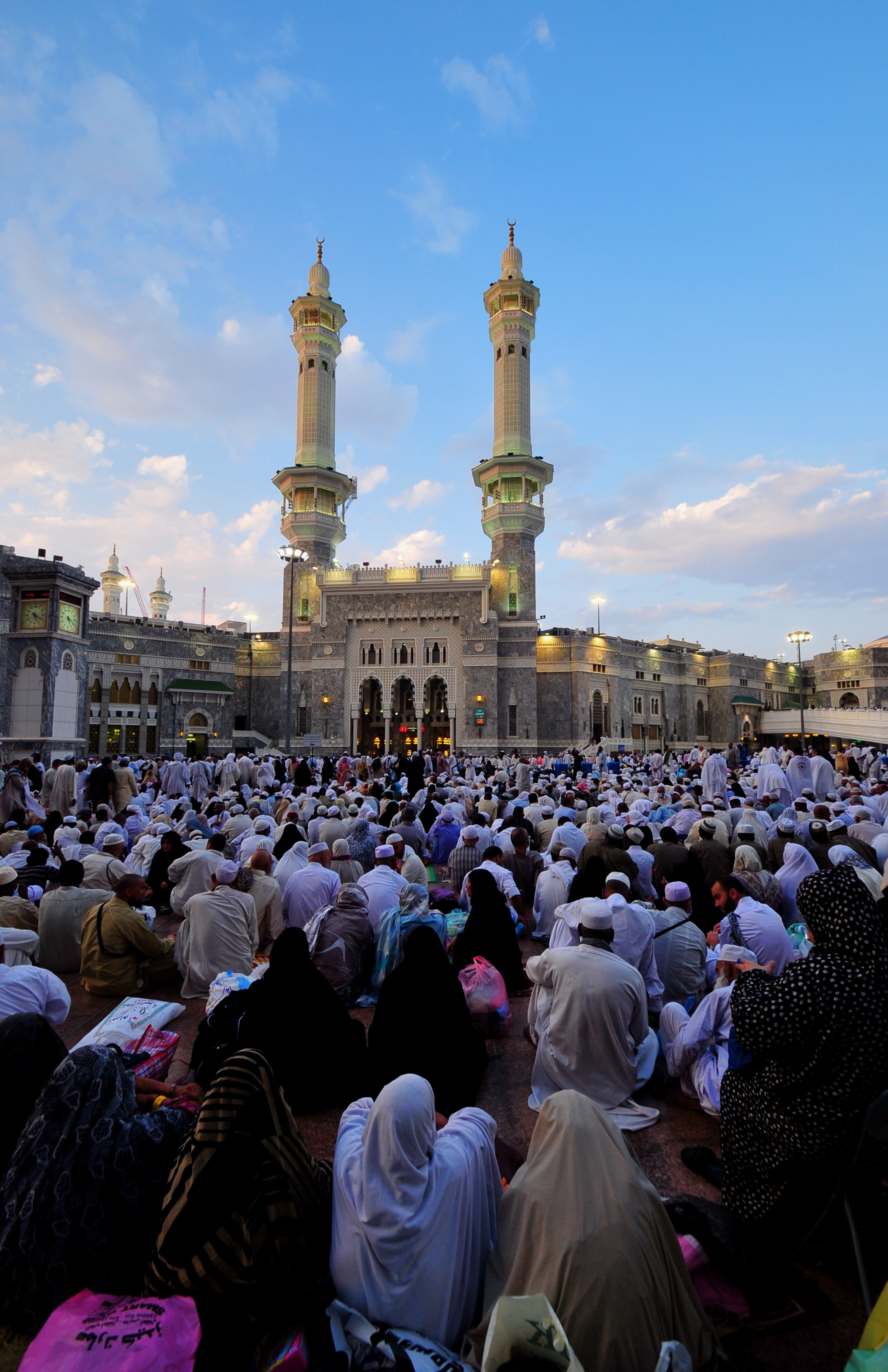
الحجاج
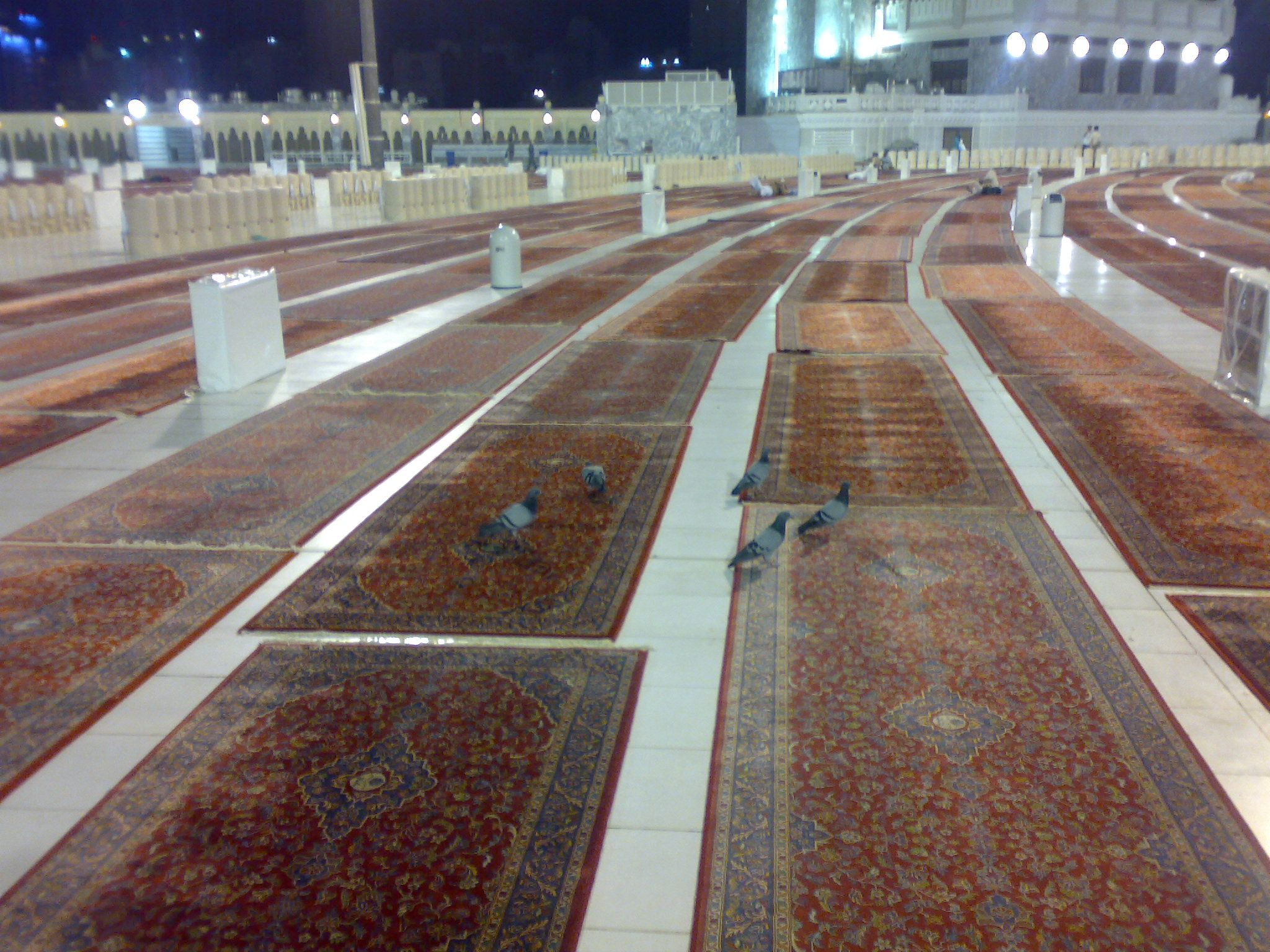
المسجد في الأعلى
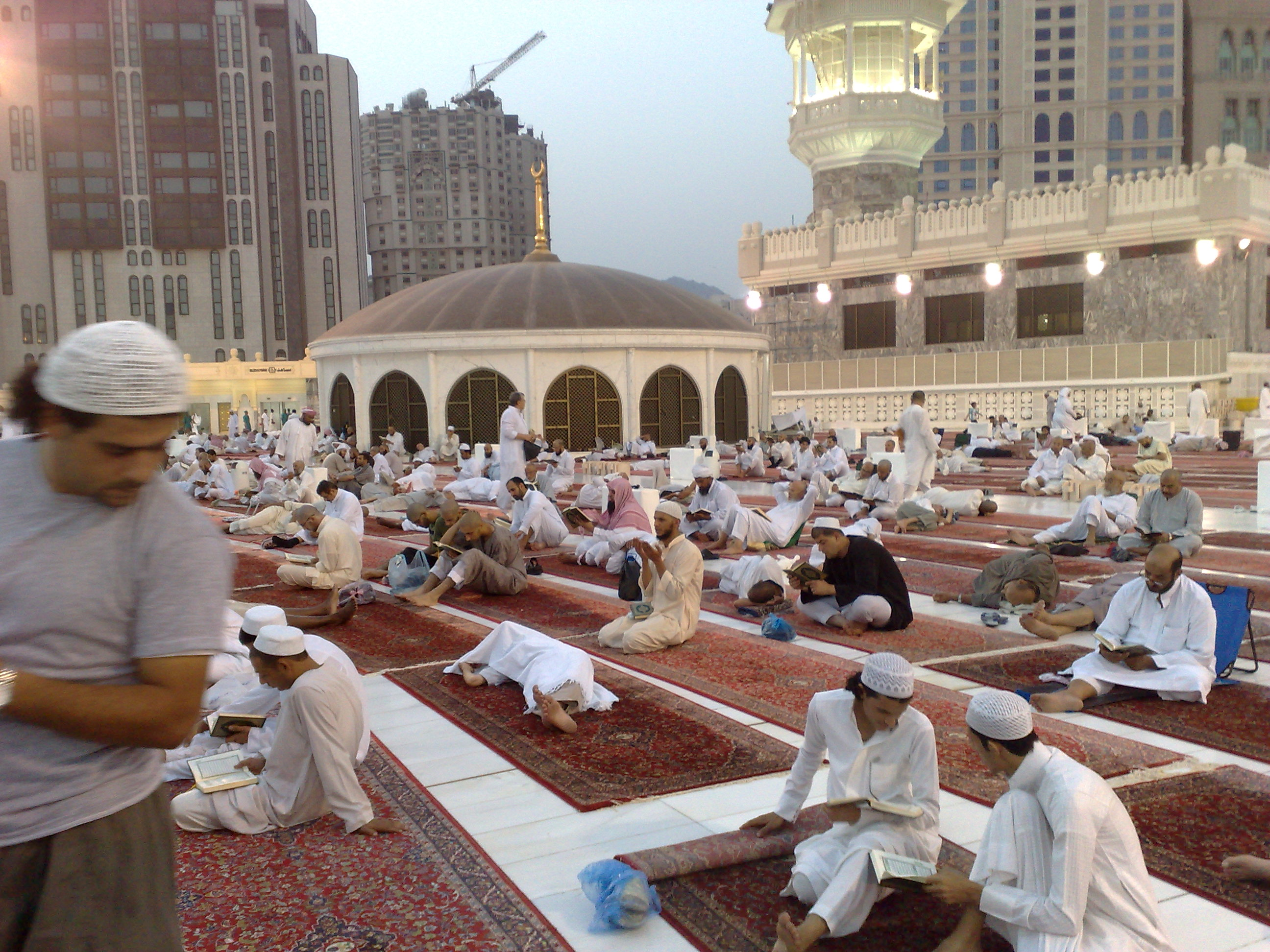
لقطة أخرى للمسجد في الأعلى
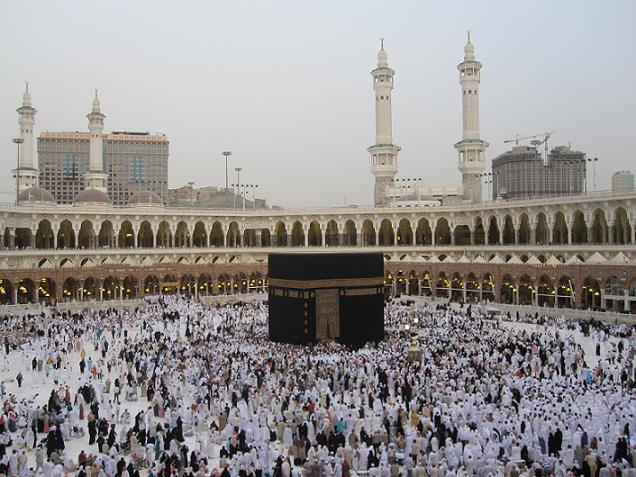
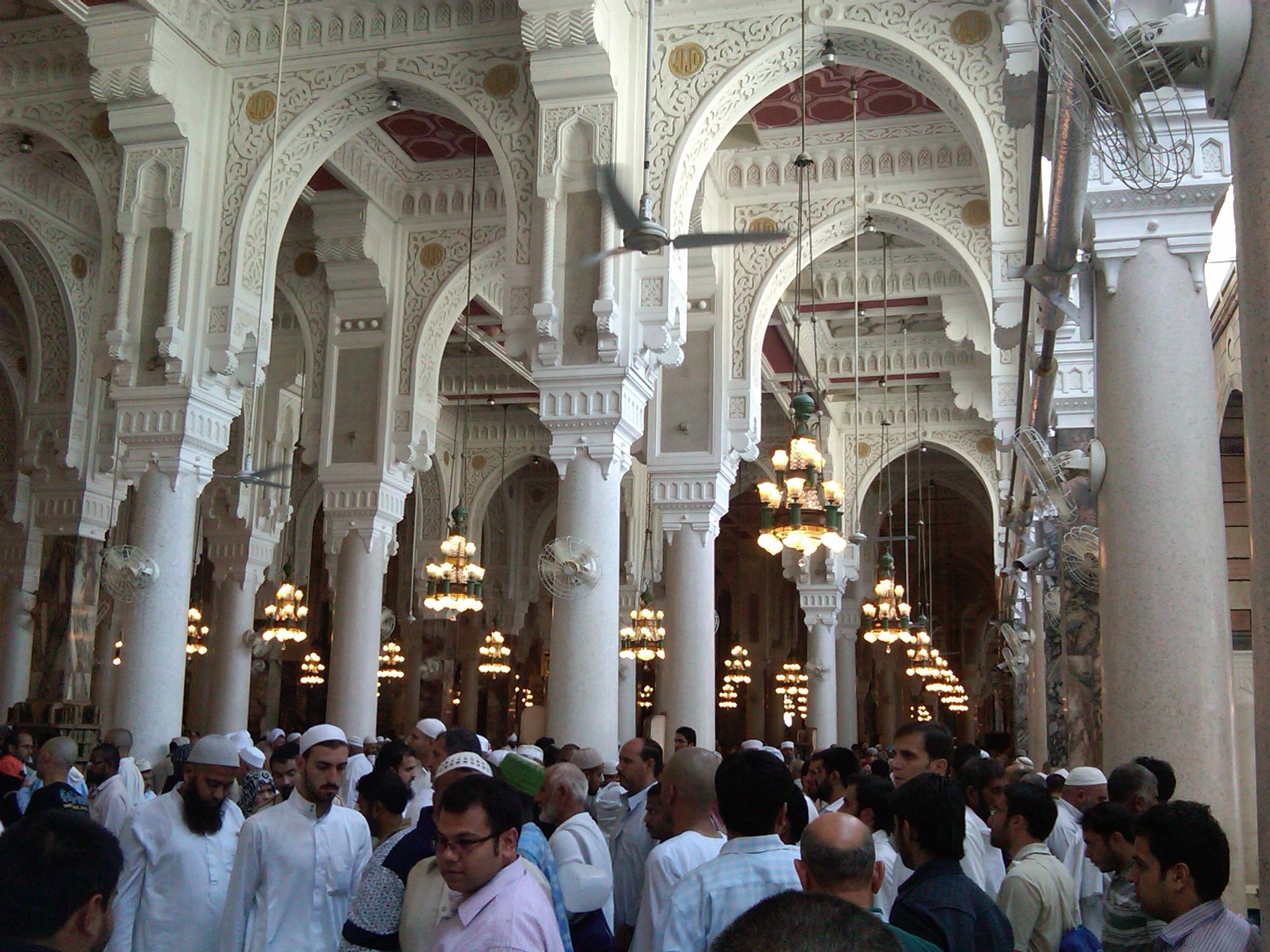
صورة داخلية للمسجد الحرام
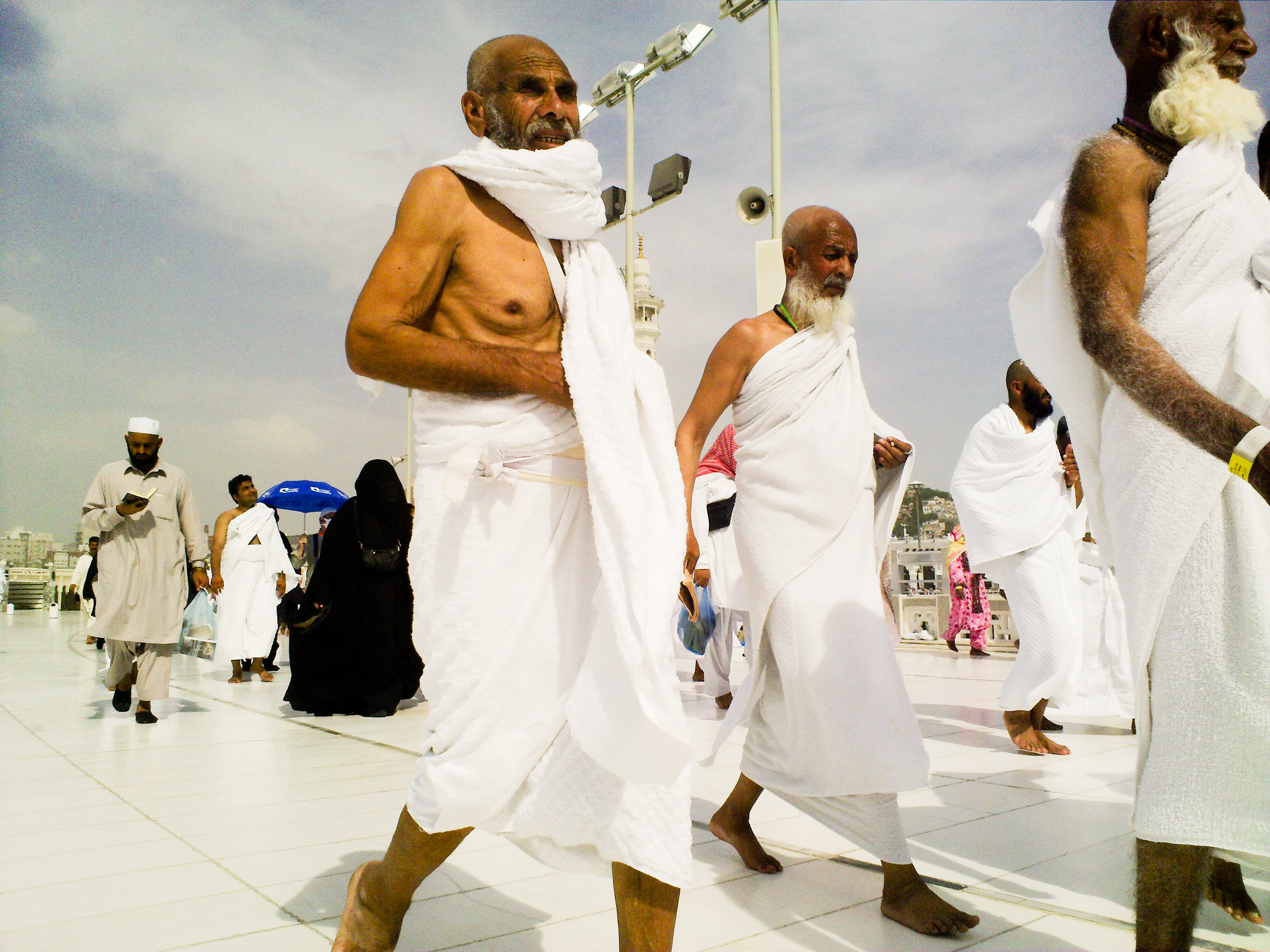
الحجاج على سطح الحرم
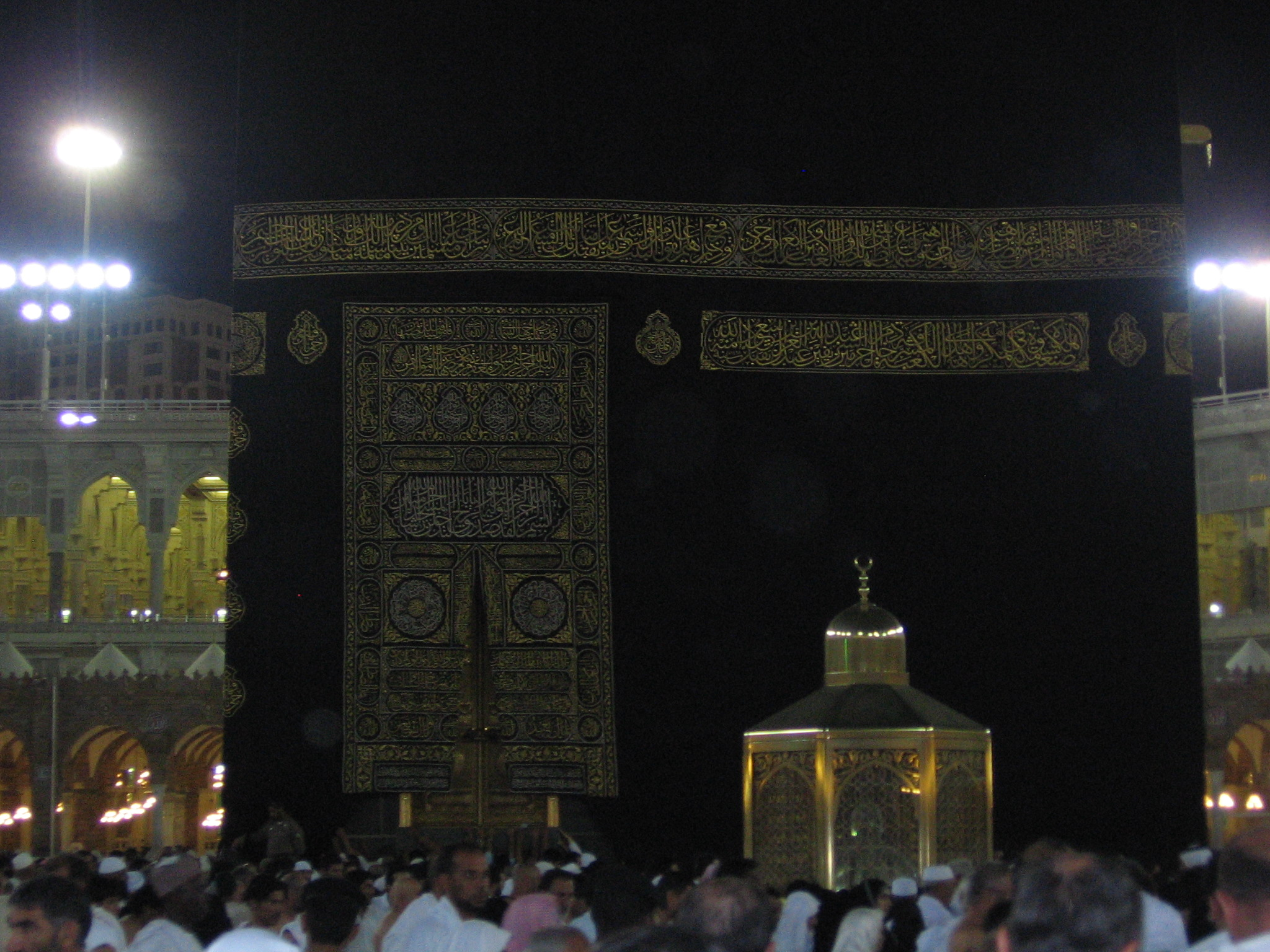
صورة مقربة جداً للكعبة
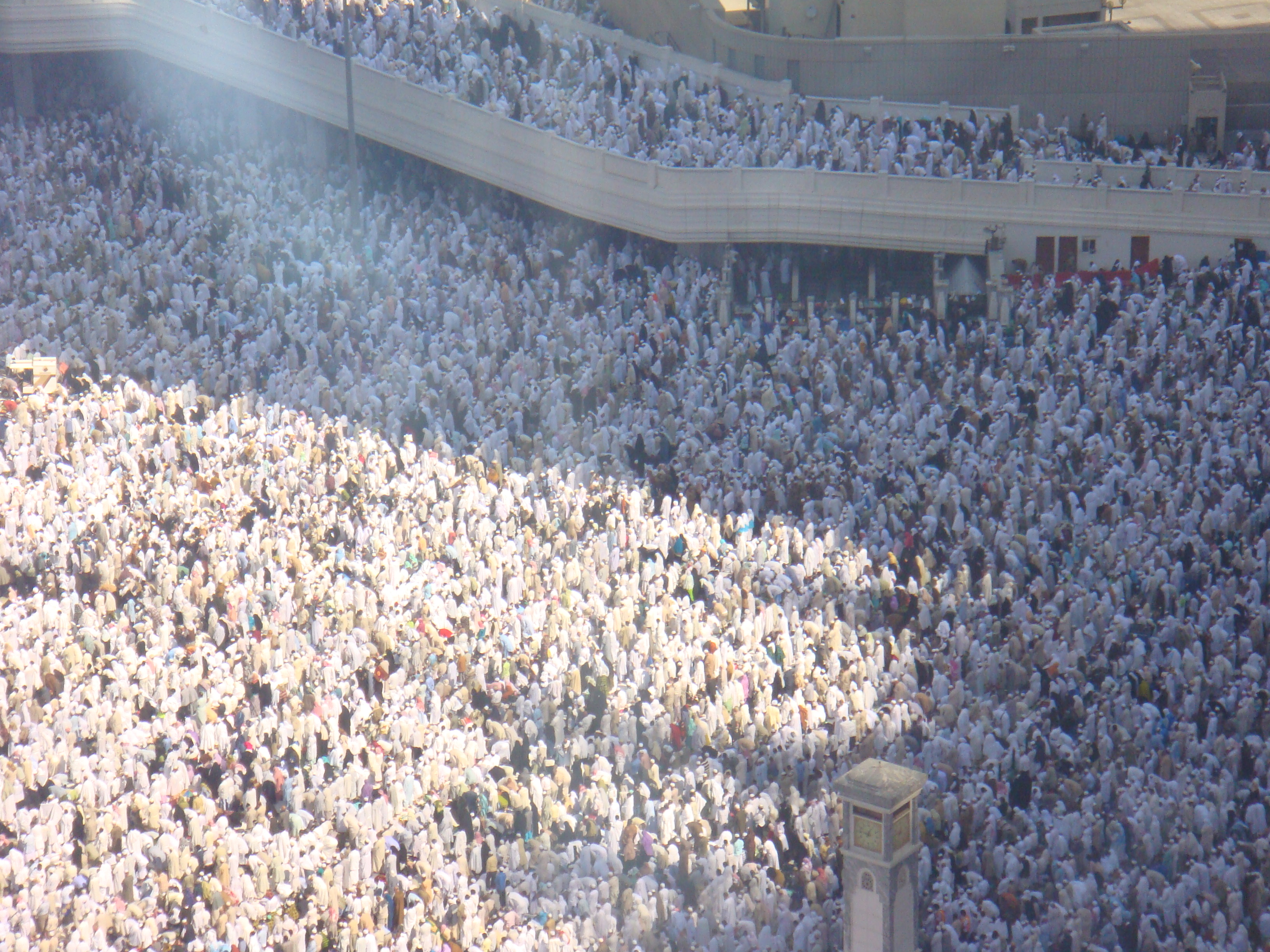
حج 1428 هـ
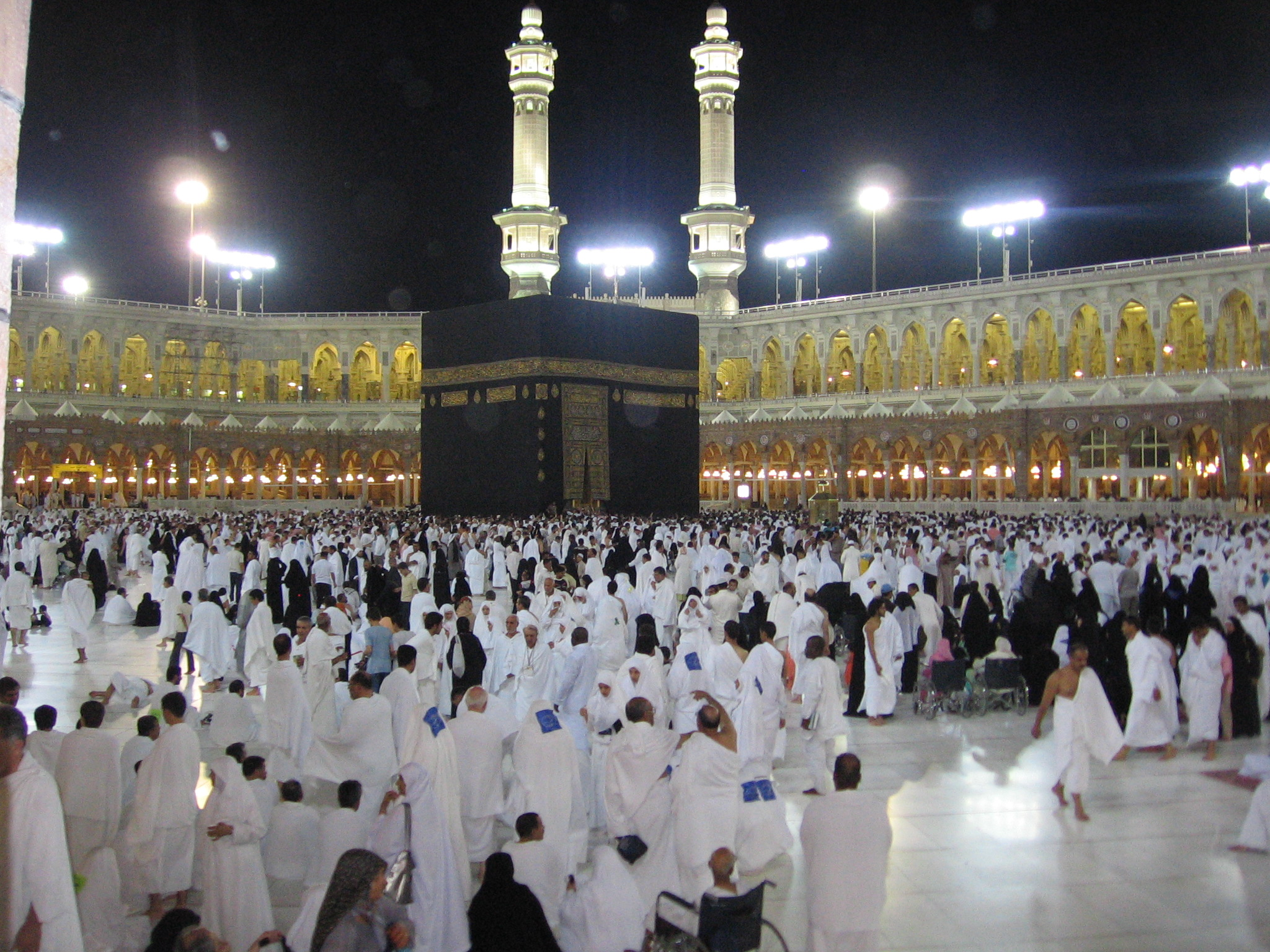
من داخل الحرم
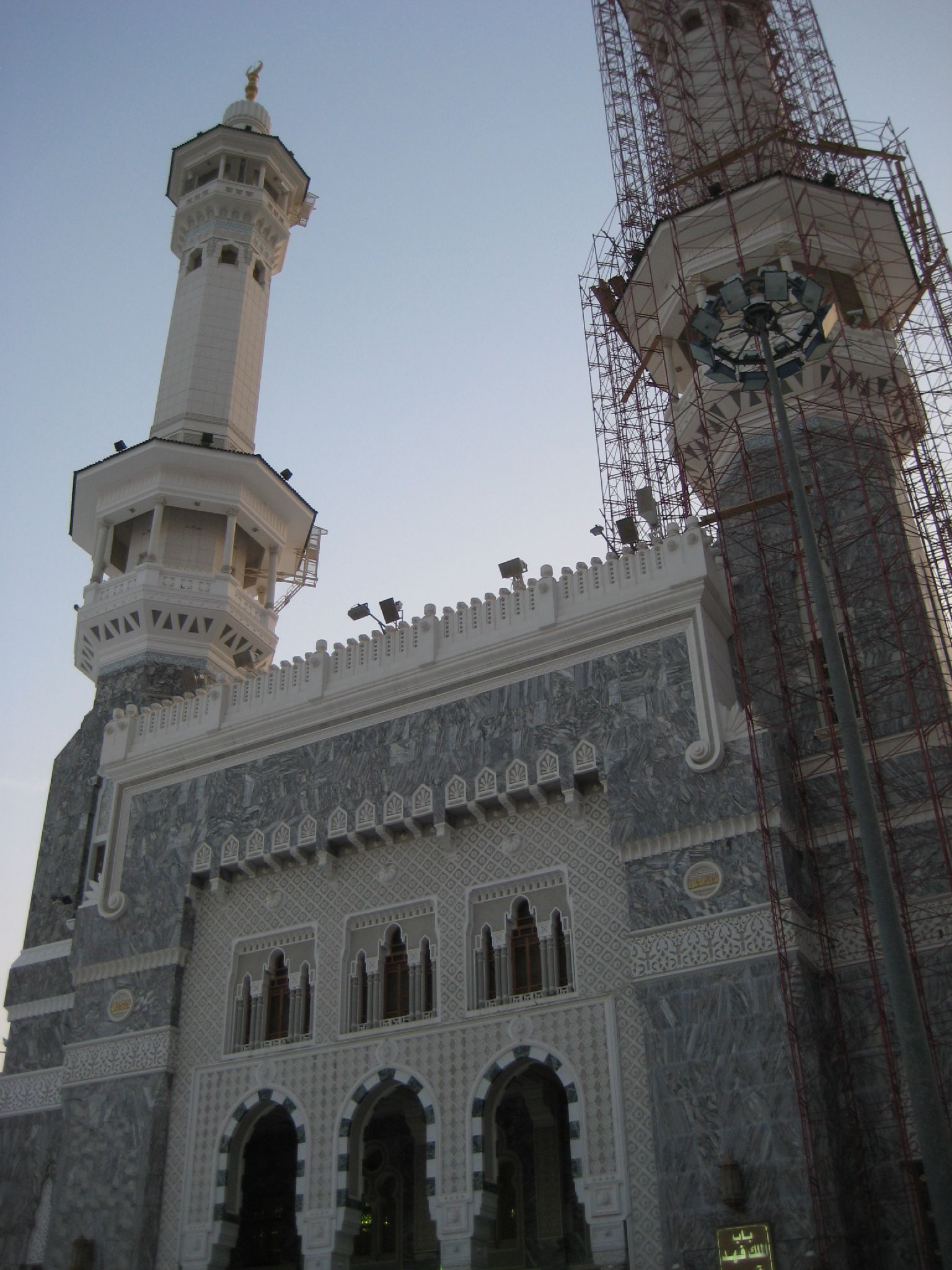
خارج الحرم
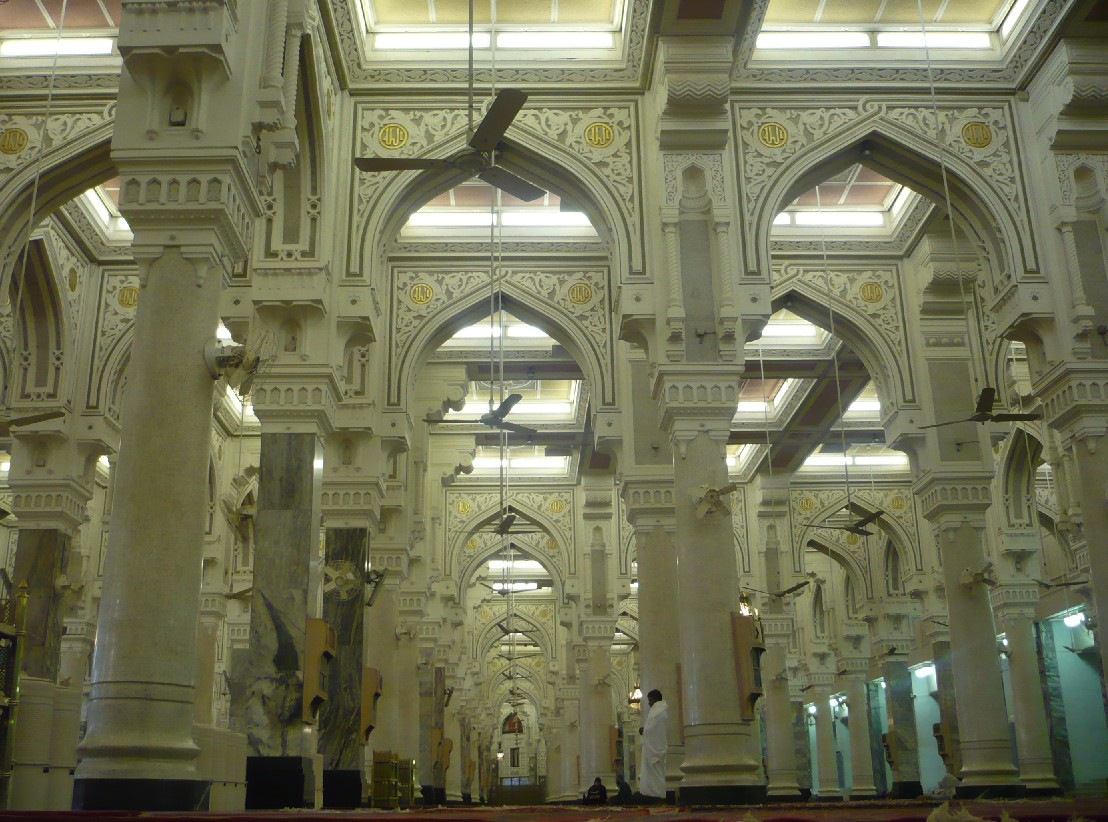
داخل البناء العثماني
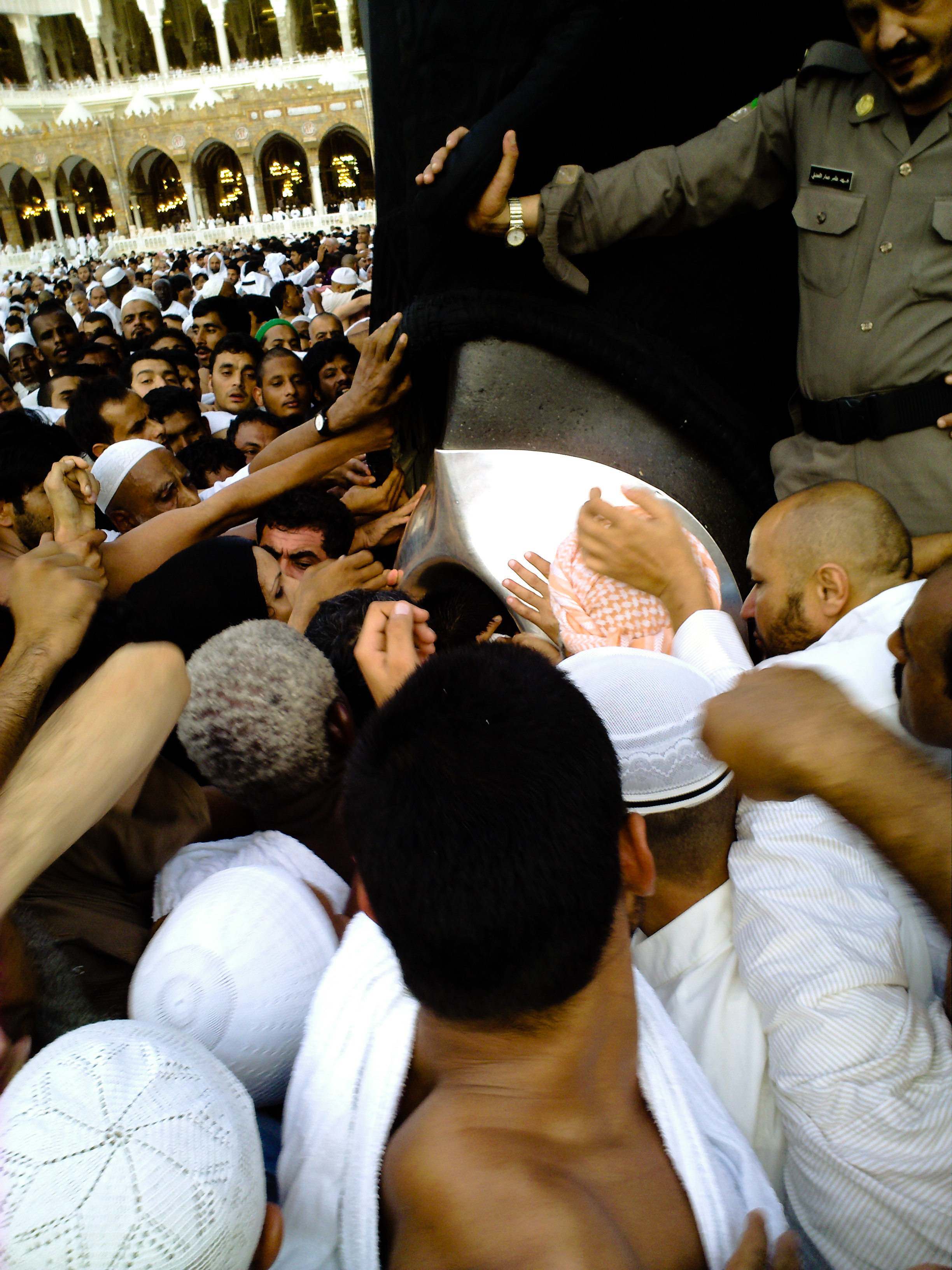
بعض الطائفين وهو يحاولون لمس الحجر.
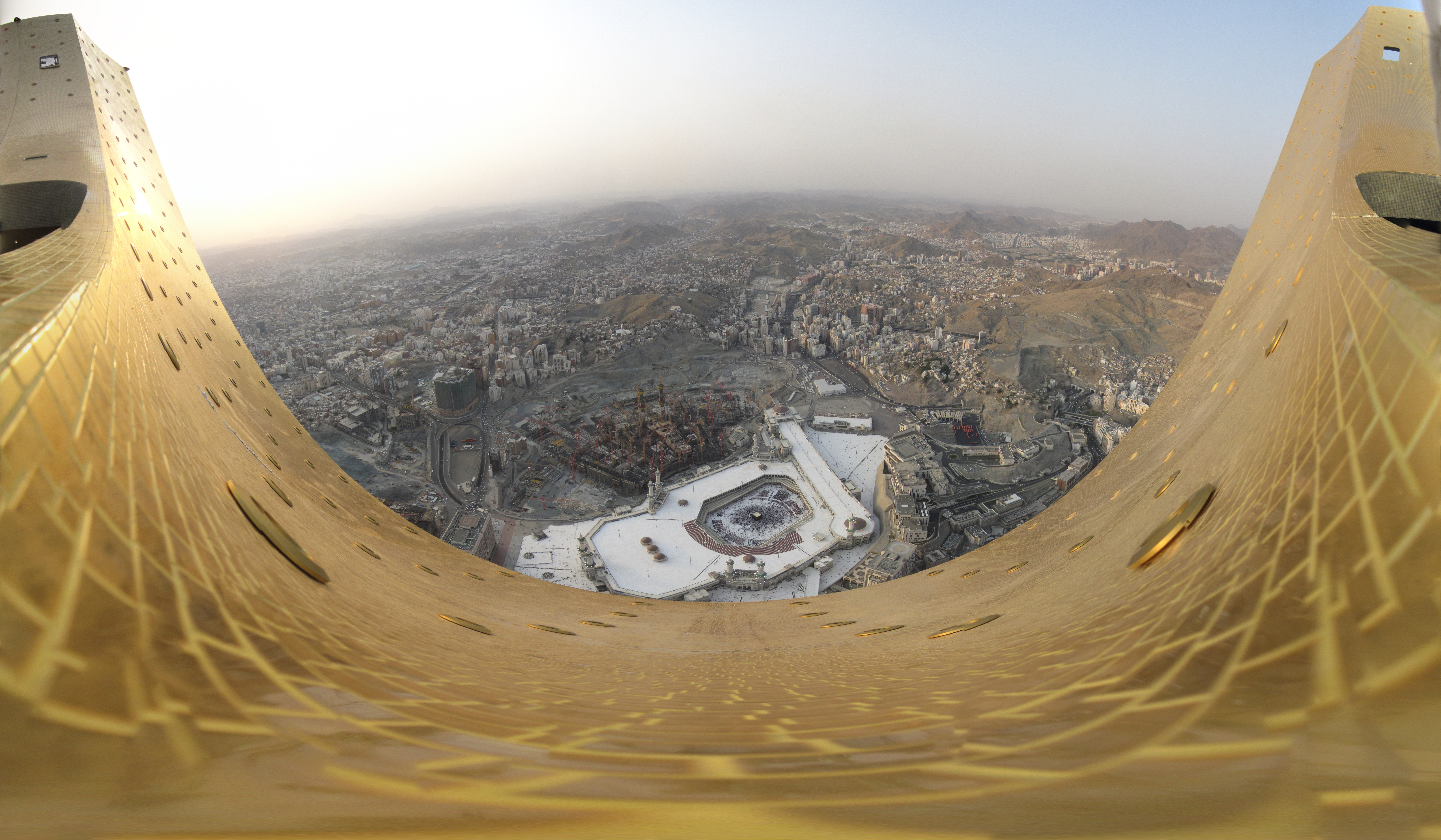
صورة بانورامية لمكة المكرمة
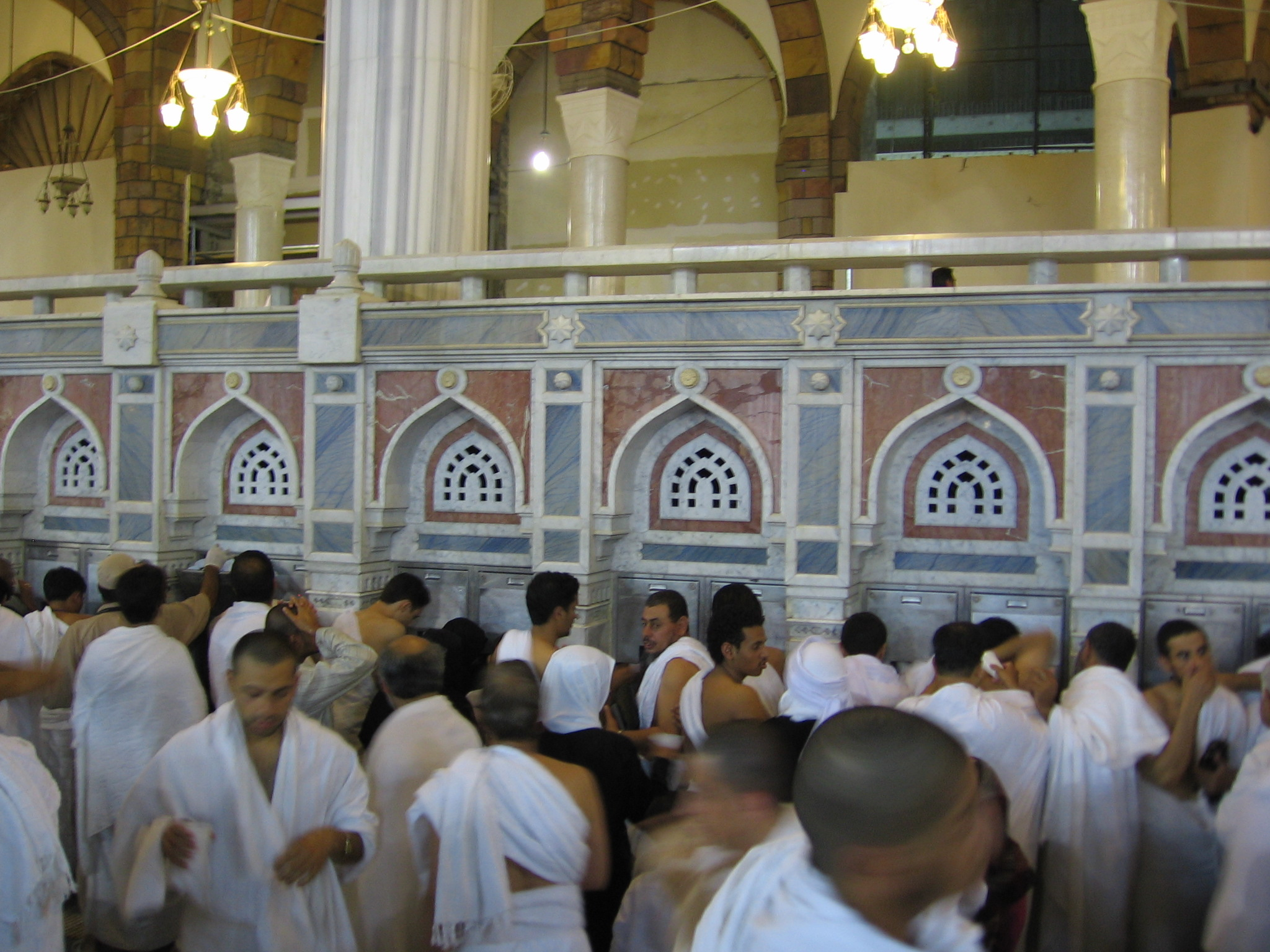
زيارة الحجاج إلى بئر زمزم
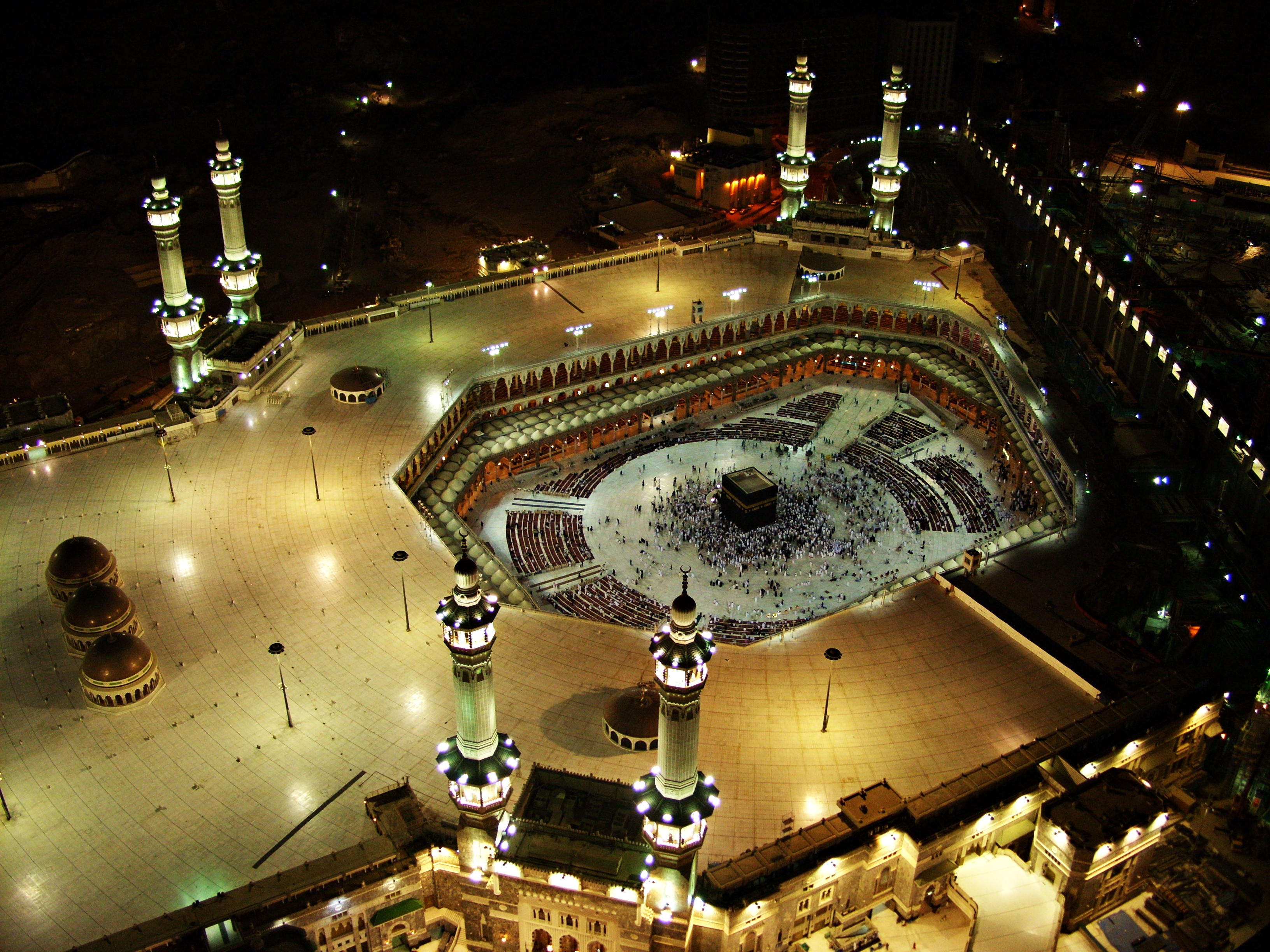
الحرم ليلاً
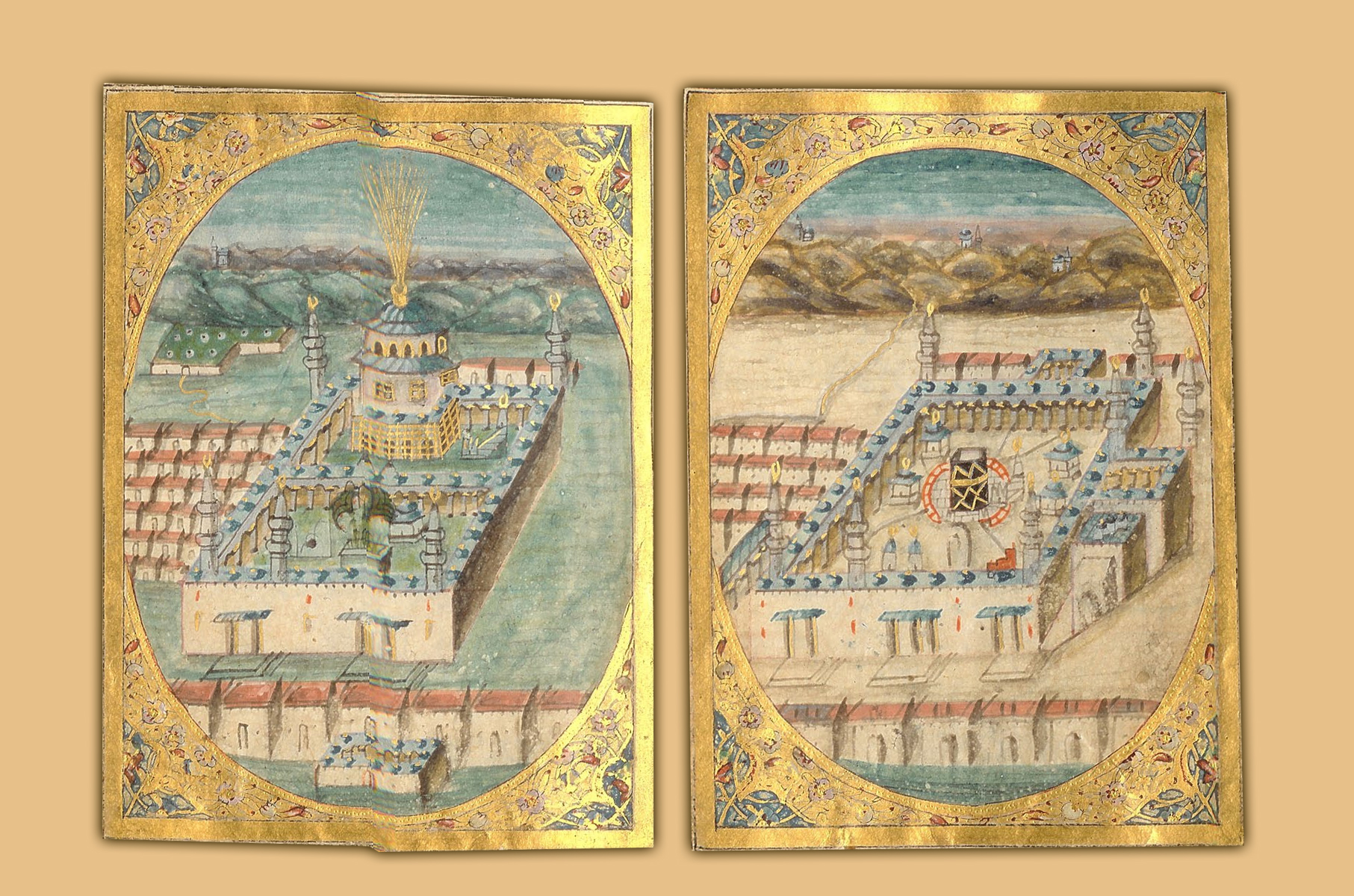
رسم للحرمين المكي والمدني
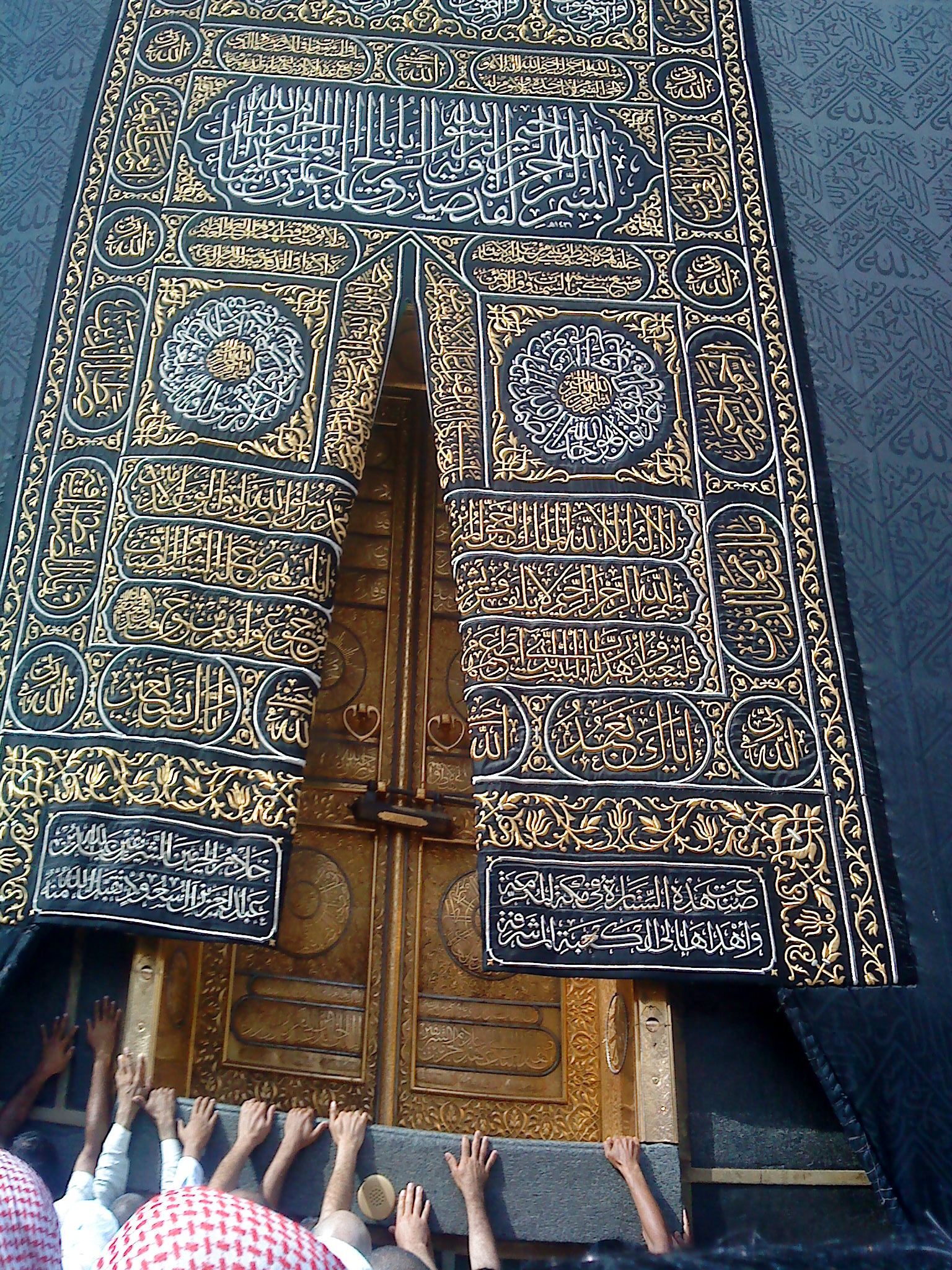
بوابة الكعبة
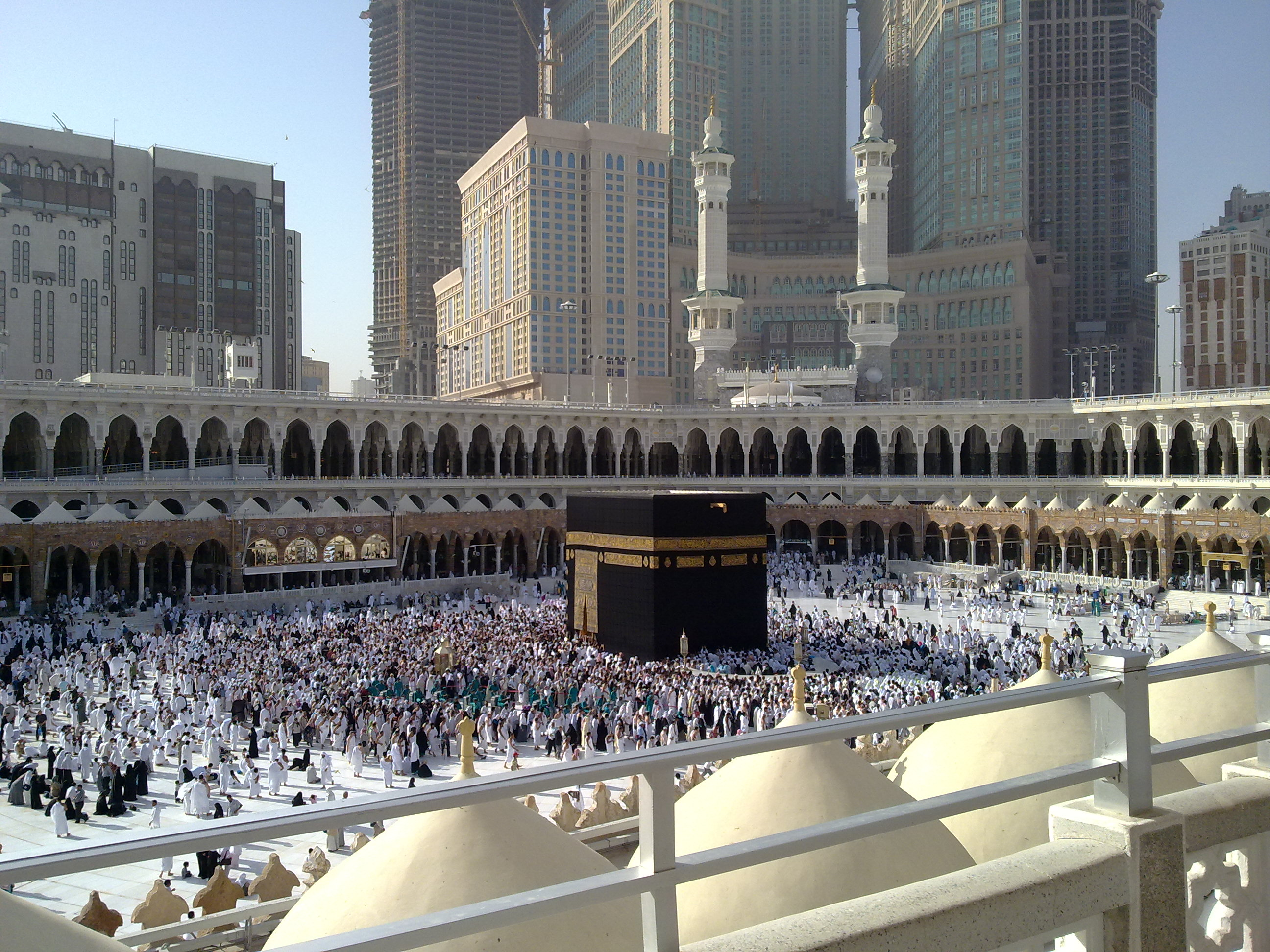
الكعبة المشرفة
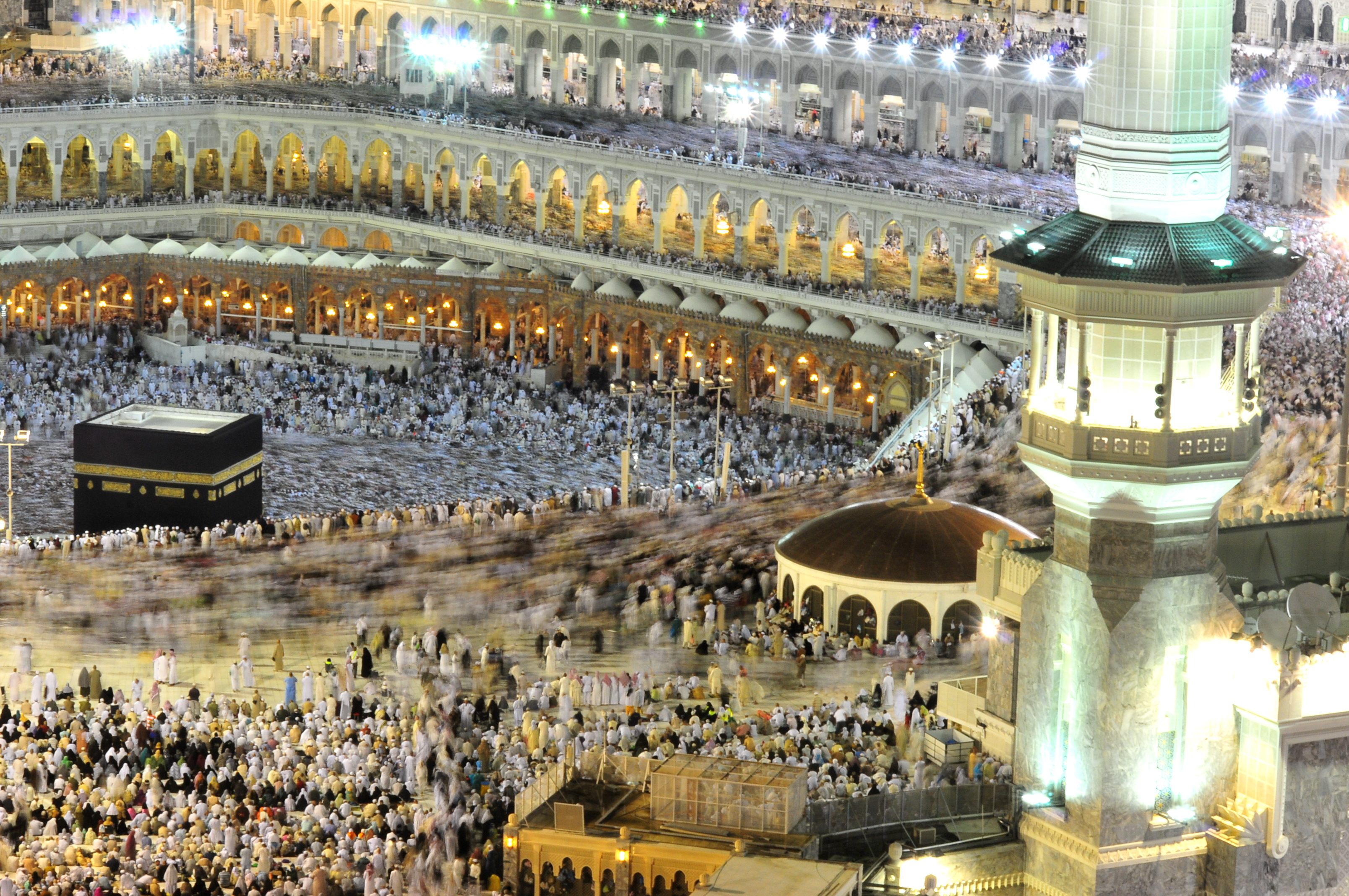
تأدية الحجاج لطواف الوداع
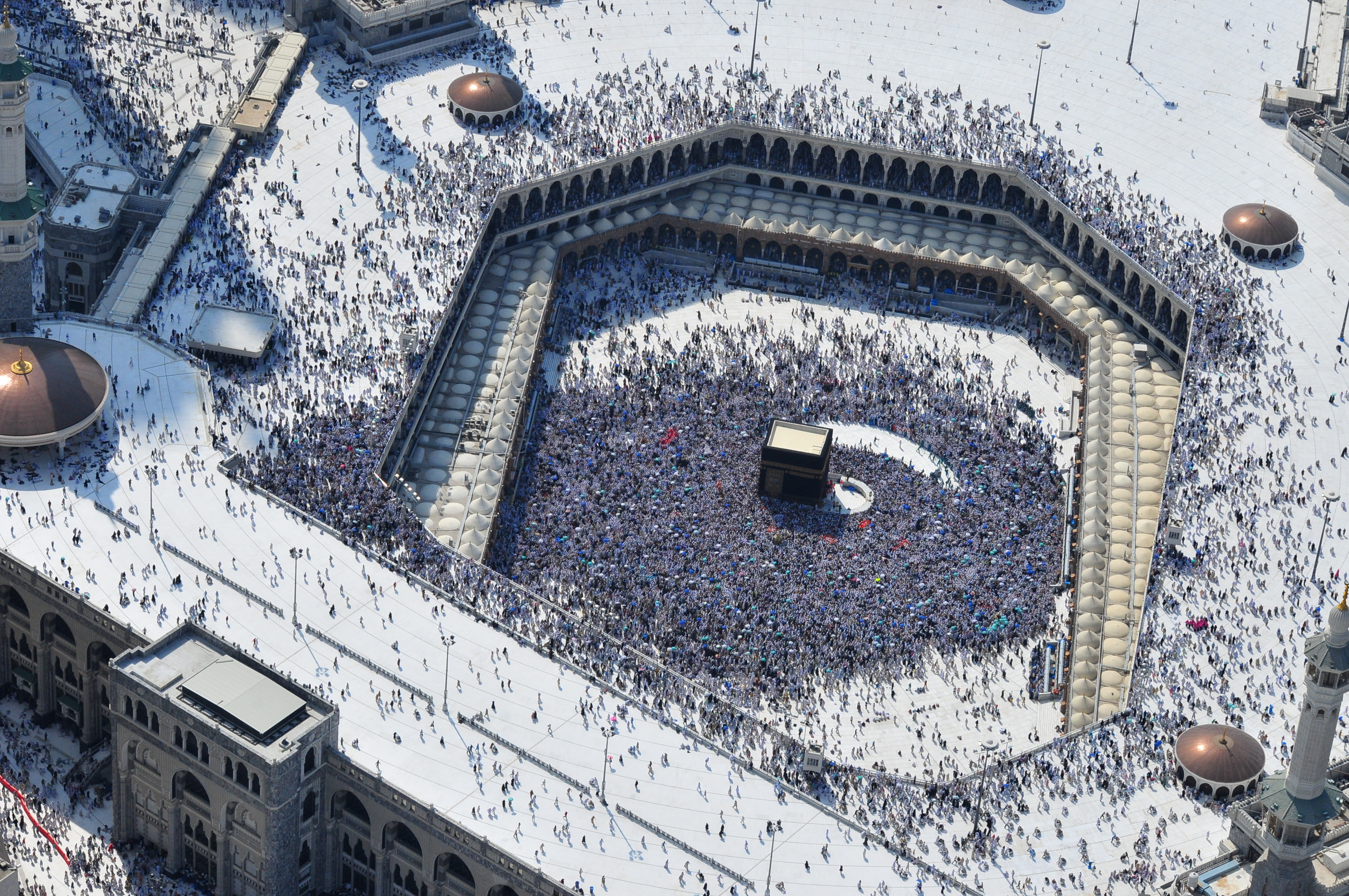
الكعبة المشرفة أثناء الحج
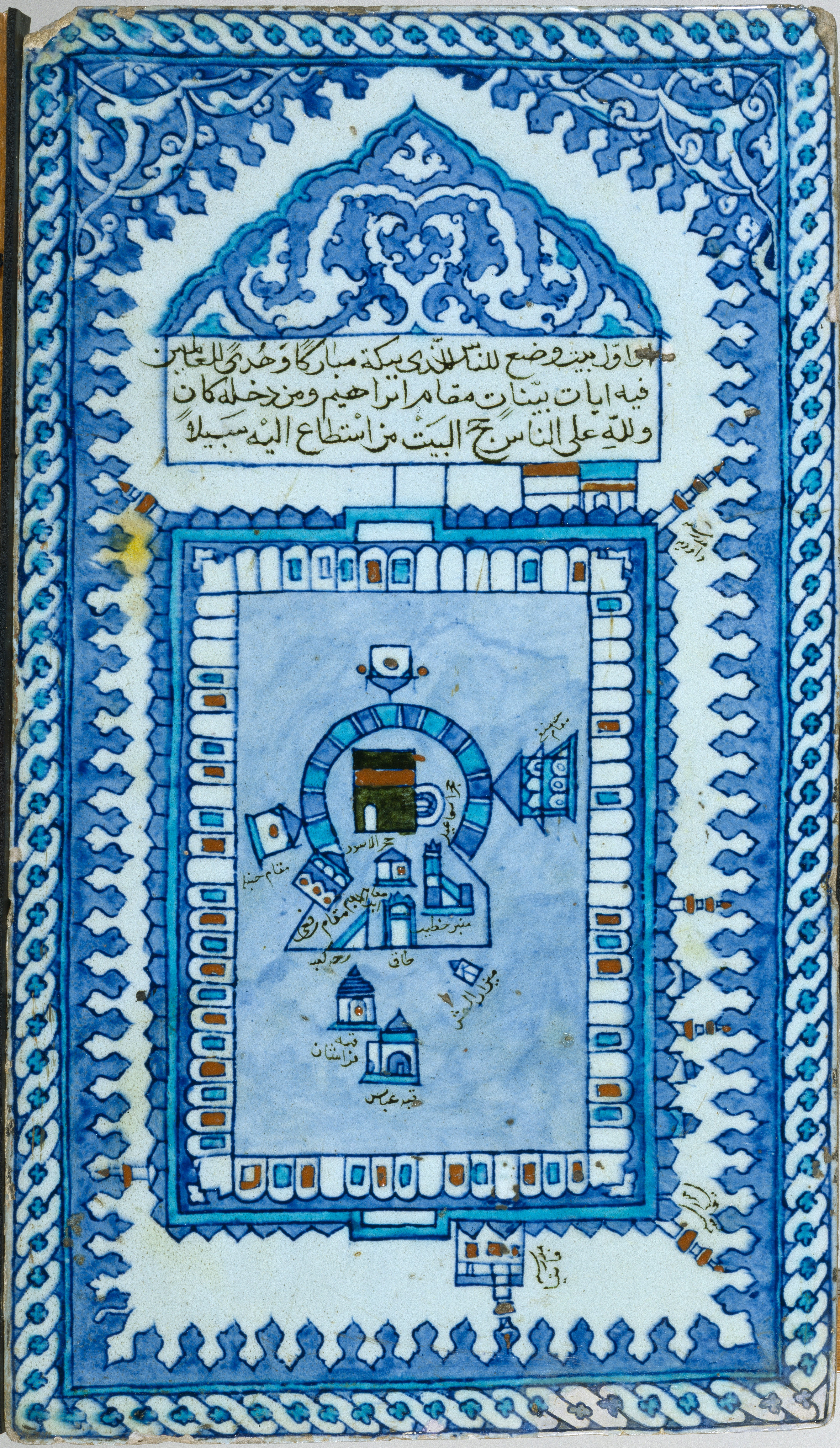
رسم توضيح للكعبة والمسجد في العهد العثماني في القرن 17
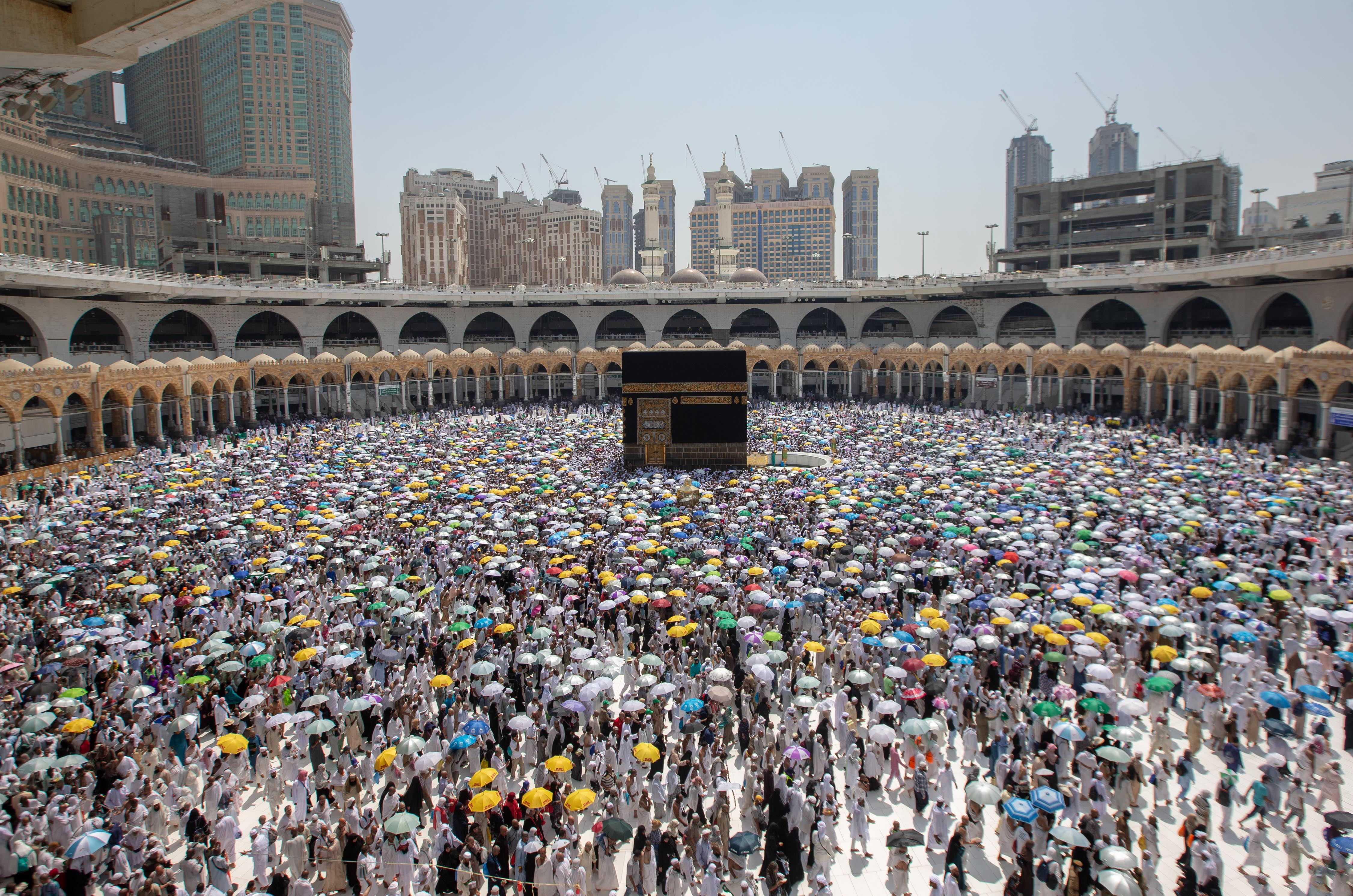

## هوامش
| - 1 سورة آل عمران، الآية: 96 - 2 سورة الحج، الآية: 26 - 3 سورة الفتح، الآية: 18 - 4 سورة الإٍسراء، الآية: 81 - 5 سورة سبأ، الآية: 49 | - 6 سورة البقرة، الآية: 127 - 7 سورة آل عمران، الآية: 97 - 8 سورة البقرة، الآية: 125 - 9 سورة الحج، الآية: 29 - 10 سورة البقرة، الآية: 158 | - 11 سورة آل عمران، الآية: 90 - 12 سورة آل عمران، الآية: 98 - 13 سورة العنكبوت، الآية: 67 - 14 سورة الفيل، الآية: 1 |

## وصلات خارجية
- بث مباشر من المسجد الحرام.
- الرئاسة العامة لشؤون المسجد الحرام والمسجد النبوي.
- توسعة الحرم عام 1432هـ / 2011 على اليوتيوب.